# Kist
Kist ist eine Gemeinde im unterfränkischen Landkreis Würzburg und der Sitz der Verwaltungsgemeinschaft Kist.

## Geographie

### Geographische Lage
Kist liegt in der Region Würzburg zwischen dem Irtenberger Wald im Westen und dem Guttenberger Wald im Osten. Der Ort stellt die höchstgelegene Gemeinde im Landkreis Würzburg dar, deren höchster Punkt die Kirchturmspitze der Pfarrkirche St. Bartholomäus ist. Westlich des Ortes Kist beginnt mit dem Naturwald Irtenberger Wald eines der größten Waldschutzgebiete Bayerns.

### Gemeindegliederung
Die Gemeinde besteht aus zwei Gemeindeteilen: dem Pfarrdorf Kist und der Einöde Irtenberg. Das Gemeindegebiet liegt in den Gemarkungen Kist und Irtenberger Wald.

### Nachbargemeinden
| Waldbrunn  | Eisingen                                    | Höchberg    |
| Altertheim | Kompassrose, die auf Nachbargemeinden zeigt | Reichenberg |
| Gerchsheim | Kleinrinderfeld                             |             |

## Geschichte

### Mittelalter
Die erste urkundliche Erwähnung des Ortes erfolgte zu Zeiten Karls des Großen in der ersten Würzburger Markbeschreibung vom 14. Oktober 779 unter dem Namen Chistesbrunno. Die Schreibweise des Ortsnamens änderte sich in den folgenden Jahrhunderten immer wieder, blieb aber im Wesentlichen gleich: Kistun (ca. 1150), Kisten (1260), Kitsten (1271), Kist (1324) bzw. ...in villa („in der Ortschaft“) Kisten (1324), villa Kyste (1337), Kyst (1356) bzw. Kist (1356), Kist (1449), Kyste (1483), Kist (1594) und Kist bzw. Kyste (beide 1778).

### Neuzeit

#### Frühe Neuzeit
Im Spätmittelalter bzw. in der Frühen Neuzeit hatte die fränkische Adelsfamilie Zobel von Giebelstadt bis 1502 bzw. 1515 die Dorfherrschaft inne, ehe Kist an das Hochstift Würzburg überging. Für dieses war Kist von besonderer Situation, da der Ort geistlich zunächst noch nicht zum Bistum Würzburg, sondern bis 1656 noch zum benachbarten Erzbistum Mainz gehörte (siehe Abschnitt Religion). Zeugnisse der immer wiederkehrenden Grenzstreitigkeiten zwischen dem Hochstift Würzburg und dem Erzstift Mainz sind neben dieser Aufspaltung Kists in weltlicher und kirchlicher Zugehörigkeit, auch einige Bauwerke bzw. Grenzmale: ein Grenzturm mit Schlagbaum, der im Gemarkungsgebiet Kaltes Loch am Diotweg gestanden haben soll, zwei Hoheitssäulen im Irtenberger Wald (siehe Abschnitt Forsthaus Irtenberg) und nicht zuletzt die drei Kilometer entfernte Ruine der gegen Kurmainz errichteten und im Bauernkrieg 1525 zerstörten Burg Guttenberg im Guttenberger Wald.

#### Moderne
Im Jahr 1803 fiel Kist dann im Rahmen der Säkularisation des Hochstifts Würzburg an das Herzogtum Bayern, das seit der Erlangung der Kurwürde 1623 auch Kurfürstentum Bayern bzw. seit dem Zusammenschluss mit der Kurpfalz 1777 (dann als Doppel-Kurfürstentum) auch Kurpfalz-Bayern genannt wurde. Im Frieden von Pressburg (1805) wurde Kist zwischenzeitlich Erzherzog Ferdinand von Toskana zur Bildung des Großherzogtums Würzburg zugesprochen, mit welchem es dann nach dessen früher Auflösung 1814 wieder an das mittlerweile vom Herzogtum zum Königreich erhobene Bayern zurückfiel. Dort kam Kist bis 1836/1837 einige Bedeutung im Zollwesen zu: Einerseits war Kist Sitz einer von zehn Zoll-Unterinspektionen im damaligen Untermainkreis, hier dem Zoll-Inspektionsbezirk Aschaffenburg mit der dortigen Zoll-Oberinspektion zugeordnet. Andererseits war das damals bereits zu Kist gehörende Irtenberg wiederum Sitz eines gleichnamigen Zollamtes – dem einzigen im Organisationsbereich des Oberzollamtes I. Klasse Würzburg bestehenden. Beide Behörden waren im Forsthaus Irtenberg untergebracht.
Seit dem Ende der Monarchie und der damit einhergehenden Auflösung des Königreichs Bayern 1918, gehört Kist zum im selben Jahr ausgerufenen Freistaat Bayern. Da das Königreich Bayern jedoch bereits mit seinem Beitritt zum im Jahr 1867 unter der Bezeichnung Norddeutscher Bund gegründeten Deutschen Reich und Eingliederung in dieses im Jahr 1871 seine volle staatliche Souveränität verloren hatte, gehört auch Kist staatsrechtlich seitdem zu dem seit 1949 in der völkerrechtlichen Identität der Bundesrepublik Deutschland bestehenden Deutschen Reich.

### Einwohnerentwicklung
- 1582: „1 Förster, 1 Häfner, 1 Beck und 8 Mannschaften[Anmerkung 3]“[18]
- 1623: ca. 190 Einwohner[18]
- 1748: ca. 440 Einwohner[18]
- 1770: ca. 460 Einwohner[18]
- 1786: 0495 Einwohner[18]
- 1814: 0448 Einwohner[18]
- 1830: 0549 Einwohner[18]
- 1831: 0549 Einwohner[18]
- 1840: 0546 Einwohner[19]
- 1871: 0736 Einwohner[20]
- 1875: 0718 Einwohner[19]
- 1880: 0745 Einwohner[18]
- 1885: 0727 Einwohner[21]
- 1890: 0700 Einwohner[19]
- 1895: 0639 Einwohner[18]
- 1897: 0702 Einwohner[18]
- 1900: 0686 Einwohner[22]
- 1919: 0741 Einwohner[18]
- 1925: 0785 Einwohner[23]
- 1939: 0999 Einwohner[19]
- 1946: 1294 Einwohner[18]
- 1950: 1326 Einwohner[24]
- 1953: 1322 Einwohner[18]
- 1954: 1330 Einwohner[18]
- 1955: 1331 Einwohner[18]
- 1956: 1340 Einwohner[18]
- 1957: 1389 Einwohner[18]
- 1958: 1401 Einwohner[18]
- 1959: 1436 Einwohner[18]
- 1960: 1451 Einwohner[18]
- 1961: 1456 Einwohner[25]
- 1962: 1579 Einwohner[18]
- 1963: 1656 Einwohner[18]
- 1964: 1690 Einwohner[18]
- 1965: 1769 Einwohner[18]
- 1966: 1809 Einwohner[18]
- 1967: 1900 Einwohner[18]
- 1968: 1894 Einwohner[18]
- 1970: 1890 Einwohner[26]
- 1971: 1901 Einwohner[18]
- 1972: 1939 Einwohner[18]
- 1973: 1993 Einwohner[18]
- 1974: 2064 Einwohner[18]
- 1977: 2200 Einwohner[18]
- 1978: 2213 Einwohner[18]
- 1987: 2293 Einwohner[27]
- 1991: 2422 Einwohner
- 1995: 2491 Einwohner
- 2000: 2474 Einwohner
- 2005: 2434 Einwohner[28]
- 2006: 2470 Einwohner[28]
- 2007: 2453 Einwohner[28]
- 2008: 2427 Einwohner[28]
- 2009: 2433 Einwohner[28]
- 2010: 2423 Einwohner[28]
- 2011: 2447 Einwohner[28]
- 2012: 2458 Einwohner[28]
- 2013: 2470 Einwohner[28]
- 2014: 2495 Einwohner[28]
- 2015: 2551 Einwohner[28]
- 2016: 2528 Einwohner[28]
- 2017: 2547 Einwohner[28]
- 2018: 2611 Einwohner[29]

Im Zeitraum 1988 bis 2018 stieg die Einwohnerzahl von 2286 auf 2611 um 325 Einwohner bzw. um 14,2 %.
Quelle: BayLfStat

## Religion

### Katholische Kirche
Kist ist seit je her überwiegend katholisch geprägt. Ursprünglich gehörte Kist in kirchlicher Hinsicht zur Urpfarrei Tauberbischofsheim, ehe Kist zu einer eigenen Pfarrei erhoben wurde. Dies könnte bereits vor 1423 erfolgt sein, da für jenes Jahr die Besetzung mit einem Leutpriester namens Fridericus dokumentiert ist. In jedem Fall aber bestand diese erste Pfarrei spätestens seit 1487, da in jenem Jahr die Pfarrei Kist als die östlichste im Landkapitel Taubergau des Erzbistums Mainz ausgewiesen war, zu welchem sie bis 1656 gehörte (siehe unten). Zu diesem Zeitpunkt unterstanden ihr „Irdenberg, Meysenbach und Rinderfeld minor“. Ob diese erste Kister Pfarrei auch nach dem Dreißigjährigen Krieg fortbestand oder ob sie in dessen Zuge untergegangen war, war jahrhundertelang Gegenstand von Diskussionen. Einerseits wurde Kist oft als „Kaplanei“, „filiali“ oder „Pastorey“ von Kleinrinderfeld bezeichnet, und es wurden Versuche unternommen, Kist „von Kleinrinderfeld los[zu]reißen und wieder zu einer selbständigen Pfarrei [zu] machen“, was für einen vormaligen Untergang spricht. Andererseits aber weigerten sich etwa die Kister Bürger im Jahr 1783, zum Bau eines neuen Pfarrhauses in Kleinrinderfeld beizutragen, mit dem Hinweis, dass sie eigentlich keine Filialisten seien, nachdem ehedessen der Pfarrsitz zu Kist gewesen sei. Eine eindeutige Aussage zugunsten einer damals tatsächlich noch bestehenden Eigenständigkeit von Kist macht hingegen ein Schreiben der königlichen Regierung von Unterfranken und Aschaffenburg vom 3. Mai 1870: „Die angebliche Filialeigenschaft der Kirche zu Kist stellt sich als unbegründet dar. Nach der Bestätigung des bisch. Ordinariates vom 15. Juli 1854 war die spätere Vereinigung von Kist mit Kleinrinderfeld eine unio per aequalitatem [= Vereinigung auf Rechtsgleichheit], durch welche die vorher bestandenen rechtlichen Verhältnisse eine Änderung nicht erlitten, infolge dessen für Kist auch noch immer ein eigenes Pfarrsiegel und eigene Pfarrmatrikel besteht und der Pfarrer von Kleinrinderfeld sich noch bis in die neueste Zeit ‚Pfarrer von Kleinrinderfeld und Kist‘ genannt habe“. Legt man diese Ansicht einer Vereinigung auf Rechtsgleichheit zugrunde, welche im 17. Jahrhundert erfolgt sein soll, kann mithin davon gesprochen werden, dass in jener Zeit noch zwei eigenständige Pfarreien bestanden und der Pfarrer von Kleinrinderfeld in Personalunion auch Pfarrer von Kist war, der Pfarrei Kist aber gleichwohl ein Kaplan zugeordnet war.
In der Folgezeit bekam Kist jedoch im Jahre 1890 den Status einer Expositur der Pfarrei Kleinrinderfeld und behielt diesen bis 1952, sodass die Filialeigenschaft von Kist zumindest für diesen Zeitraum unbestreitbar ist. Der der Mutterpfarrei Kleinrinderfeld unterstehende Kaplan für Kist führte dementsprechend die Bezeichnung Expositus. Die endgültige Wiedererrichtung der Pfarrei Kist erfolgte dann schließlich auf Betreiben von Expositus Konrad Keller im Jahr 1952.
Ähnlich kompliziert war die Einordnung der Pfarrei Kist in diözesaner Hinsicht: Denn obwohl der Ort weltlich bis 1803 zum Hochstift Würzburg gehörte (siehe Abschnitt Geschichte), war die Pfarrei Kist bis 1656 kirchlich dem Erzbistum Mainz zugeordnet, was der ehedemen Zugehörigkeit zur Urpfarrei Tauberbischofsheim geschuldet war. Erst ab jenem Zeitpunkt war der weltliche Herrscher (Hochstift Würzburg) in Personalunion auch der geistliche Herr (Bistum Würzburg). Allerdings hatte noch bis zur Säkularisation der Dekan von Bischofsheim das Präsentationsrecht auf Kist.
Heute gehört die Kister Pfarrei St. Bartholomäus mit ihrer Reichenberger Filiale Erscheinung des Herrn zur im Jahr 2010 gegründeten Pfarreiengemeinschaft Kreuz Christi im Dekanat Würzburg links des Mains des Bistums Würzburg. Ihre Kirche ist die Pfarrkirche St. Bartholomäus in Kist.
Die Kister katholischen Ortsgeistlichen in chronologischer Reihenfolge:
- Pfarrer:
  - um 1423: Fridericus (Leutpriester in Kist)
  - vor 1512: Konrad Nyckel
  - 1512–1515: Johann Kleyn
  - nach 1515: Balthasar Engel
  - um 1549: Sigismund Hartmann (Pfarrer von Schönfeld, Verweser)
  - um 1625: Bernhard Hausler (Selbstbezeichnung als „Pfarrer Kleinrinderfeld et Kist“)[45]
- Kleinrinderfelder Kapläne für Kist:
  - um 1780: Kaspar Scheuring
  - 1785: Josef Friedrich
  - 1787: Georg Müller (aus Randersacker)[39]
  - 1788: Adam Michel
  - 1795: Michael Heilmann (gest. 1797 in Kist)[46]
  - 1797: Balthasar Machert
  - 1798: Christoph Riegel
  - 1801: Jos. Anton Eisenmann
  - 1802: N. Viermeisel
  - 1803: Sebastian Burgstaller
  - 1810: N. N. Wagner
  - 1811: N. N. Feuerstein
  - 1829: Josef Weck
  - 1831: Josef Anton Wolf
  - 1833: Johann Schmitt
  - 1839: Joh. Nepomuk Wirth
  - 1842: Martin Wengel
  - 1846: Georg Gunz
  - 1850: Michael Zorn
  - 1851: Johann Alig und Christian Trunk
  - 1852: Ignaz Oberle
  - 1853: Johann Bauer
  - 1854: Franz Zanoni und Josef Konrad
  - 1856: Josef Maier
  - 1859: Franz Schmitt
  - 1860: Kaspar Dietz
  - 1865: Josef Seibold
  - 1874: Karl Sersi
  - 1878–1888: N. Schaab, Anton Bartholome, Joh. Herbert, Adam Wollbach
- Kleinrinderfelder Kapläne für Kist (als Expositi):
  - 1892–1896: Johann Hochdörfer
  - 1896–1898: Ernst Ankenbrand
  - 1899–1905: Ulrich Glöggler
  - 1905–1911: Alfons Maria Broili
  - 1911–1917: Martin Popp
  - 1918–1927: Johann Siedler
  - 1927–1936: Karl Gehrlich
  - 1936–1940: Lukas Pfister
  - 1940–1946: Josef Knorz
  - 1946–1952: Konrad Keller
- Pfarrer von Kist:
  - 1952–1953: Heinz-Erich Keller
  - 1953–1973: August Pfannes
  - 1974–2010: Konrad Martin[47][48]
- Seelsorger für Kist:
  - seit 2010: Jerzy-Andrzej Jelonek (Pfarrer von Waldbrunn, Leiter der Pfarreiengemeinschaft)[49]
  - 2010–2022: Karl Rost (Ruhestandspriester, emeritierter Domkapitular, Ehrenprälat Seiner Heiligkeit)[50][51]
  - 2010–2016: Leo Beck OFMConv (ehemaliger Provinzialminister und Generalassistent),[52] Pfarrvikar[53]
  - 2016–2018: Mario Muschik CMM (ehemaliger Provinzial, heutiger Vizeprovinzial), Pfarrvikar[54] sowie Stuart Vukayi CMM, stellvertretender Pfarrvikar[55][56]

Seit Januar 2023 leben in der
Kister Seniorenresidenz die Missionsdominikanerinnen des zuvor aufgelösten Klosters St. Josef in Neustadt am Main.

### Evangelisch-lutherische Kirche
Aufgrund der starken katholischen Prägung des Ortes waren Kister Bürger evangelisch-lutherischer Konfession stets eine Minderheit. Erstmals im Jahr 1830 sind zwei Einwohner protestantischer Konfession bezeugt, 1871 waren bereits neun der 736 Einwohner Protestanten, 1905 wohnten in der Gemeinde zehn evangelische Christen (einer in Kist, drei in Guttenberg, sechs in Irtenberg), im Jahr 1970 belief sich ihr Anteil dann auf 9,9 % der Bevölkerung.
Die evangelisch-lutherischen Christen in Kist gehörten daher zunächst der Kirchengemeinde Reichenberg an, ehe zu Beginn des Jahres 1991 die Kirchengemeinde Eisingen – Kist – Waldbrunn mit Sitz in Eisingen geschaffen wurde. Diese ist dem Pfarramt Höchberg zugeordnet und gehört zum Dekanatsbezirk Würzburg im Kirchenkreis Ansbach-Würzburg der Evangelisch-Lutherischen Kirche in Bayern. Ihre Kirche ist die in den Jahren 1997 bis 1998 errichtete Philippuskirche in Eisingen.
Die Seelsorger der Kirchengemeinde in chronologischer Reihenfolge:
- Pfarrer:
  - 1992–2010: Peter Fuchs[62]
  - seit 2010: Kirsten Müller-Oldenburg[63]
- Vikare:[64]
  - 2001–2004: Kerstin Voges
  - 2004–2006: Heidi Herbert
  - 2013–2016: Knut Cramer
  - seit 2024: Eva-Maria Kreitschmann[65]

## Politik

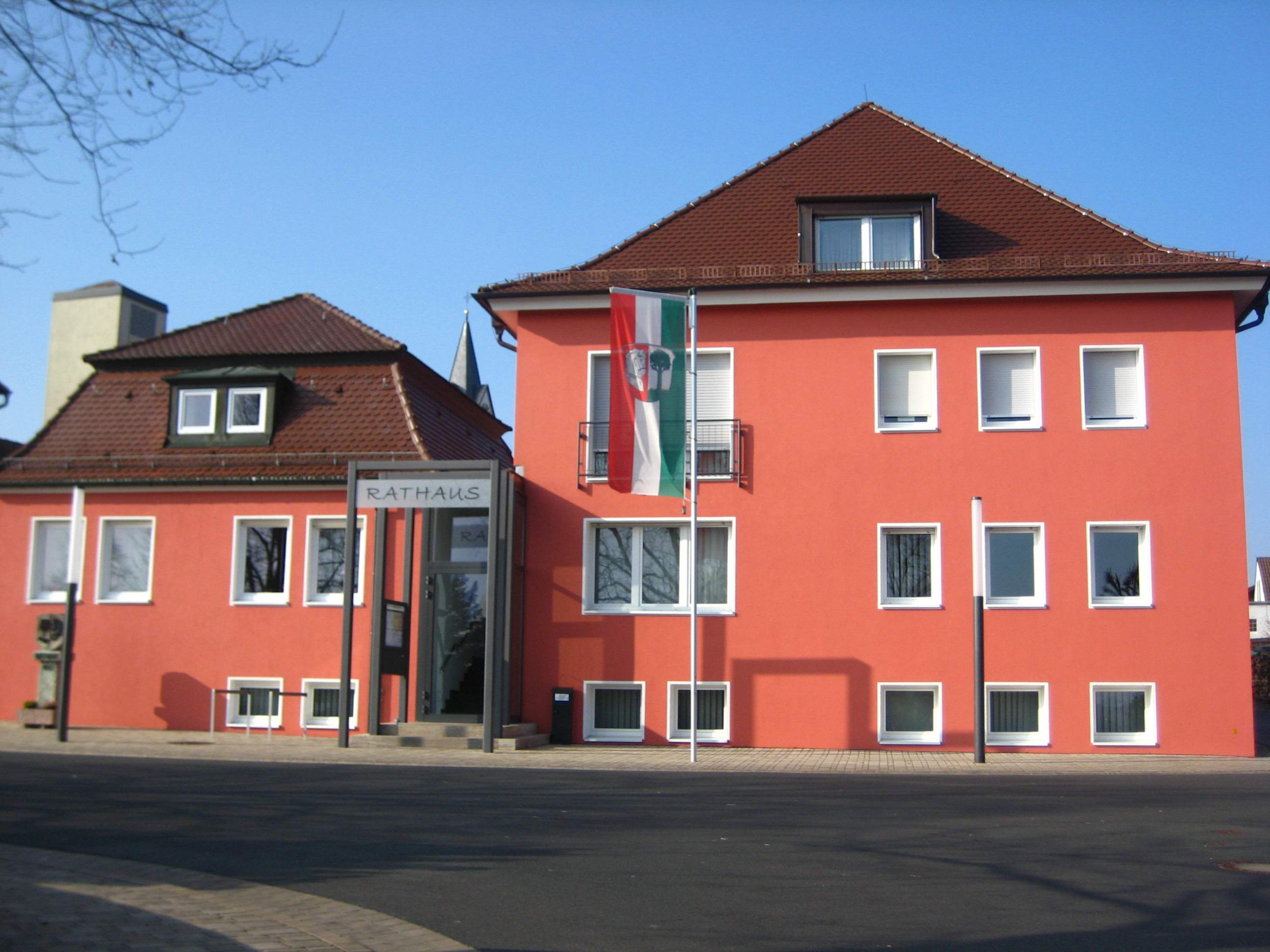
Rathaus Kist

- SPD: 8
- CSU: 6

### Gemeinderat
Bei der Kommunalwahl vom 15. März 2020 haben von den 2180 stimmberechtigten Einwohnern in der Gemeinde Kist 1533 von ihrem Wahlrecht Gebrauch gemacht, womit die Wahlbeteiligung bei 70,32 % lag.

### Bürgermeister
Erster Bürgermeister ist Volker Faulhaber (SPD). Dieser wurde im Jahr 2002 Nachfolger von Walter Öhrlein (CSU). Bei der Kommunalwahl vom 15. März 2020 wurde er mit 70,39 % der Stimmen wiedergewählt.
Die Kister Ortsoberhäupter in chronologischer Reihenfolge:
- Schultheißen:
  - um 1532: Hans Ebert
  - um 1566: Claus Gert
  - um 1582: Jörg Bernhard
  - 1600: Kaspar Ditmann[70]
  - um 1683: Philipp Kogler
  - um 1720: Johann Schmitt
  - um 1750: Johann Adam Schmitt
  - um 1760: Paulus Keller
  - um 1783 und 1811[71]: Jakob Schmitt
  - 1817–1824: Friedrich Weber (ab 1818 als „Ortsvorsteher“)
- Ortsvorsteher:
  - 1817–1824: Friedrich Weber
  - 1824–1836: Barthel Feßler
  - 1837–1839: Johann Spiegel
  - 1839–1845: Johann Konrad Leo
  - 1845–1852: Kaspar Weber
  - 1852–1857: Peter Willmy
  - 1858–1871: Nikolaus Joh. Stetter (ab 1868 als „Bürgermeister“)
- (Erster) Bürgermeister:
  - 1858–1871: Nikolaus Joh. Stetter
  - 1871–1882: Peter Willmy
  - 1882–1896: Adam Anton Leo
  - 1897–1911: Peter Huller
  - 1912–1918: Klemens Scheder
  - 1919–1920: Peter Huller
  - 1920–1924: Klemens Scheder
  - 1925–1945: Oskar Popp
  - 1945–1948: Alfons Schneider
  - 1948–1952: Valentin Scheder
  - 1952–1953: Oskar Popp
  - 1953–1972: Otto Seubert
  - 1972–1990: Wilhelm Scheder
  - 1990–2002: Walter Öhrlein
  - seit 2002: Volker Faulhaber

### Wappen
| Wappen von Kist | Blasonierung: „Gespalten von Silber und Rot; vorne auf grünem Rasen ein grüner Laubbaum, hinten schwebend ein silberner Pferdekopf mit schwarzem Zaum.“ |
| Wappen von Kist | Wappenbegründung: Für den Ort Kist ist ein Dorfsiegel nachweisbar, das als lokales Kennzeichen einen Baum mit reichem Laubwerk auf Rasenboden stehend zeigt, und das auf einer Urkunde aus dem Jahr 1767 erhalten geblieben ist. Als weiteres Kennzeichen tritt dazu die Wappenfigur der fränkischen Adelsfamilie Zobel (gezäumter Pferdekopf), die vor dem Übergang von Kist an das Hochstift Würzburg die dortige Ortsherrschaft bis 1502 bzw. 1515 innehatte. Die Farben Rot-Weiß erinnern an die würzburgische Landesherrschaft. Wappengeschichte: Dieses Wappen wird seit 1968 geführt. |

### Allianz Waldsassengau
Zusammen mit zwölf weiteren Gemeinden aus dem westlichen Teil des Landkreises Würzburg gehört Kist der Allianz Waldsassengau im Würzburger Westen e. V. an. Die Allianz ist als Verein organisiert und bezweckt mit der Schaffung gemeinsamer Strukturen und der Bündelung von Ressourcen eine verstärkte interkommunale Zusammenarbeit ihrer Mitgliedsgemeinden.
Klarzustellen ist allerdings, dass Kist wie auch Irtenberg historisch nicht zum gleichnamigen frühmittelalterlichen Waldsassengau, sondern als Grenzort noch zum (unteren) Taubergau gehörte.

## Bau- und Bodendenkmäler
Zwei Karten aus dem 19. Jahrhundert zeigen die damalige bauliche Situation in Kist (Ortsblatt „Kist (1833)“) und die Lage des Ortes in der Umgebung (Urpositionsblatt „Heidingsfeld und Umgebung im Jahr 1849“).

### Katholische Pfarrkirche St. Bartholomäus
Die denkmalgeschützte Kister Pfarrkirche St. Bartholomäus wurde in den Jahren 1871 bis 1872 im neoromanischen Stil errichtet. Eine ausführliche Beschreibung und nähere Informationen zu ihrer Baugeschichte, ihrer Ausstattung und den Vorgängerbauten finden sich im Hauptartikel. Neben der Kirche als solcher ist auch der Bereich um sie herum als Bodendenkmal in die Bayerische Denkmalliste eingetragen (Bezeichnung: Archäologische Befunde im Bereich der mittelalterlichen und frühneuzeitlichen Vorgängerbauten der bestehenden spätneuzeitlichen Kath. Pfarrkirche St. Bartholomäus in Kist, Denkmalnummer: D-6-6225-0315).

### Gasthaus Grüner Baum mit Zehntscheune
Das denkmalgeschützte Gasthaus Grüner Baum mit dem zum Teil noch unter Putz liegenden markanten fränkischen Fachwerk dürfte das älteste Gebäude in Kist sein. Zwar trägt ein an der Außenwand befestigtes Wappenrelief die Jahreszahl 1705, jedoch wird vermutet, dass es sich hierbei nur um ein Jahr des Umbaus gehandelt hat. Jenes Relief zeigt eine von zwei Engelsköpfen flankierte Mariendarstellung mit Jesuskind und eine Inschrift mit dem Wortlaut Unter deinen Schutz und Schirm flihen wir, O heilige Gottes Gebärerin. Darunter befindet sich das Wappen des damaligen Würzburger Fürstbischofs Johann Philipp von Greiffenclau zu Vollraths, dem das Anwesen einst als Jagdsitz gedient haben soll, sowie eine weitere Inschrift mit dem Text Im Jahr Christi Anno 1705. An dem Giebelhaus mit Fachwerkobergeschoss und Krüppelwalmdach ist auch ein schmiedeeiserner Rokoko-Ausleger angebracht, in dessen Mitte sich eine grün-goldene Miniaturdarstellung eines Baumes sowie eine Laterne befindet. Zum Komplex gehört auch eine gut erhaltene Scheune aus der Entstehungszeit des Anwesens, die früher als Zehntscheune des Ortes diente. Über ihrem Kellereingang ist das Zeichen für die Metzger, ein aus rotem Sandstein gefertigter Ochsenkopf mit zwei gekreuzten Beilen darüber angebracht, von dessen Inschrift nur noch . . W G 2 . zu entziffern ist. Diese deutet wohl auf das Jahr 1720 hin, in dem die Scheune anscheinend teilunterkellert wurde.
Auf dem Platz vor dem Gasthaus befindet sich der Ersatzneubau des sogenannten Anna-Häuschens, in dem einst eine im Privatbesitz befindliche Lindenholzfigur der Hl. Mutter Anna bzw. eine Madonna mit Jesuskind im Stil des Barock ihren Platz hatte. Ein Schild weist auf eine Linde hin, die dort nebenan ca. 400 Jahre lang gestanden habe, aufgrund eines Blitzschlags aber mittlerweile aus Sicherheitsgründen gefällt werden musste. Das Anna-Häuschen ist ebenfalls denkmalgeschützt.

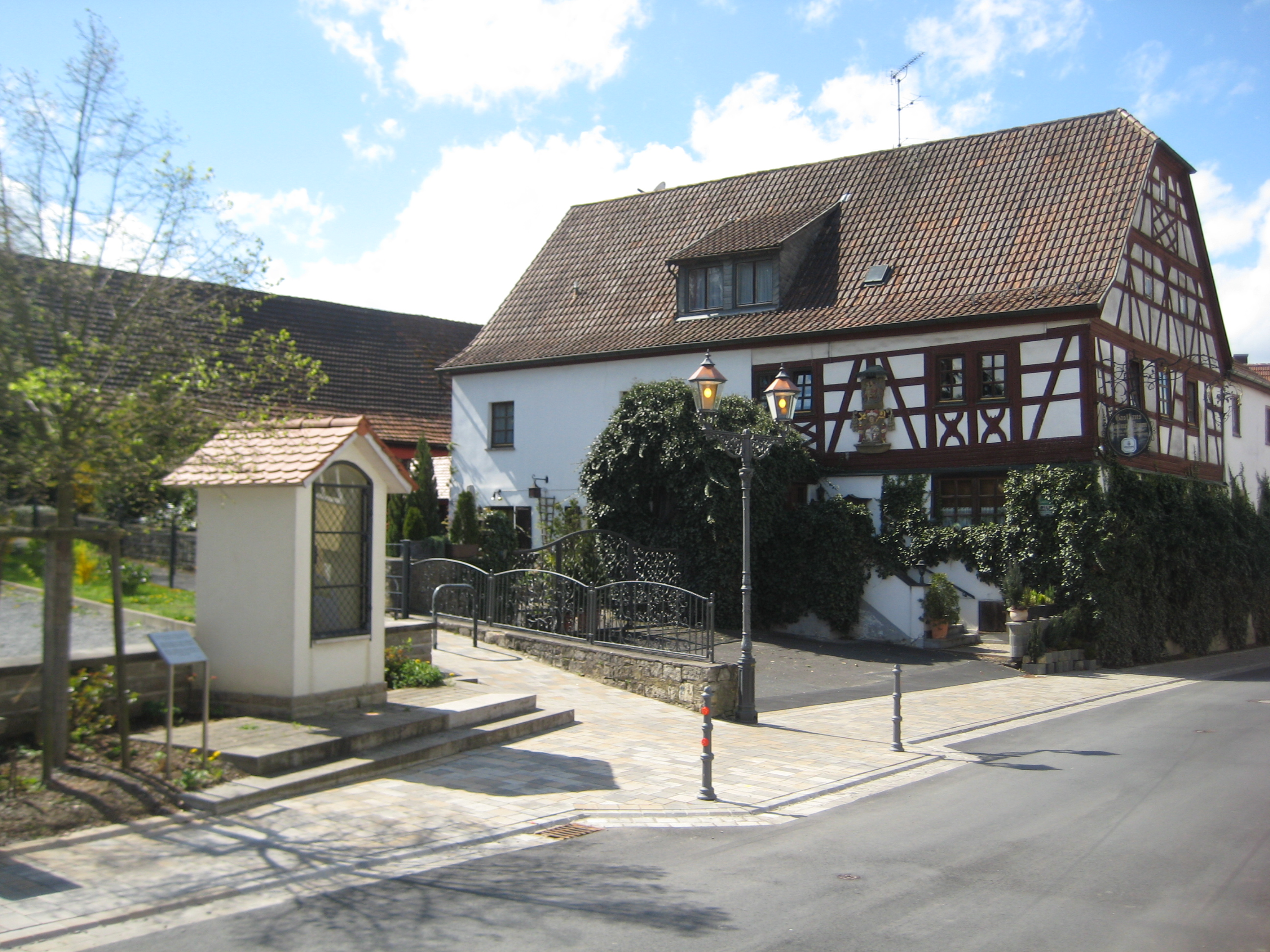
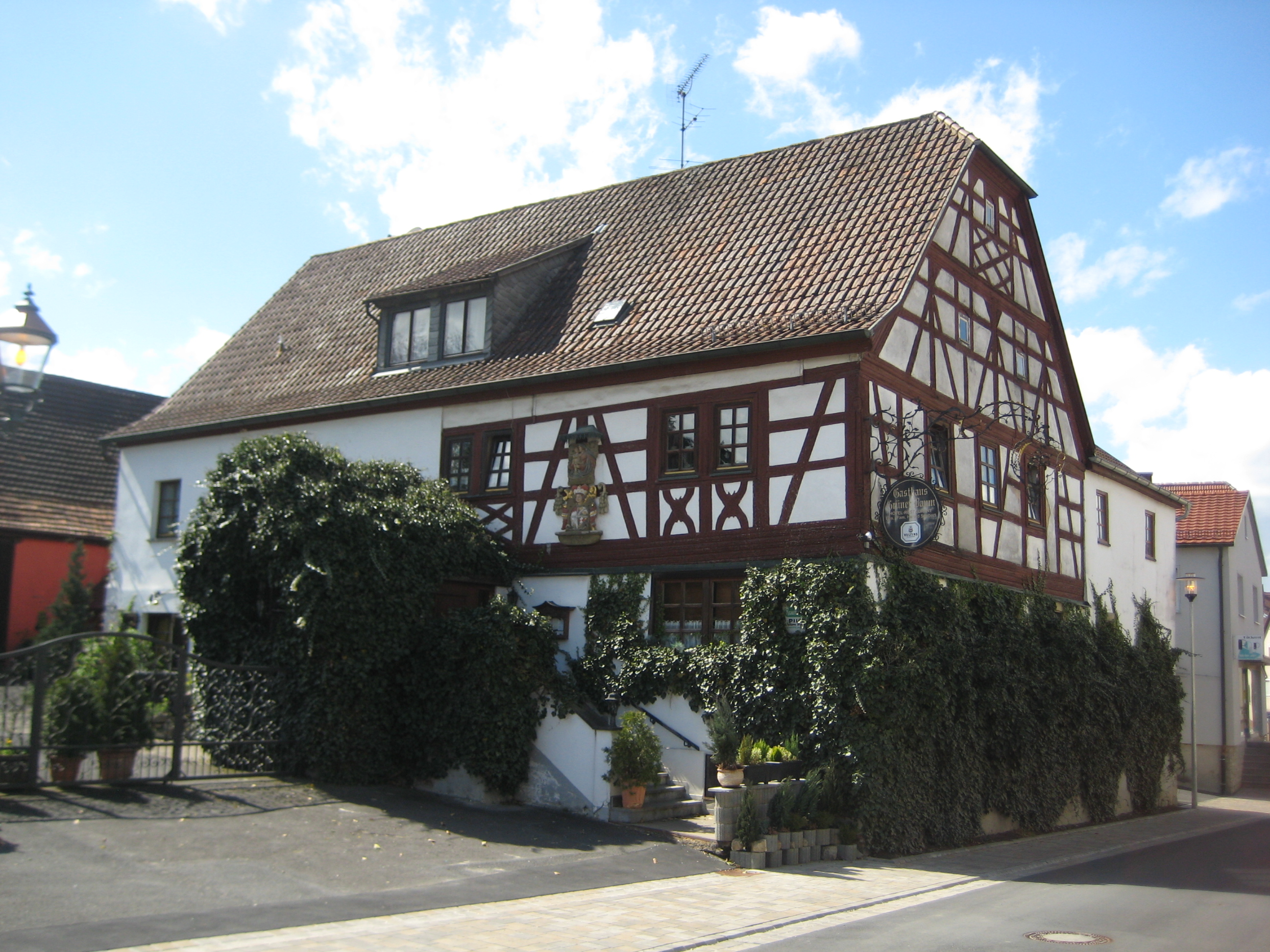
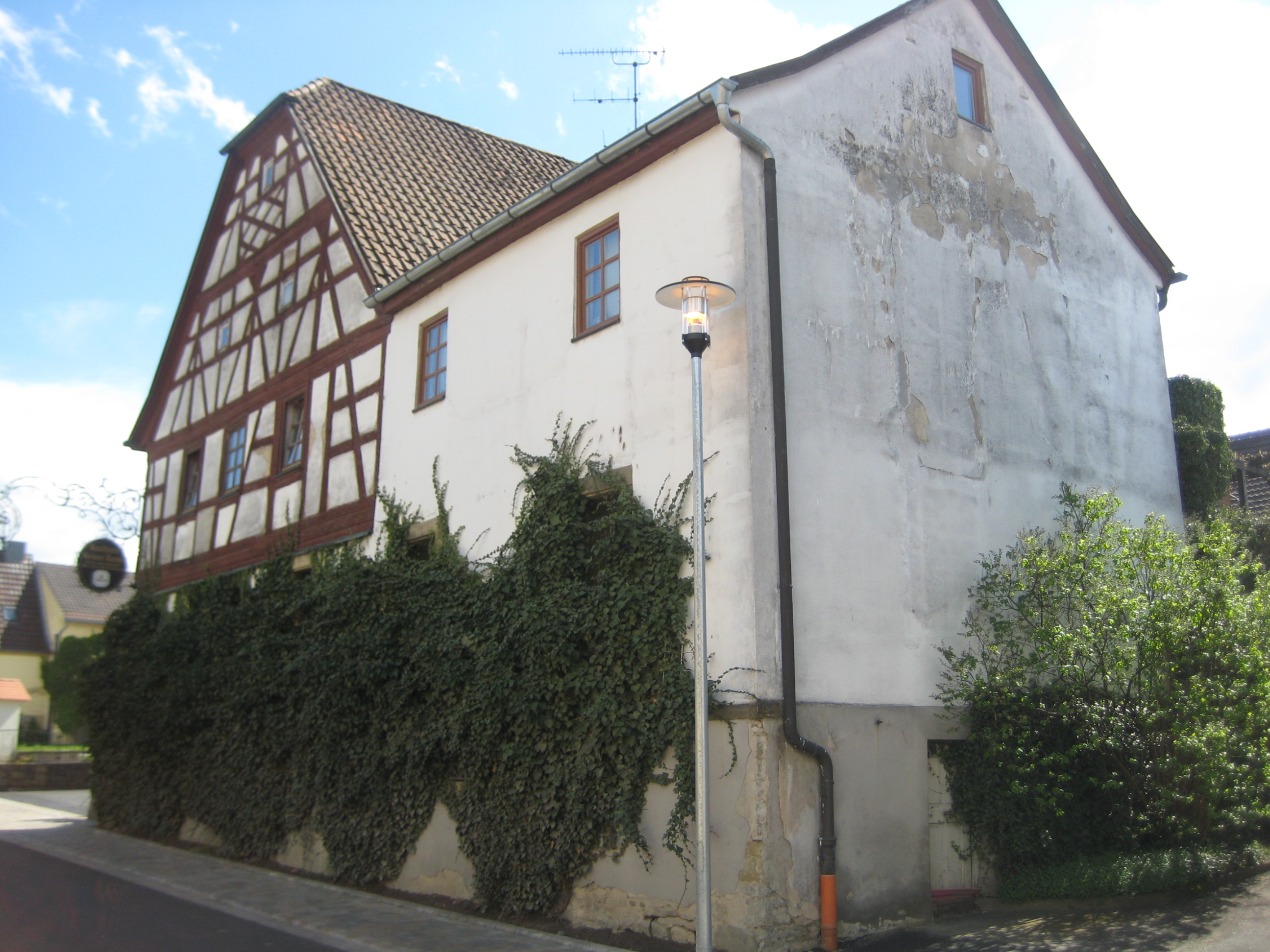
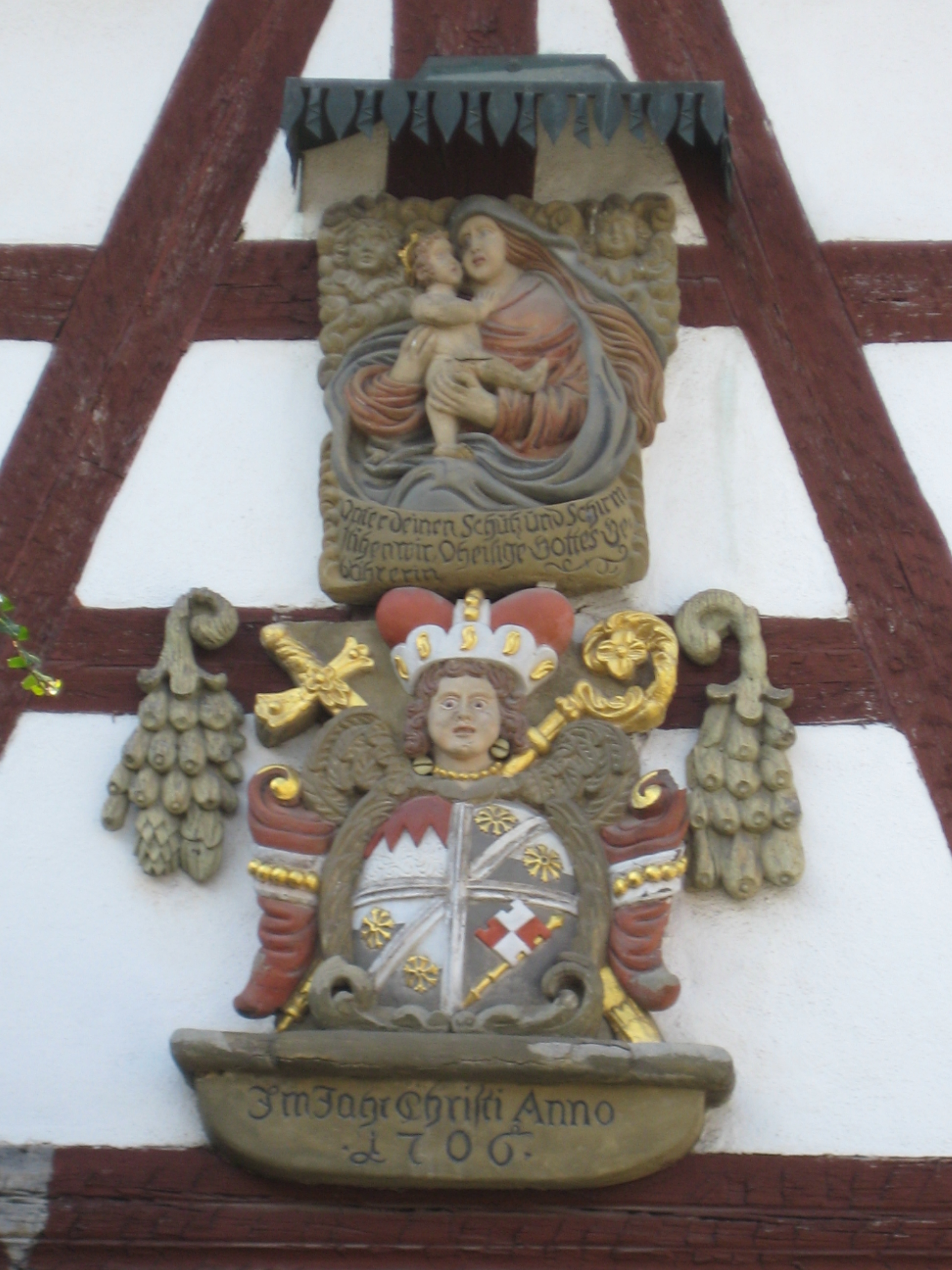
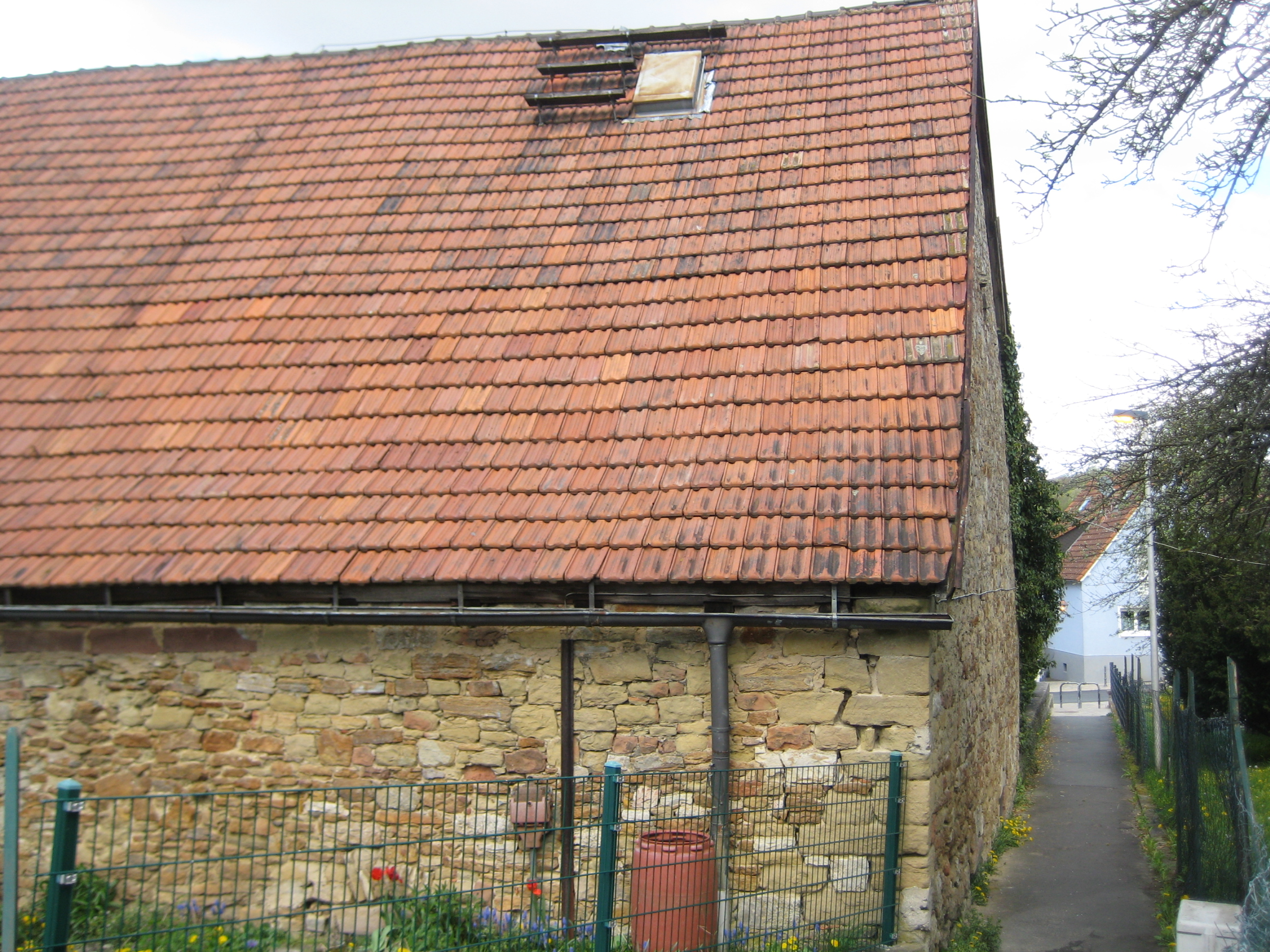
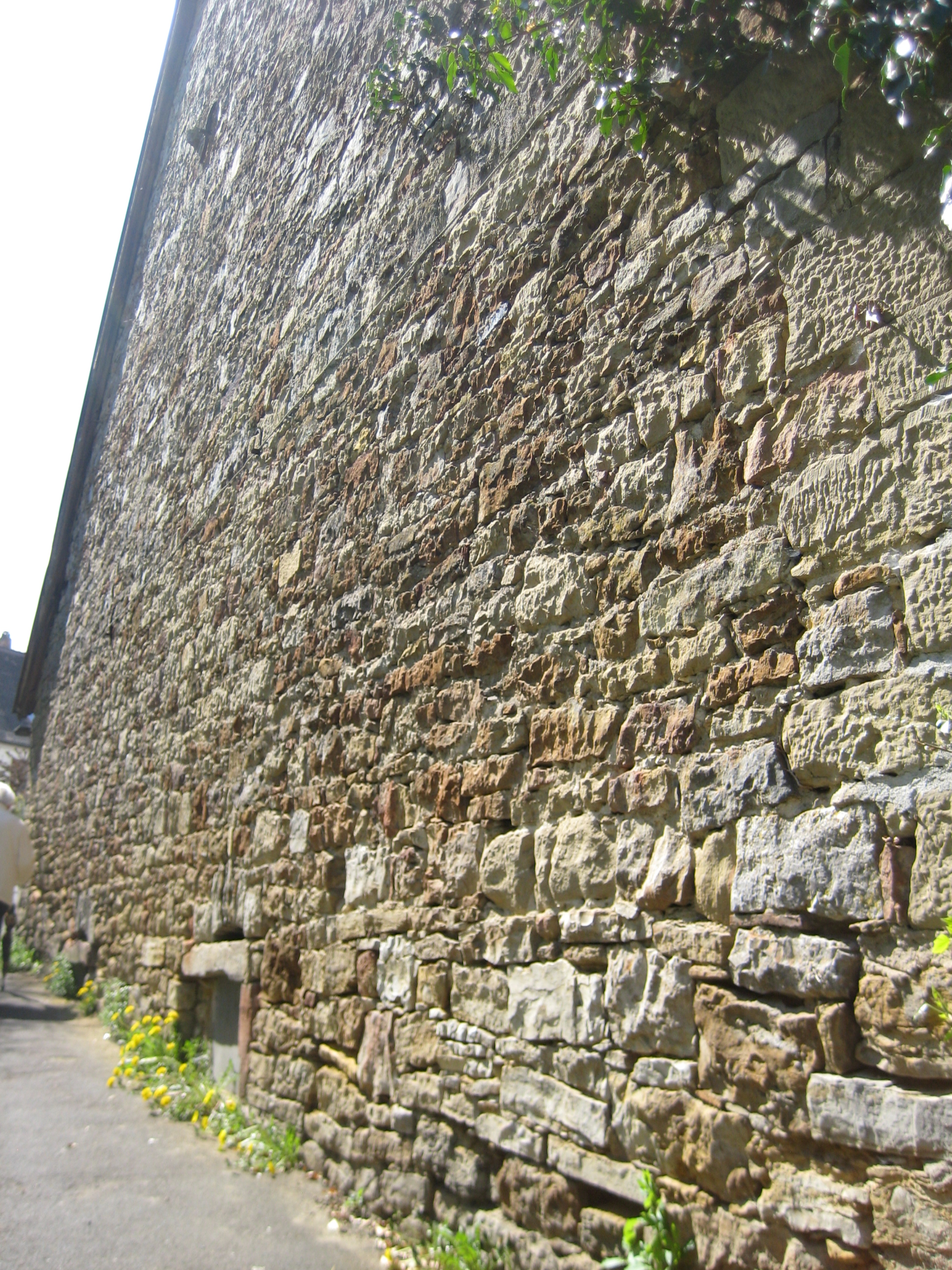

### Ehemaliges Gasthaus Zur Linde

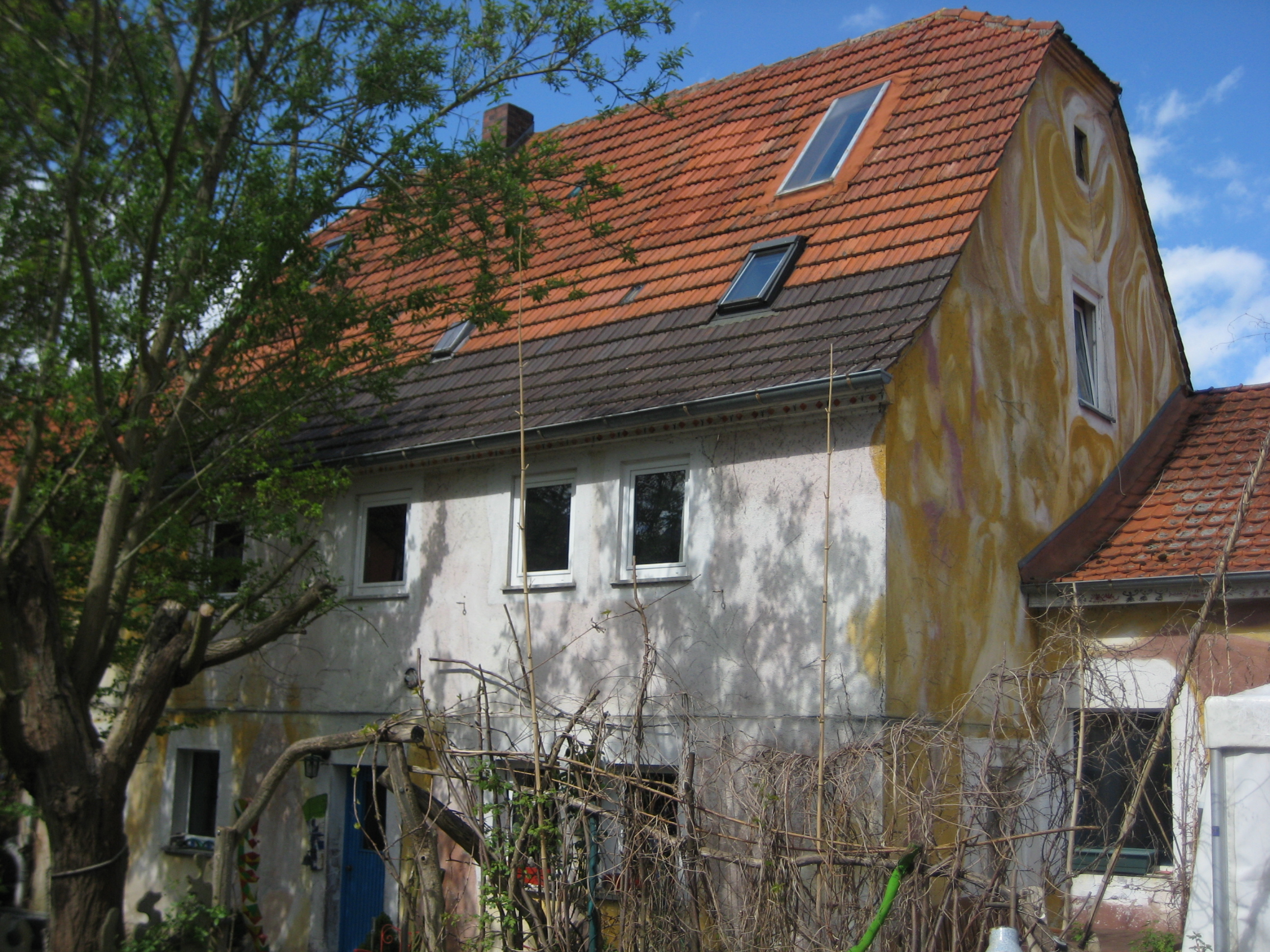
Ehemaliges Gasthaus „Zur Linde“, 18./19. Jahrhundert

Im Hof nördlich unterhalb der Kreuzung Untere Dorfstraße zu Vordere Bergstraße liegt das denkmalgeschützte ehemalige Gasthaus Zur Linde. Das zweigeschossige, ursprünglich als Wohnstallhaus errichtete Krüppelwalmdachgebäude mit verputztem Fachwerk stammt im Kern aus der zweiten Hälfte des 18. Jahrhunderts und wurde mehrfach an- und umgebaut. Die massive westliche Giebelwand wird auf das erste Viertel des 19. Jahrhunderts, die massiven Erdgeschosswände auf das späte 19. Jahrhundert datiert. In den 1930er Jahren wurde im Norden ein eingeschossiger Küchenanbau mit Pultdach sowie im Osten ein eingeschossiger Saalanbau mit Satteldach errichtet. Bis zur Einstellung des Wirtsbetriebs diente jener als Tanzsaal des Ortes. Heute wird der Alte Tanzsaal gelegentlich für private Ausstellungen und kulturelle Veranstaltungen genutzt.

### Areal der früheren Weth
Im Bereich des heutigen Dorfbrunnens in der Unteren Dorfstraße befand sich in früherer Zeit eine Weth (also eine öffentliche Tränke). Wie eine Skizze aus dem Jahr 1770 zeigt, gehörte zu dem Areal rund um den dort so bezeichneten gemeinen Platz auch ein barocker Bildstock am Dorfbrunnen (siehe Abschnitt Bildstöcke) sowie das gegenüberliegende „Gehorsamshäuschen“. Ob es sich bei diesem um das im dortigen Bereich stehende Gebäude mit der Aufschrift „Lagerhaus“ oder um das westlich davon anschließende Gaden-Gebäude aus Bruchstein mit Fachwerkobergeschoss handelt, bedürfte weiterer Klärung. Für letzteres spricht das ungewöhnliche steil abfallende Mauerwerk, das auch das Fundament der sich westlich anschließenden großen Scheune bildete. Allerdings wurden sowohl das Gaden-Gebäude als auch die Scheune im Oktober 2020 zugunsten einer Neubaumaßnahme komplett abgerissen, offenbar in Unkenntnis ihrer insbesondere kulturhistorischen Bedeutung für den Ort und in Verkennung der Tatsache, dass sich unmittelbar nördlich ein in die Bayerische Denkmalliste eingetragenes Bodendenkmal befindet (Bezeichnung: Körpergräber vor- und frühgeschichtlicher Zeitstellung, Denkmalnummer: D-6-6225-0132), das sich u. a. auch noch weiter nach Süden, also auf den (ehemaligen) Standort von Gaden-Gebäude und Scheune erstrecken könnte. Der Fundort der Körpergräber umfasst den gesamten Kreuzungsbereich Eisinger Straße zu Waldbrunner Straße bzw. zu Untere Dorfstraße sowie die Grundstücke Untere Dorfstraße 1, Untere Dorfstraße 5, Eisinger Straße 1, Eisinger Straße 2, Eisinger Straße 2a, Eisinger Straße 3 und Waldbrunner Straße 1. Der Bereich um den Dorfbrunnen mit dem Bildstock wurde im Jahr 2013 im Zuge der Straßenerneuerung umfassend saniert. Hierbei wurde ein weiterer archäologischer Fund gemacht, eine Wasserleitung aus Holz unbekannter Zeitstellung, vermutlich neuzeitlich.
Das Areal ist nicht zu verwechseln mit dem Grillplatz Alte Weth, dessen Name auf den Flurteil Alte Weth zurückgeht. Dieser Flurteil nimmt seinerseits Bezug auf eine weitere öffentliche Tränke, die in der Flur Kaltes Loch, einem seit dem Mittelalter so genannten Tal, lag, dessen Gestalt jedoch durch den Bau der Autobahn A 3 und durch die Trockenlegung des Margarethenseeleins (heute Waldsportplatz) stark verändert wurde.

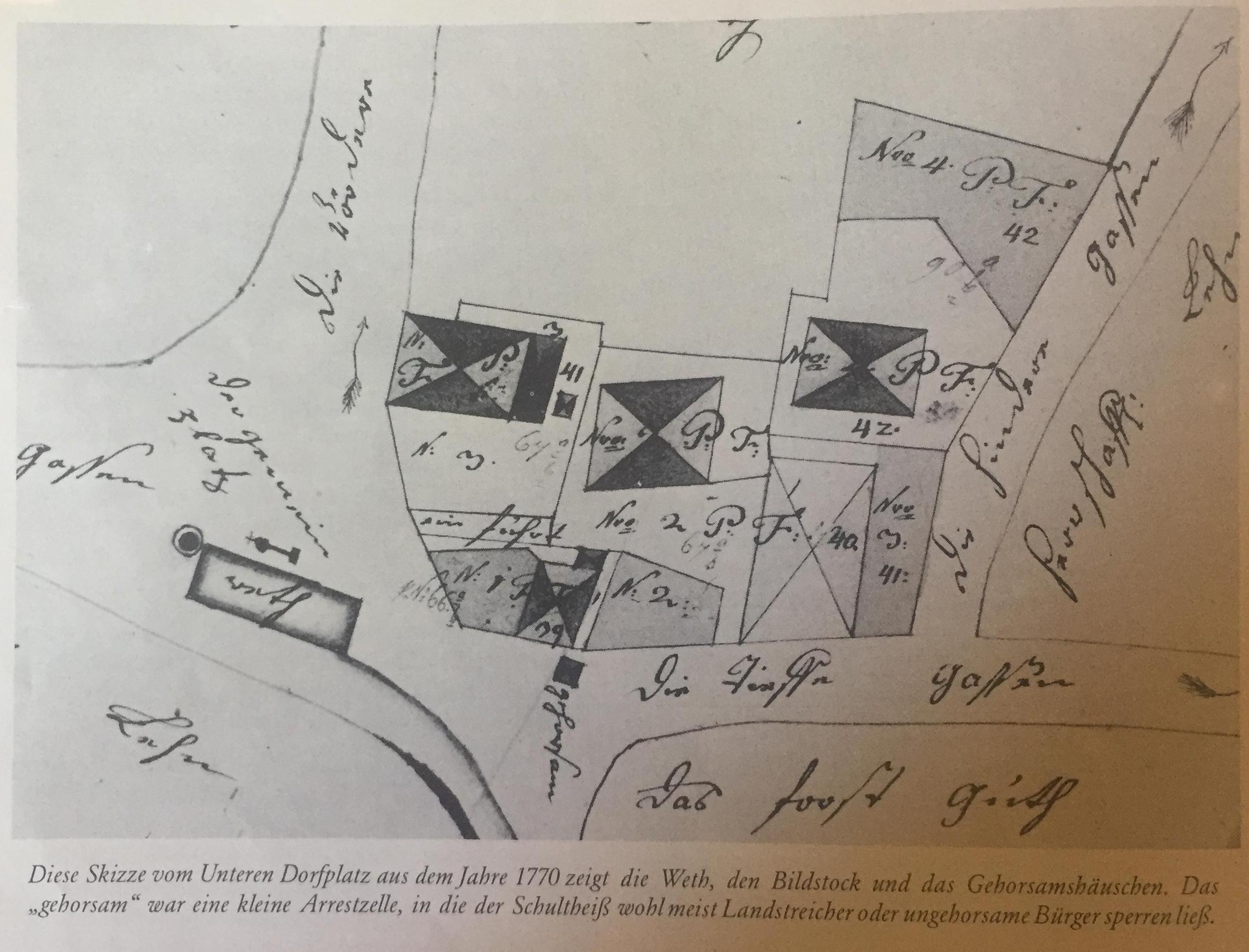
Das Areal um den Dorfbrunnen in einer Skizze von 1770
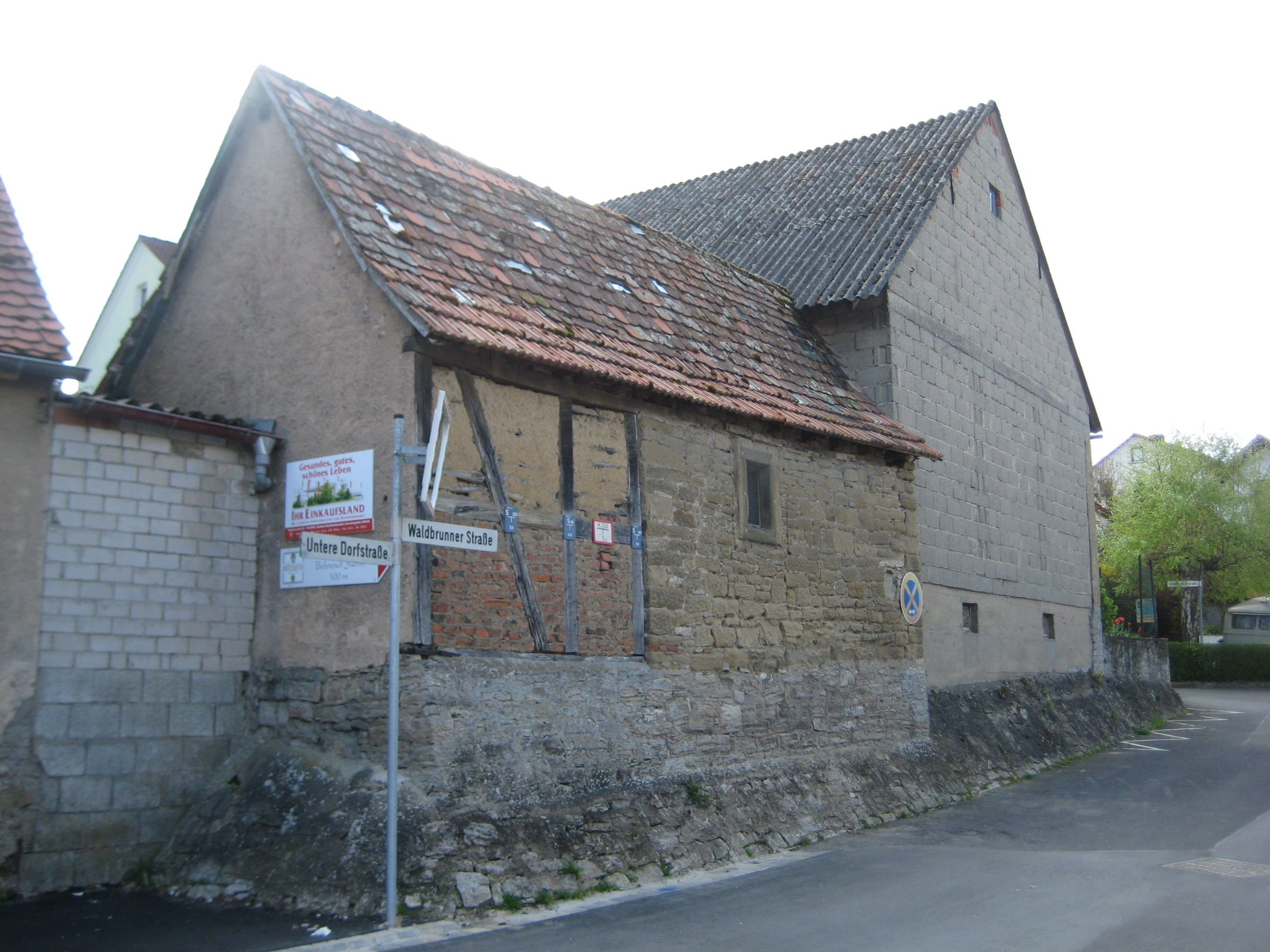
Wirtschaftsgebäude mit Fachwerk und (Wehr-?)Mauerwerk, 18. Jahrhundert (vor 1770), abgerissen 2020
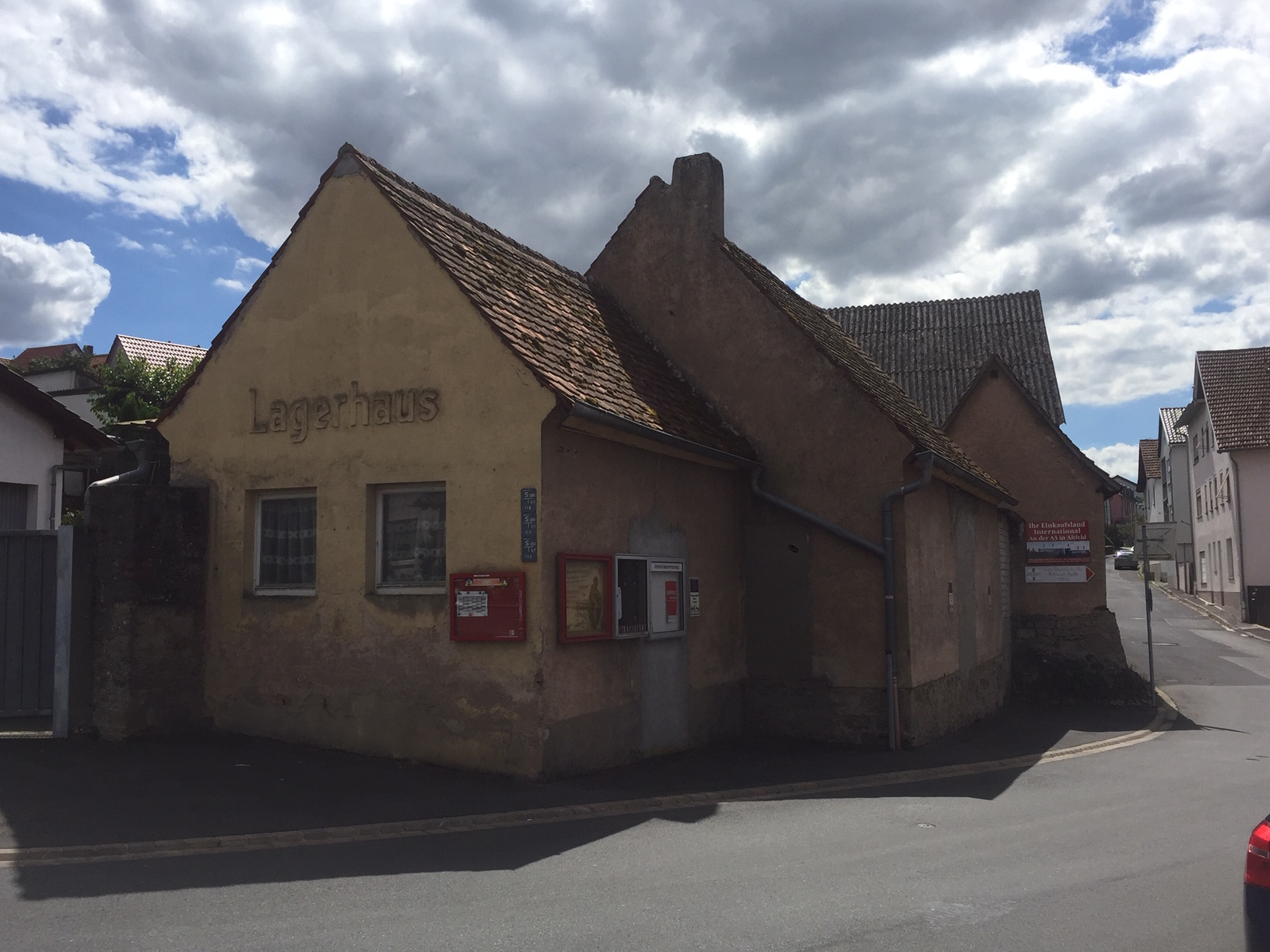
Reihe von Gadengebäuden, 18. Jahrhundert (vor 1770), abgerissen 2020; vorne: Anbau „Lagerhaus“, wohl 2. Hälfte 20. Jahrhundert
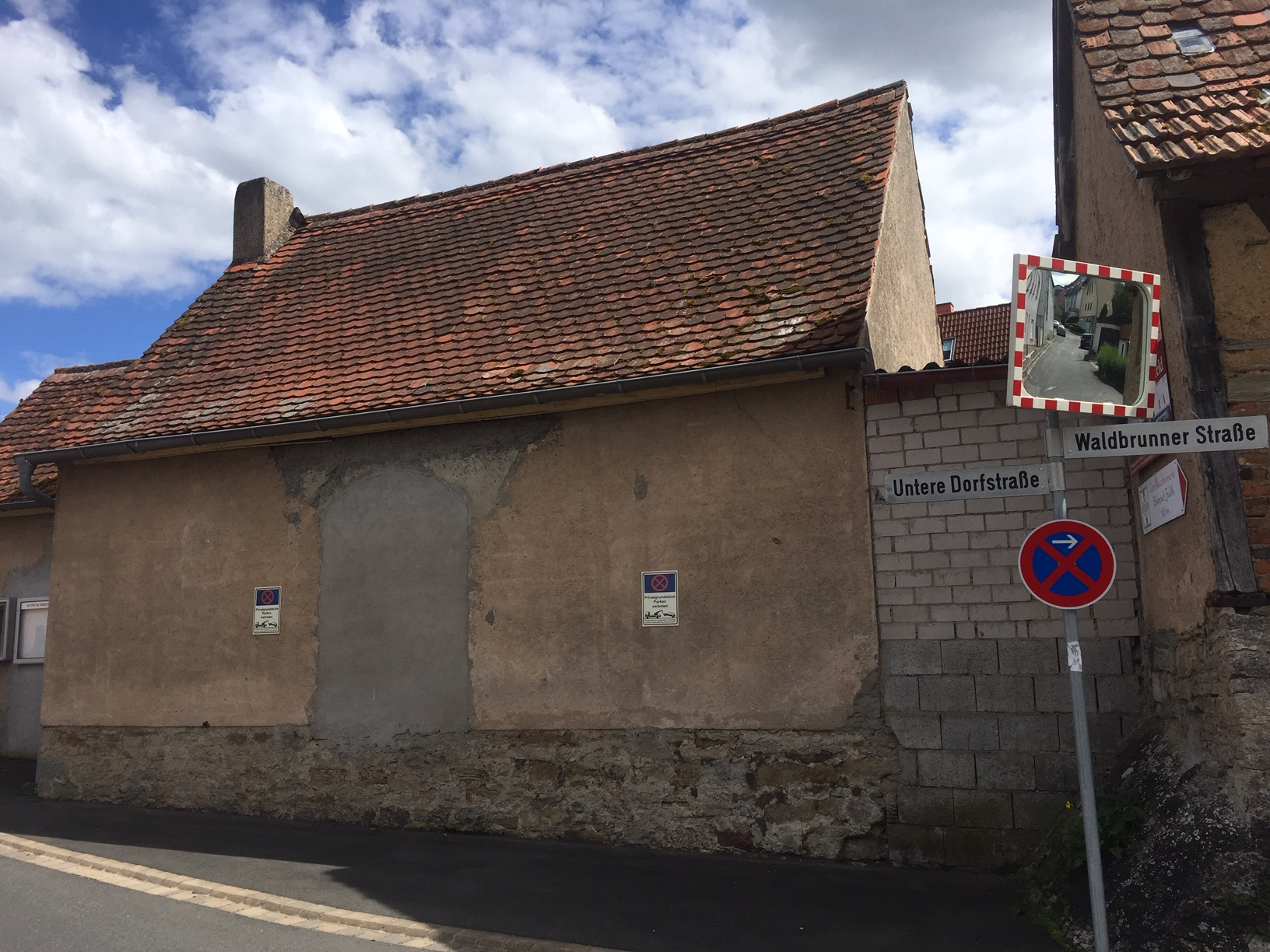
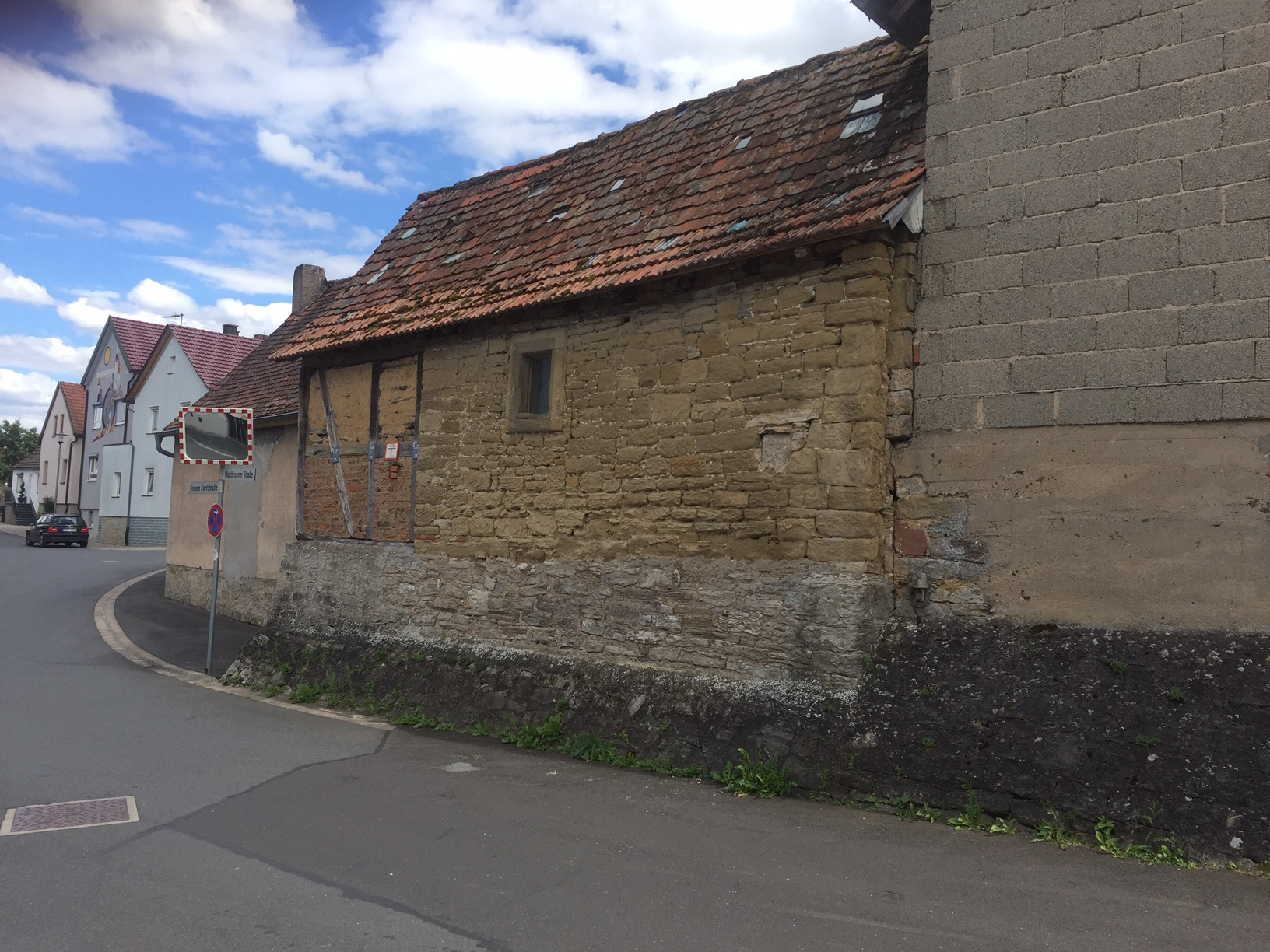
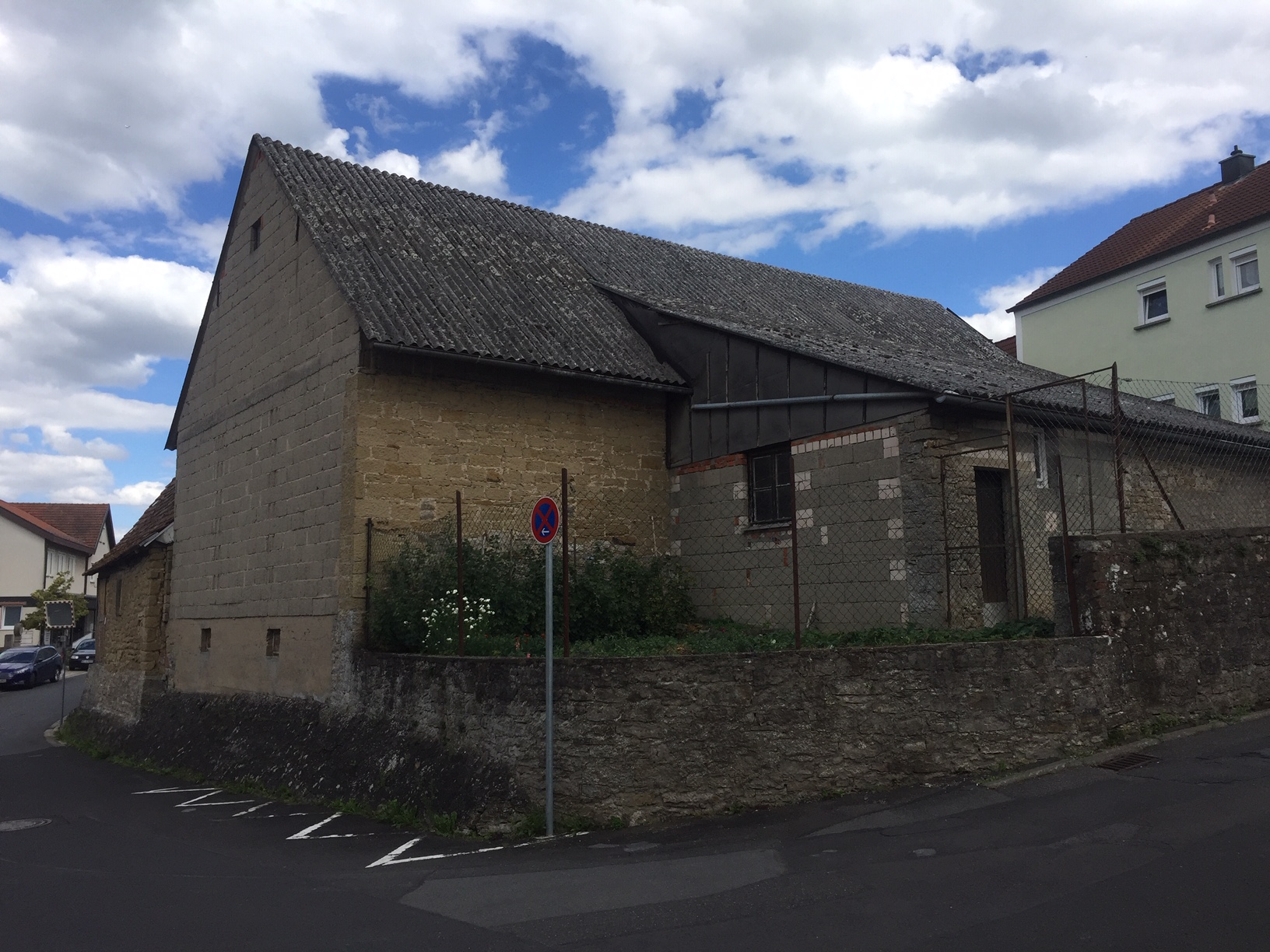
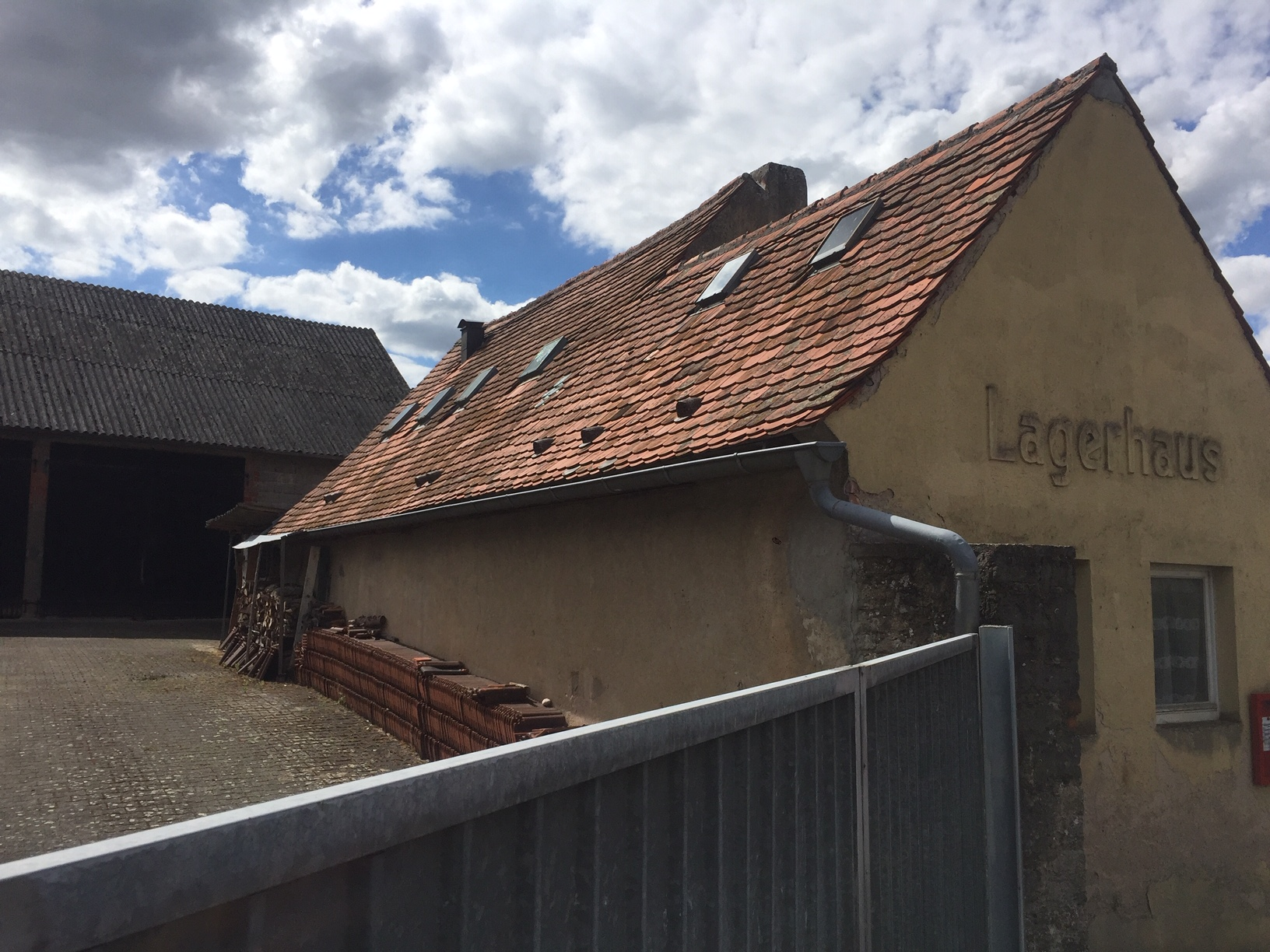

### Forsthaus Irtenberg

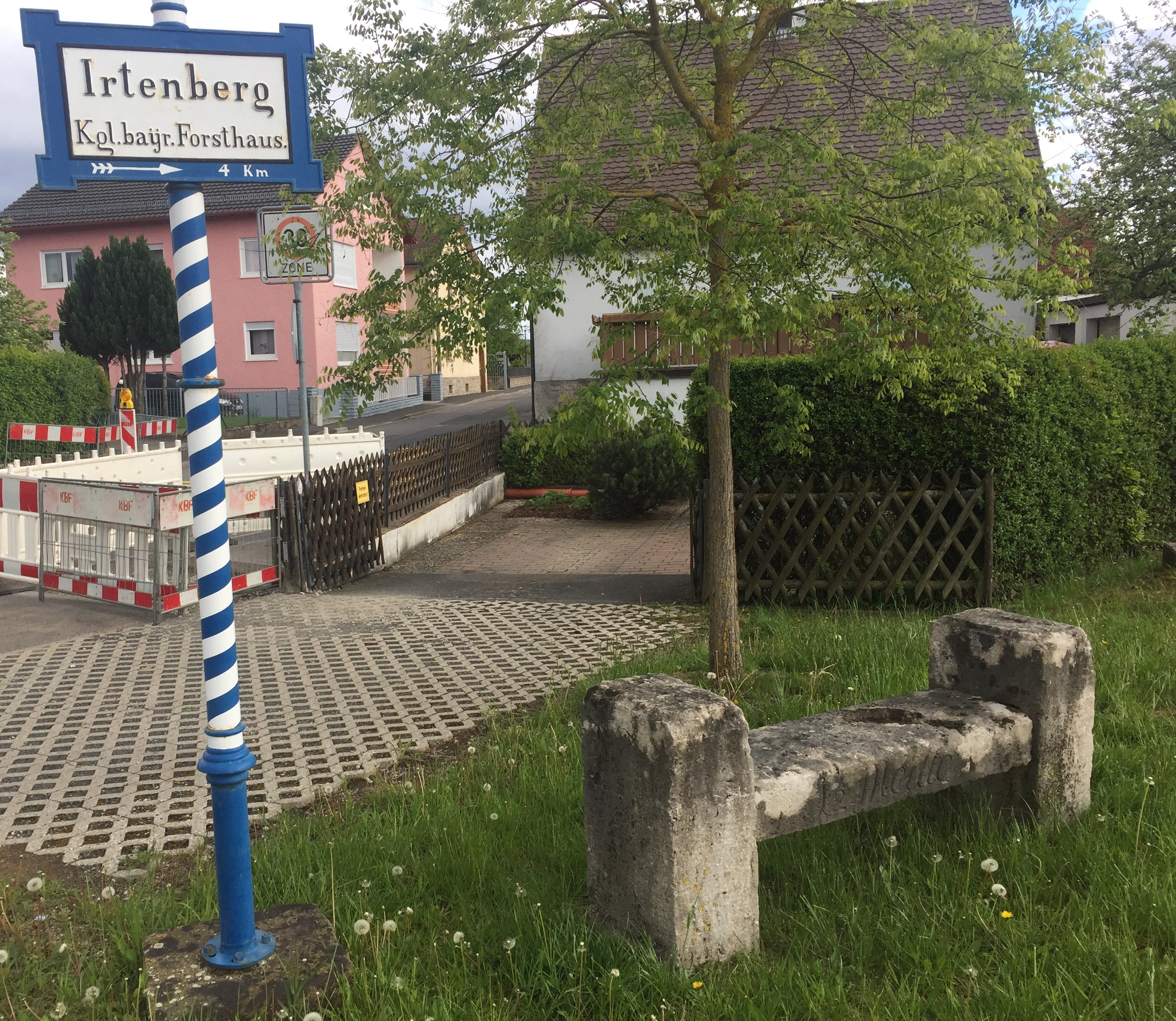
Wegweiser nach Irtenberg (19./20. Jahrhundert) mit Ruhesesselchen (dieses stand ursprünglich auf der Anhöhe zwischen Kist und der Abzweigung nach Eisingen)

In einer kleinen Gemeindeexklave im überwiegend gemeindefreien Irtenberger Wald etwa dreieinhalb Kilometer südwestlich der Dorfmitte steht in einer Lichtung das ehemalige Forsthaus bzw. Forstanwesen Irtenberg. Der denkmalgeschützte zweigeschossige Walmdachbau mit den geohrten Fensterrahmungen stammt aus der ersten Hälfte des 18. Jahrhunderts und diente u. a. als königlich-bayerisches Forsthaus, wie ein restaurierter, aus dem 19. oder frühen 20. Jahrhundert stammender blau-weiß gestrichener Wegweiser an der Kreuzung der Hauptstraße zur Guttenberger Straße in Kist verrät. Bis 1836 war dort auch das bayerische Zollamt untergebracht. Ein Forsthaus muss dort aber schon sehr viel früher gestanden haben, da bereits im Jahr 1592 in einer Baukostenaufstellung des damaligen Würzburger Fürstbischofs Julius Echter von Mespelbrunn die Rede von einem Neubau ist: 205 fl. 4 Pfd. 1 alden Kr. cost das Försterhaus zu Irtenberg von neuem zu bawen.
Noch 1964 stand gegenüber dem Forsthaus eine Ecce Homo-Figur mit der Inschrift Ecce Homo.
In der Nähe des Anwesens befinden sich im Wald zwei denkmalgeschützte Hoheitssäulen aus dem Jahr 1584, die Julius Echter nach zahlreichen Grenzstreitigkeiten mit dem Nachbarn Kurmainz an der Kreuzung der einstigen Geleit- und der alten Weinstraße errichten ließ. Die beiden über vier Meter hohen Hoheitssäulen, die auch „Geleitsäulen“ oder „Zollstöcke“ genannt werden, sind aus rotem Sandstein gefertigt und zeigen das jeweilige Wappen des Hochstifts Würzburg und des kurfürstlichen Erzstifts Mainz sowie darüber jeweils eine Inschrift. Die Inschrift über der würzburgischen Säule lautet Wirtzburgische Gelaid Zennth Wildban Hohe und Nider Obrigkeit ec; die über der mainzischen Maintzisch Glaid Zent Zoll wildtban hohe und niedere Oberkeit. Auf Betreiben des Freundeskreis Waldbrunner Denkmäler erfolgte im Jahr 2006 eine umfassende Sanierung durch den Freistaat Bayern.

### Alte Schule
Gegenüber dem Friedhof befindet sich das Alte Schulgebäude aus dem Jahre 1872. Heute bietet es im Erdgeschoss der Gemeindebücherei Platz, im Übrigen wird es als Wohnhaus genutzt.

### Pfarrheim
Das heutige Pfarrheim wurde im Jahre 1912 als Kleinkinderbewahranstalt mit ambulanter Krankenpflege errichtet, wozu damals auch eine Wohnung für Ordensschwestern der Dillinger Franziskanerinnen gehörte, die mit der Besorgung dieser Aufgaben betraut wurden. Die Baukosten in Höhe von 24.000 Mark und der Betrieb des Kindergartens wurde durch den damals neu gegründeten Johanniszweigverein Kist finanziert, was seinerseits im Wesentlichen auf den letzten Willen der kinderlosen Witwe und gebürtigen Kisterin Elisabeth Seubert zurückgeht, die 1908 für die Errichtung testamentarisch 12.000 Mark zur Verfügung stellte.
An der Außenwand der Frontseite in Höhe des 1. Dachgeschosses ist in einer Nische eine Statue angebracht, die den erwachsenen Jesus mit einem kleinen Jungen auf dem linken Arm und einem Mädchen an der rechten Hand zeigt. Diese wurde im Jahre 1914 durch den Würzburger Bildhauer Josef Metzger für 160 Mark aus französischem Kalkstein geschaffen und 2020 im Rahmen einer großteils mittels und auf Initiative eines privaten Spenders finanzierten Fassadenrenovierung durch den Kleinrinderfelder Bildhauer Helmut Grimm restauriert.
Heute dient das Gebäude der katholischen Pfarrgemeinde St. Bartholomäus als Veranstaltungssaal.

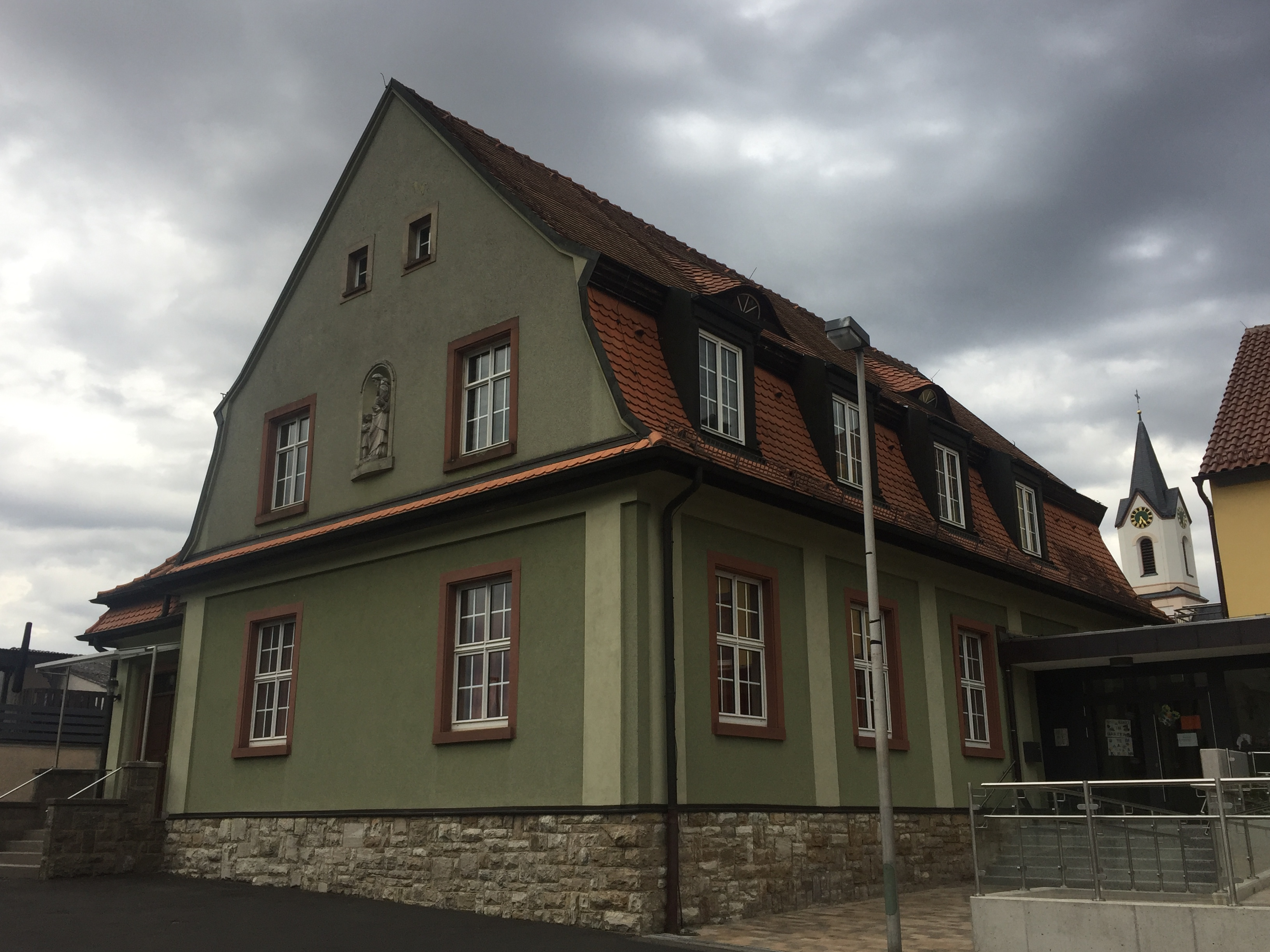
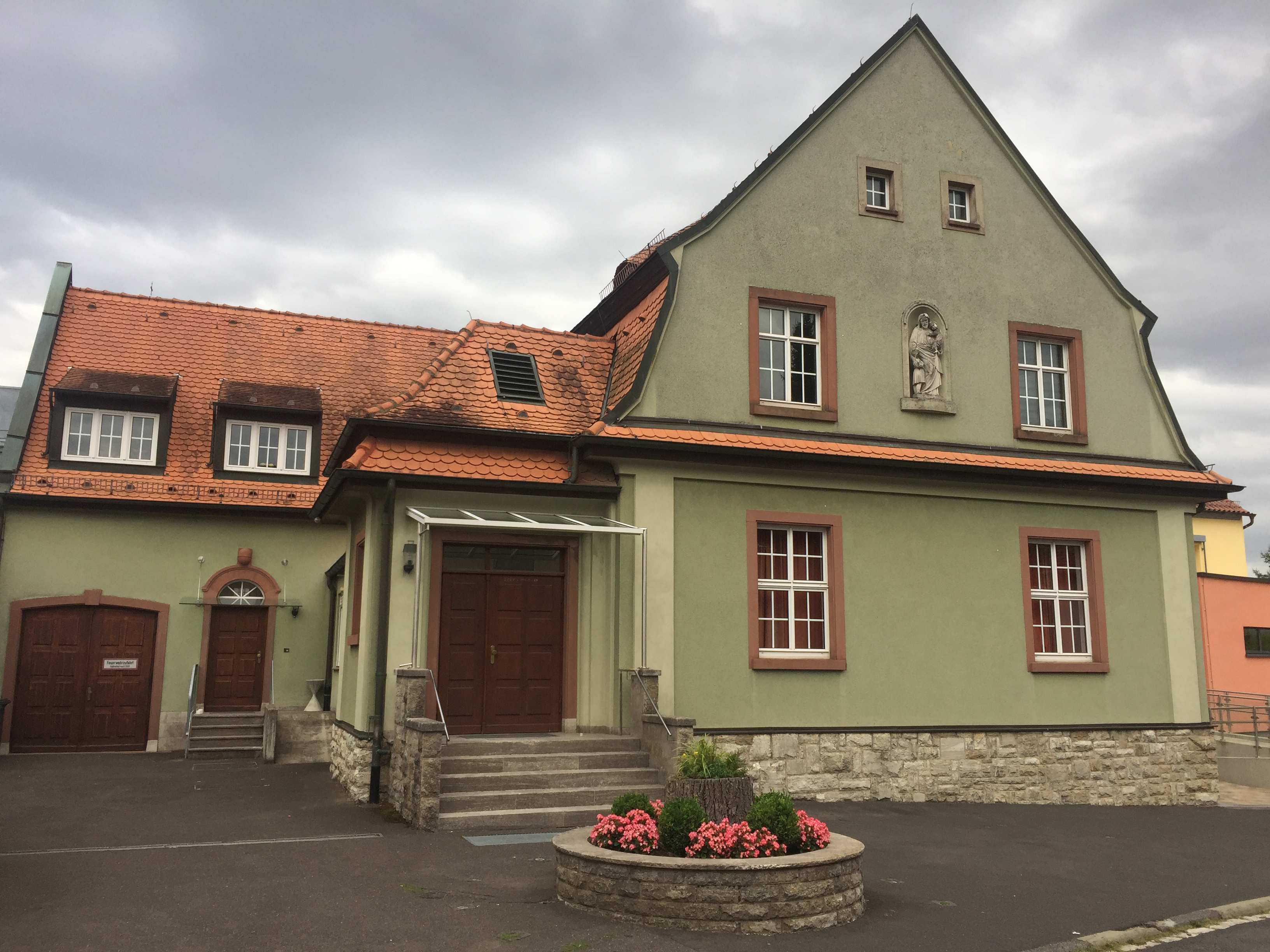
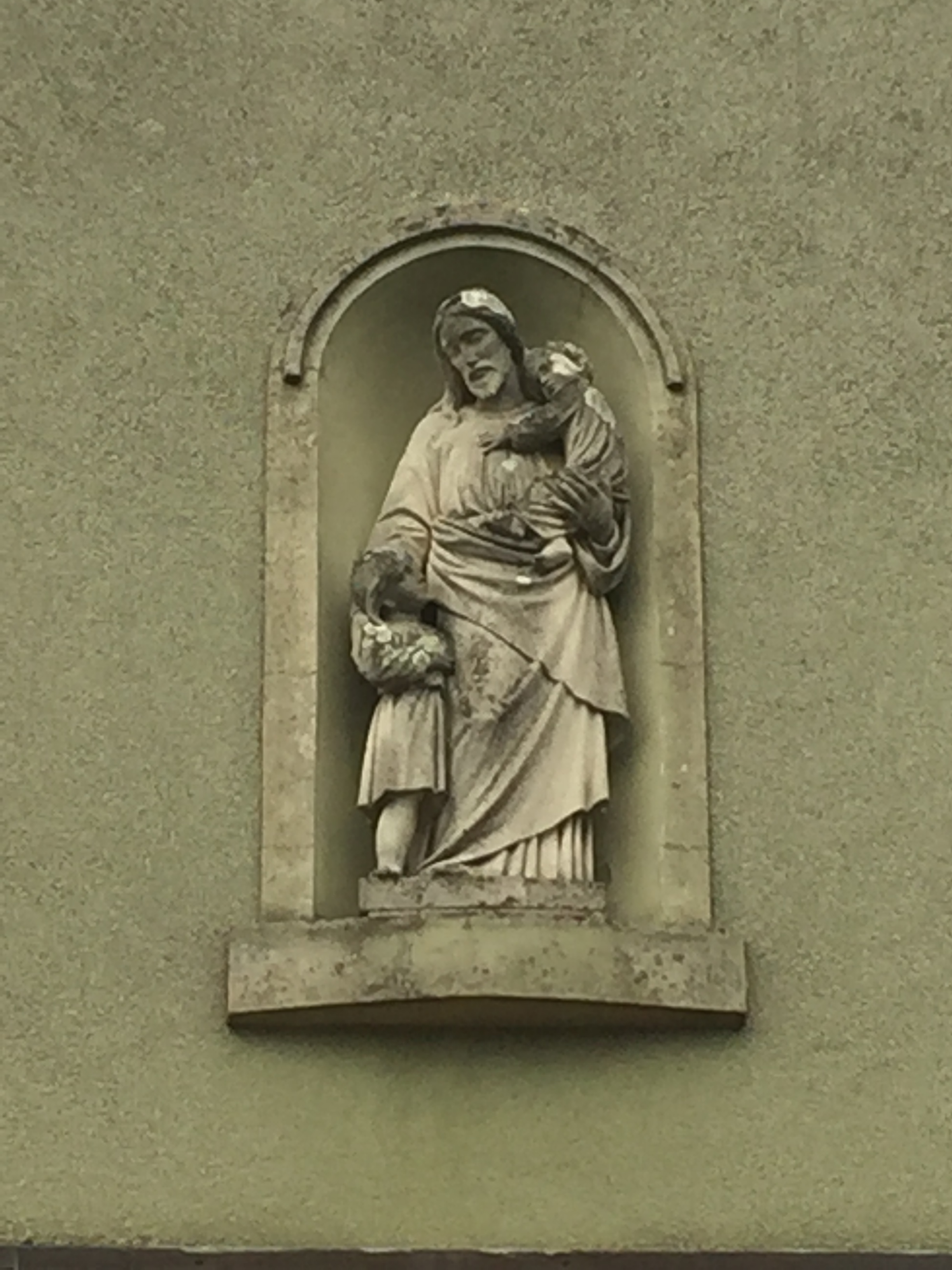

### Bildstöcke

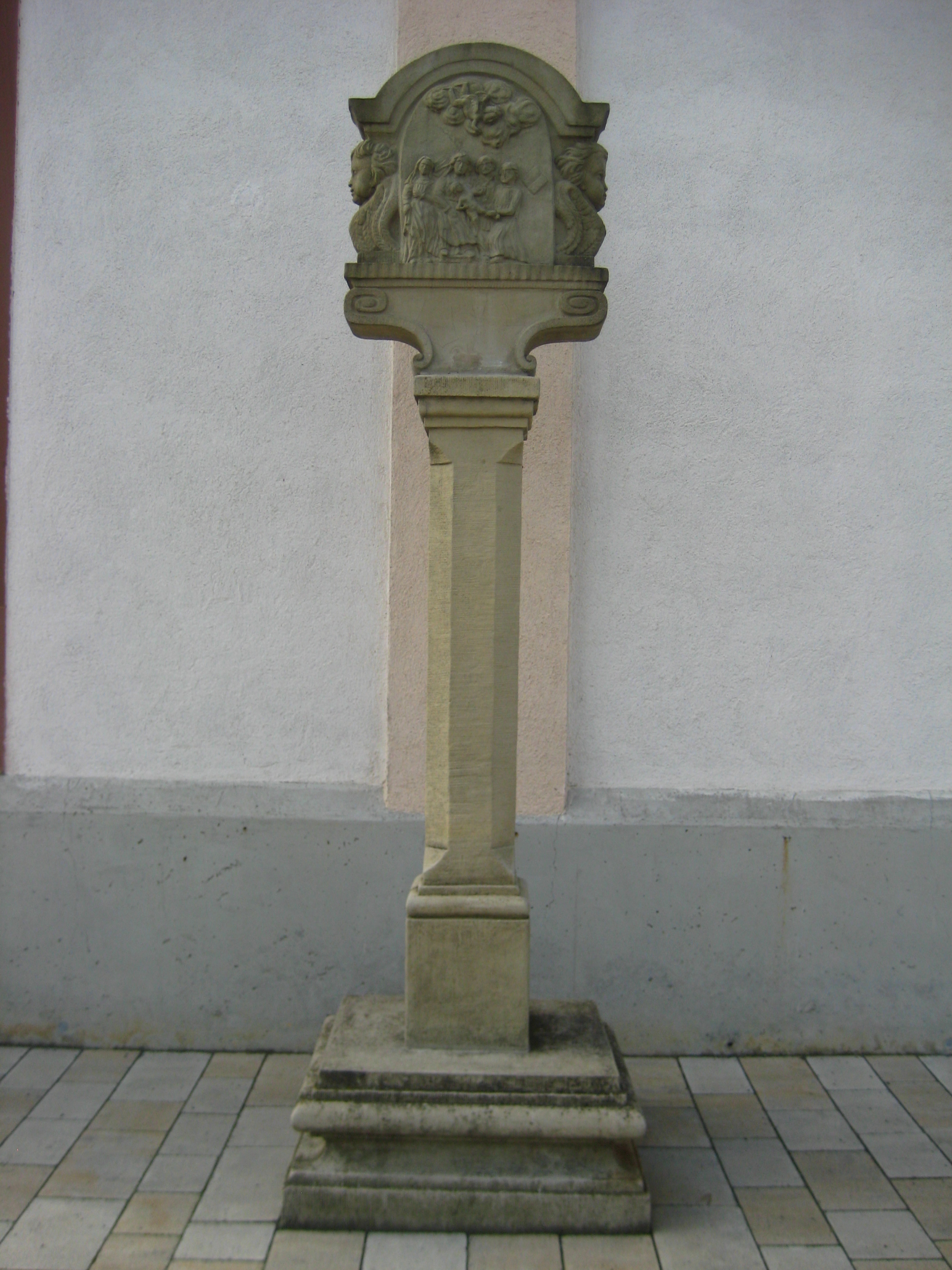
Bildstock Beschneidung Christi (Vorderseite), um 1700

Im Außenbereich der Katholischen Pfarrkirche befindet sich ein Sandstein-Bildstock mit barockem Kopfteil, das ursprünglich von einer Kandelabersäule getragen wurde. Dieses zeigt auf der heutigen Vorder-, früher Rückseite eine Darstellung der Beschneidung Christi und auf der heutigen Rück-, früher Vorderseite figürliche Darstellungen des Hl. Sebastian, des Hl. Kilian und der Hl. Barbara, beidseits flankiert von zwei Engelsköpfen. Die Inschriften unterhalb der Darstellungen sind heute nicht mehr leserlich, im Jahr 1911 war noch die Bezeichnung 1706 zu erkennen. Damals (1911) befand sich der Bildstock noch an der Straße nach Würzburg in der Nähe des Erbachshofs bei Eisingen. Das doppelseitige Relief diente später als Grabmal des Theo Ernst Adalbert von Guérard (1917–1976) auf dem Kister Friedhof, der das von seinem Vater Baron Theodor von Guérard Senior (nicht zu verwechseln mit Theodor von Guérard) 1931/1932 erworbene und zum Hotel umgebaute Gut Erbachshof bis 1972 betrieben hatte. Nach der Auflösung des Grabes 1996 wurde das Kopfteil zunächst in Erbachshof im Restaurierungsbetrieb Anton Fuchs eingelagert. Erst auf Initiative des Kister Pfarrers Konrad Martin nahm die Gemeinde Kist sieben Jahre später Kontakt mit dem Besitzer sowie den Eigentümern, den Erben des verstorbenen Baron von Guérard, auf, von denen die Gemeinde Kist das Kopfteil schließlich erwerben konnte. Diese ließ es dann in den Jahren 2004 bis 2005 fachgerecht restaurieren und mit einem neugeschaffenen Torso als Bildstock neben der Pfarrkirche aufstellen. Da vermutet wird, dass es sich bei dem Kopfteil seit je her um den Teil eines ehemaligen Heilig-Blut-Bildstocks handelt, hat er für die Kister Walldürn-Wallfahrer eine große Bedeutung, denen er nunmehr seit seiner Einweihung am 6. Mai 2005 als Startpunkt für ihre Wallfahrt zum Heiligen Blut nach Walldürn dient. Der Bildstock steht in Verbindung mit der Pfarrkirche unter Denkmalschutz.

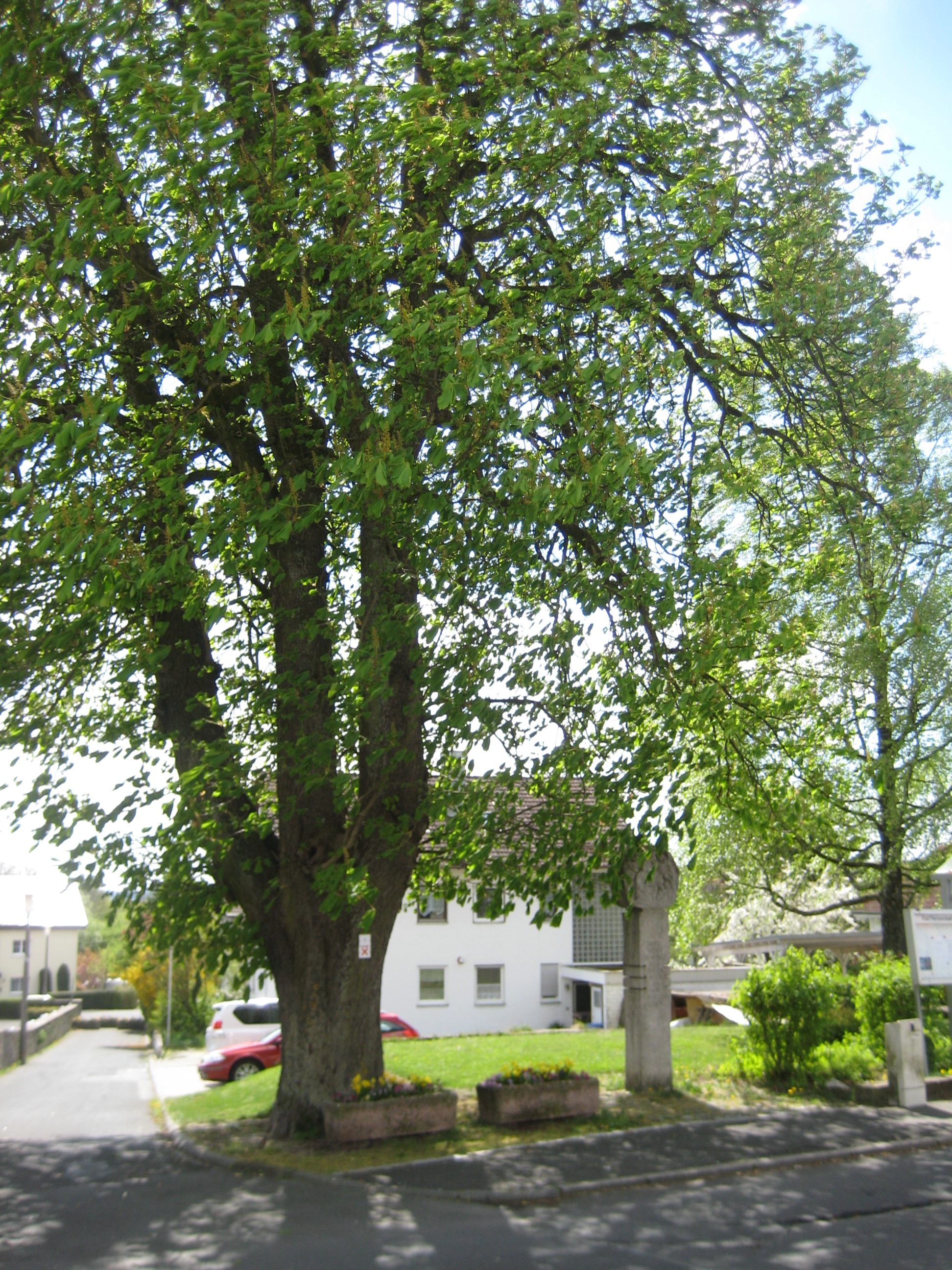
Bildstock Christus am Ölberg von 1978/1979

Am Friedhof befindet sich ein zeitgenössischer Bildstock aus Muschelkalk von 1978/1979. Er steht anstelle eines um 1700 geschaffenen Bildstocks aus Sandstein, der ein Relief von Christus am Ölberg sowie auf der Vorderseite das Monogramm KH und einen Anker zeigte, welche wohl auf den Stifter, wahrscheinlich den Kister Maurermeister Kaspar Hümmer (1726–1786), hindeuteten. Während der Bildstock mitsamt Sockel, Rundsäule, Volutenkapitell und R-Bogen noch 1964 vorhanden war, und er auch 1974 nur leichte Beschädigungen aufwies, sei 1978 von ihm nur noch am Sockel das am Kopf stehende Ankerstück mit den Buchstaben KH erkennbar gewesen. Unter dem nachgeschöpften Relief des heutigen Bildstocks befindet sich nun die Inschrift Vater wenn du willst lass diesen Kelch an mir vorüber gehen. Auf der Rückseite ist auf dem Kopfteil ein Christusmonogramm abgebildet; der Sockel trägt hier die Inschrift Kist 779–1979 Herr schütze unsere Gemeinde weiterhin In Memoriam K H [Ankerbild] 1750.
Im Friedhof steht heute ein 1977 neu geschaffenes Friedhofskreuz aus Muschelkalk, das als Ersatz für das alte Kruzifix dient, das aus rotem Sandstein geschaffen war und einen hellen Christuskorpus trug (wahrscheinlich 18./19. Jahrhundert).
Im Altertheimer Weg befindet sich ein weiterer zeitgenössischer Bildstock aus Muschelkalk, der Flurbereinigungs-Bildstock, mit der Inschrift Heilige unsere Gaben durch deinen Geist.
Gegenüber stand auch die Figur eines Kreuzschleppers, die 1891 von Peter und Michael Dürr aufgestellt worden war, später aber zerbrochen wurde.
Am Wasserturm stand noch 1964 eine 1896 aus Sandstein errichtete, aber heute nicht mehr vorhandene lebensgroße Christus-Figur auf einem Sockel, die in der Hand ein Holzkreuz hielt.

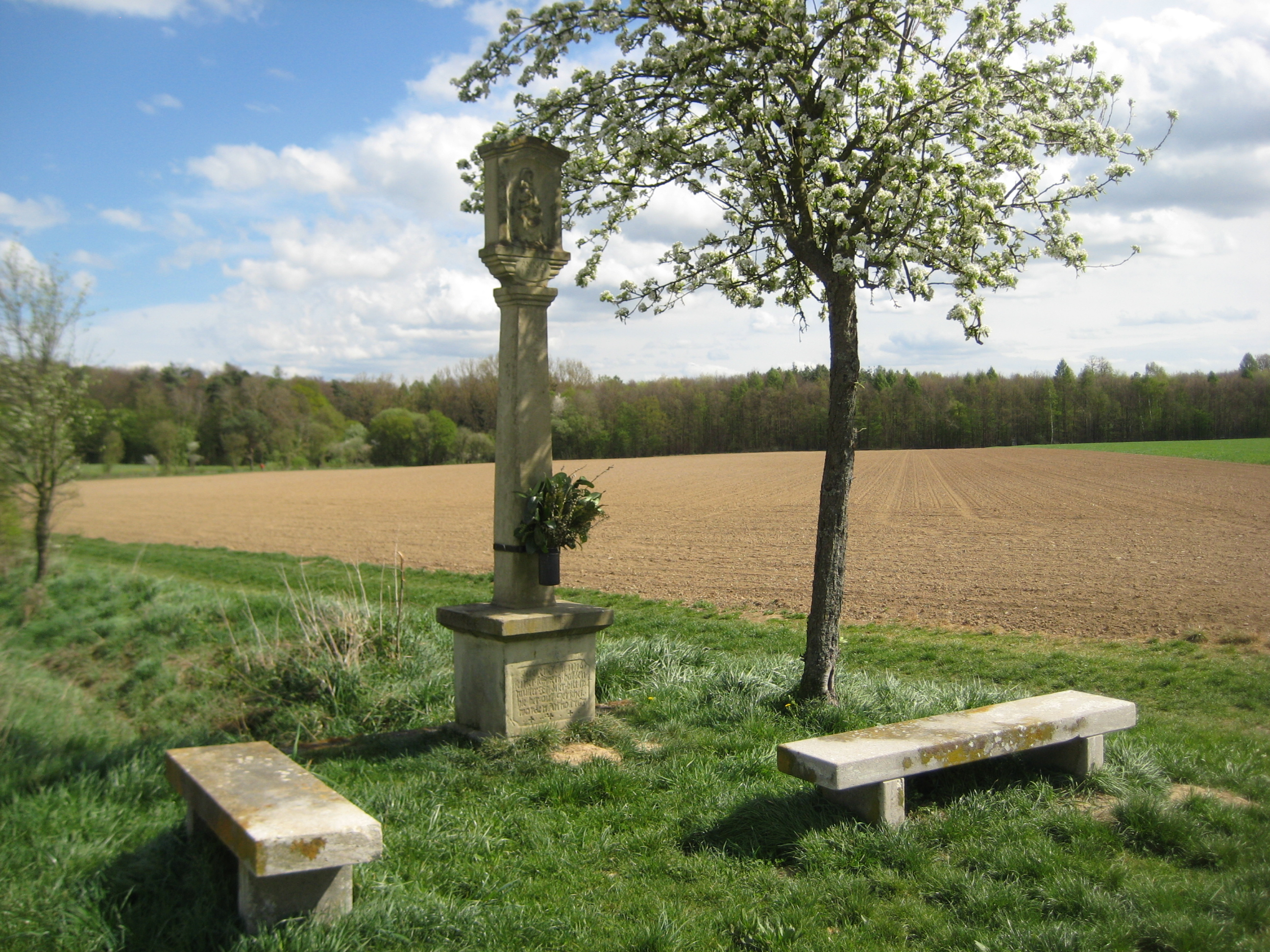
Bildstock am Uengershäuser Weg von 1763 (erneuert 1982)

Ein weiterer, unter Denkmalschutz stehender Sandstein-Bildstock aus dem Jahr 1763 befindet sich außerhalb des Ortes am sogenannten Uengershäuser Weg, von dem noch der originale Sockel erhalten ist. Dieser trägt die Inschrift: Zu Eren Jessu und Seiner Schmerz haffden Mutter [i]sst diser bilt Stock hie her auff gerichet worden Anno 1763. Das Kopfteil, und möglicherweise auch die es tragende Vierkantsäule, ist eine spätere Nachschöpfung aus dem Jahr 1982: Es zeigt in einer Nische eine Darstellung der Maria mit dem Jesuskind, darunter die Inschrift Anno 1982. Bei dem ursprünglichen Kopfteil aus Sandstein handelte es sich hingegen nicht um eine Nische, sondern um ein mit einem Bekrönungskreuz versehenes Häuschen, in dem eine im Vergleich zu dessen Kubatur sehr kleine buntbemalte Gipsfigur einer Pietà eingesetzt war. Die gestalterische Abweichung des Kopfteils von 1982 von dem ursprünglichen beruht vermutlich auf einer Verwechslung mit einem ähnlichen, in nicht allzu weiter Entfernung gestandenen Bildstock aus dem Jahr 1764 (dazu sogleich), da bereits 1979 von beiden Bildstöcken nur noch der jeweilige Sockel vorhanden war. Diesen Befund trägt auch das in sich widersprüchliche Gesamtbild des Bildstocks: Da die Inschrift von Jessu und Seiner Schmerz haffden Mutter spricht, würde man auch eine dementsprechende figürliche Darstellung in Form einer Pietà erwarten. Stattdessen zeigt das neugeschöpfte Kopfteil aber eben nicht die Maria mit dem Leichnam ihres (erwachsenen) Sohnes auf dem Schoß, sondern eine Darstellung der Maria mit dem Jesuskind. Eine solche Darstellung passt aber viel eher zu dem anderen Bildstock-Sockel von 1764, dessen zu Beginn ähnlich lautende Inschrift eben nur von Jessu und Maria spricht und den Zusatz schmerzhaft nicht enthält. Auch im Übrigen passt das neugeschöpfte Kopfteil eher zu dem von Hopf und Ebert beschriebenen Kopfteil des im Folgenden dargestellten Bildstocks von 1764, das ursprünglich eine Nische ohne Bekrönungskreuz darstellte.

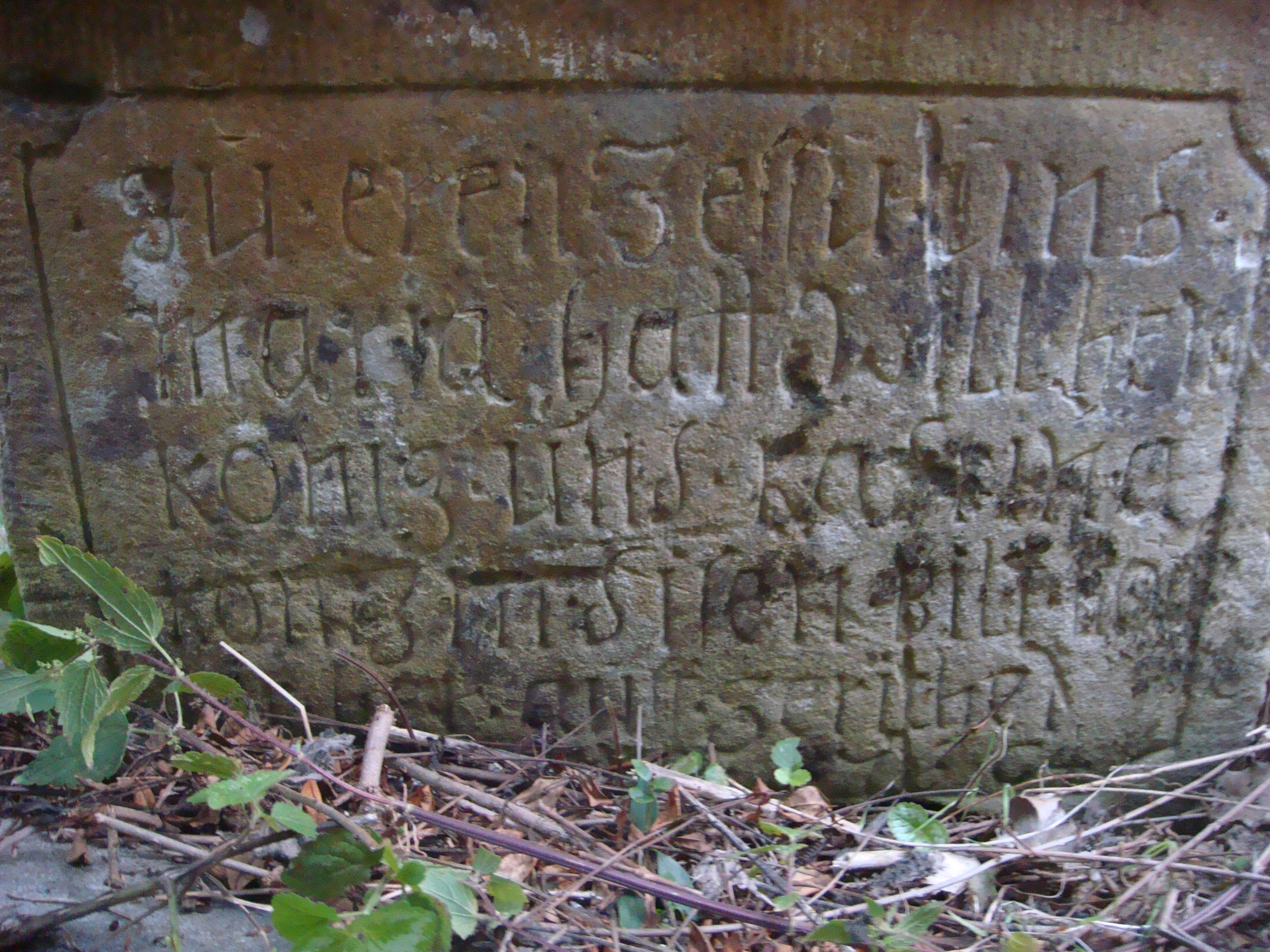
Sockel des von Wilhelm und Katharina König gestifteten Bildstocks von 1764

Aus dem Jahr 1764 stammt der eben erwähnte ähnliche Bildstock (ebenfalls aus Sandstein), der einst an der (wohl südwestlichen) Ecke der Abzweigung der Lehmgrubenstraße von der Rinderfelder Straße stand, und von dem ebenfalls nur noch der Sockel erhalten ist. Seine Inschrift lautet: Zu eren Jessu und Maria hatt Willhe[l]m König und Kadrina König in disen biltstoc[k] hir auff gerithet. Anno 1764. Stifter war das Kister Ehepaar (Johann) Wilhelm König (1731–1787) und (Maria) Katharina König, geb. Fessler (1730–1798). Der Sockel trug früher eine vierkantige Säule mit einem oben abgerundeten Aufsatz, der in seiner Nische ein Kupferrelief mit einer Darstellung der Maria mit dem Jesuskind beherbergte. Der Sockel befindet sich heute in Privatbesitz.
An der ortsauswärtigen Abzweigung nach Kleinrinderfeld/Kirchheim stand noch 1964 ein neugotischer Sandstein-Bildstock mit einer Darstellung der Heiligen Dreifaltigkeit, der einen Eselrückenrahmen und eine aus Muschelkalk gefertigte Achtkantsäule hatte. Im Jahr 1974 lag er bereits umgestoßen im Feld und war in mehrere Teile zerbrochen.

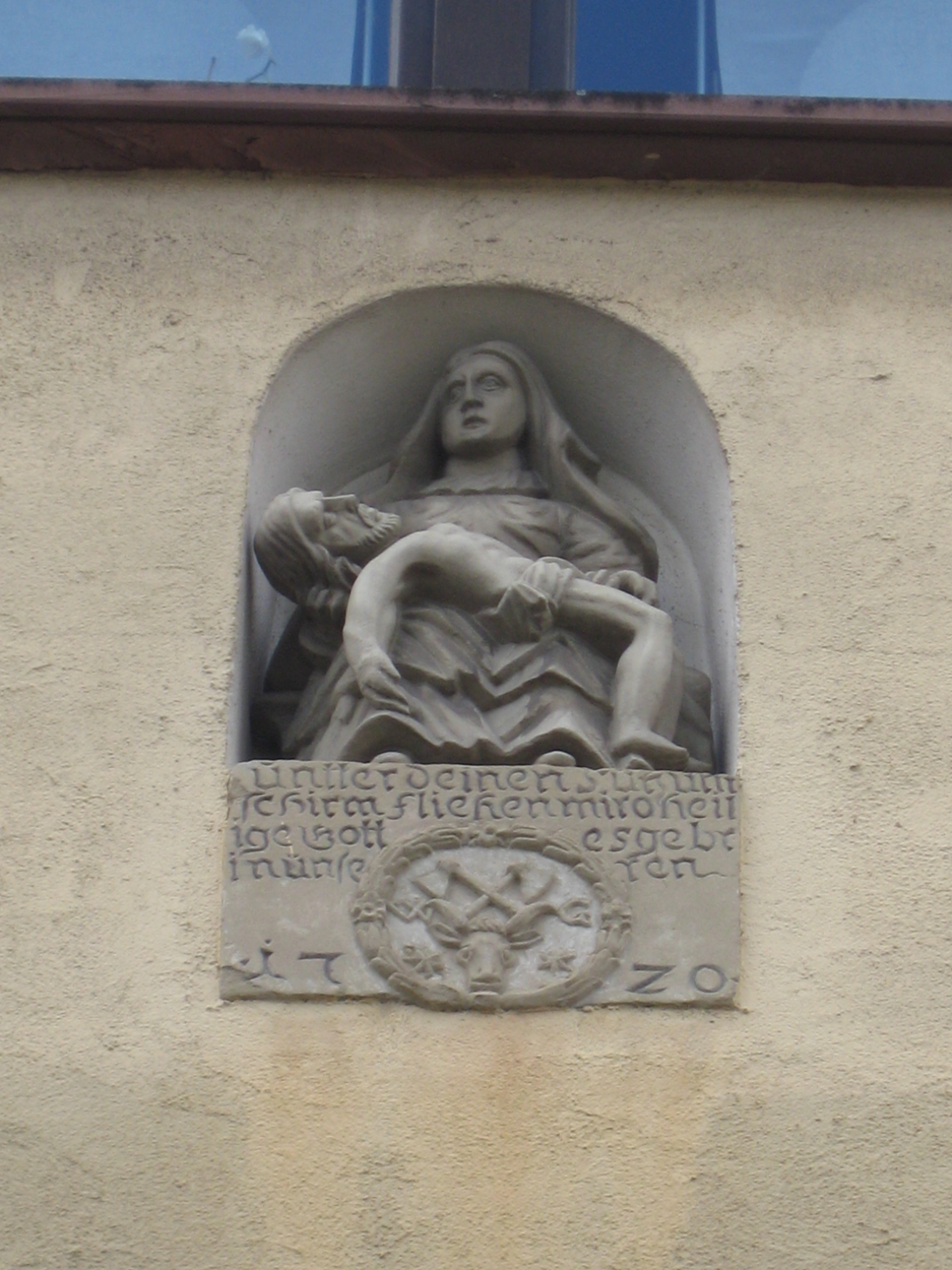
Pietà am Gasthaus Zum Hirschen von 1720

Eingemauert in die Außenwand des wohl aus dem 18. Jahrhundert stammenden ehemaligen Zum Hirschen an der Hauptstraße, befindet sich eine kleine denkmalgeschützte Sandstein-Darstellung einer Pietà mit Inschrift und darunter ein Metzgerwappen mit der Jahreszahl 1720. Dieses stellt einen Ochsenkopf mit zwei darüber gekreuzten Beilen dar, der beidseits von je einem Stern sowie den Buchstaben W (links) und G (rechts) flankiert ist, die alleine oder zusammen mit den Sternen wohl auf die Urheberschaft des Stifters hinweisen. Die Inschrift zwischen der Pietà und dem Ochsenkopf, der nach Form und Größe, aber auch mit Blick auf die gleichen Initialen W und G dem am Kelleraufgang des Gasthauses Grüner Baum ähnelt, lautet: Unter deinen Schutz und schirm fliehen mir o heilige Gottesgebr in unsren [Nöten].
Zum Marienrelief von 1705 am Gasthaus Grüner Baum siehe oben Abschnitt Gasthaus Grüner Baum mit Zehntscheune.
Ein unter Denkmalschutz stehendes Sandstein-Relief aus dem Jahr 1818, das die Dreifaltigkeit Gott Vater, Gott Sohn und Gott Heiliger Geist sowie eine Pietà darstellte und der Inschrift VM 1818 KM zufolge wahrscheinlich von Valentin Mayer (1782–1831) und Kunigunde Mayer (1778–1843) gestiftet wurde, befand sich ehedem an der straßenseitigen Außenwand eines Wirtschaftsgebäudes des Anwesens Untere Dorfstraße 14a. Aus Sicherheitsgründen wurde es jedoch entfernt und wird heute privat aufbewahrt. Das Wirtschaftsgebäude, an dem sich das Relief ursprünglich befand, wurde im Zuge der Sanierung der Unteren Dorfstraße abgerissen. An seiner Stelle wurde ein neues Gebäude errichtet, an dessen Außenwand sich nun, die ursprüngliche Situation abbildend, eine Kopie jenes Reliefs befindet. Im Bayerischen Denkmalatlas befindet sich in der Denkmalliste für Kist an dieser Stelle allerdings eine falsche fotografische Wiedergabe, da dort nicht das Relief der Heiligen Dreifaltigkeit, sondern das im Folgenden genannte abgebildet ist.
Fast nicht mehr erkennbar ist ein weiteres Sandstein-Relief, das zwei Häuser weiter östlich an einem Wirtschaftsgebäude des Anwesens Untere Dorfstraße 16 angebracht ist. Hierbei könnte es sich um den Rest eines Erntedank-Bildstocks aus dem 18. Jahrhundert handeln.
In einem Privatgarten des Anwesens Untere Dorfstraße 1 oder Untere Dorfstraße 3 unterhalb des Dorfbrunnens befand sich eine 1811 vom damaligen Schultheißen Jakob Schmitt gestiftete klassizistische Frauenfigur aus Sandstein, die ihren Kopf mit dem linken Arm auf eine Kugel abstützt und in der rechten Hand ein Buch mit der Inschrift Kurz ist die Zeit, lang ist die Ewigkeit hält.
Am Dorfbrunnen, der 1977 neu geschaffen wurde, befindet sich ein zeitgenössischer Muschelkalk-Bildstock von 1975, der als Ersatz für einen dort zuvor gestandenen klassizistischen Bildstock aus Sandstein dient. Dieser bestand aus einer Vierkantsäule, hatte einen breiten flachen Aufsatz und war mit einer Art Baldachin überformt. Sein genaues Aussehen könnte man allenfalls anhand von vorhandenen alten Zeichnungen rekonstruieren. Wie auch schon der ursprüngliche Bildstock, hat auch der jetzige das Walldürner Blutbild zum Thema.

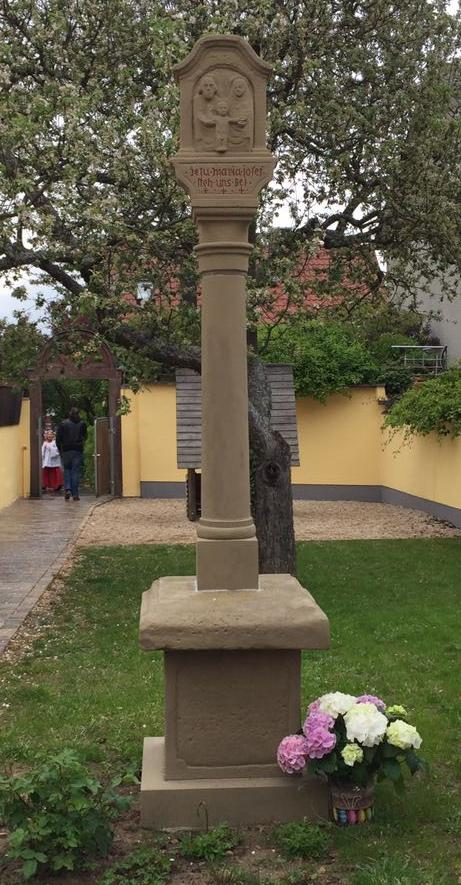
Bildstock Heilige Familie (im Hintergrund eines der beiden früheren Seitenportale der St. Bartholomäus-Kirche)

Ein weiterer Sandstein-Bildstock befindet sich im Garten der Katholischen Kindertagesstätte St. Bartholomäus in der Brennofenstraße. Das von einer Rundsäule getragene Kopfteil zeigt eine Darstellung der Heiligen Familie: Links den Hl. Josef und rechts die Gottesmutter Maria, in ihrer Mitte das Jesuskind. Darunter befindet sich der in altertümlicher Schrift gefasste Text Jesu Maria Josef steh uns bei. Der Sockel trug vermutlich eine heute nicht mehr leserliche Inschrift. Der Bildstock stand ursprünglich an der Außenwand einer inzwischen abgerissenen Scheune an der nordöstlichen Ecke Obere Dorfstraße zur Brennofenstraße und stammt aufgrund seiner Ähnlichkeit zu den beiden anderen Bildstöcken bzw. Bildstocksockeln aus dem 18. Jahrhundert möglicherweise ebenfalls aus dieser Zeit und vermutlich aus der Hand desselben Bildhauers.
In der nordöstlichen Ecke der Kreuzung Wiesenstraße zu Steinstraße befindet sich eine hohe zeitgenössische Mariensäule, die 1997 von dem Kister Bürger Walter Rumetsch gestiftet und von dem Kleinrinderfelder Bildhauer Willi Grimm aus Muschelkalk gefertigt wurde. Das am 8. Dezember desselben Jahres eingeweihte Monument zeigt eine auf einer achtkantigen Säule ruhenden Darstellung der Gottesmutter als auf einem Globus stehenden Himmelskönigin. Die Säule trägt die Aufschrift Heilige Maria bitte für uns.
Seit September 2016 ist an der Außenwand des Pfarrhauses in der Brennofenstraße ein zeitgenössisches Marienrelief angebracht.

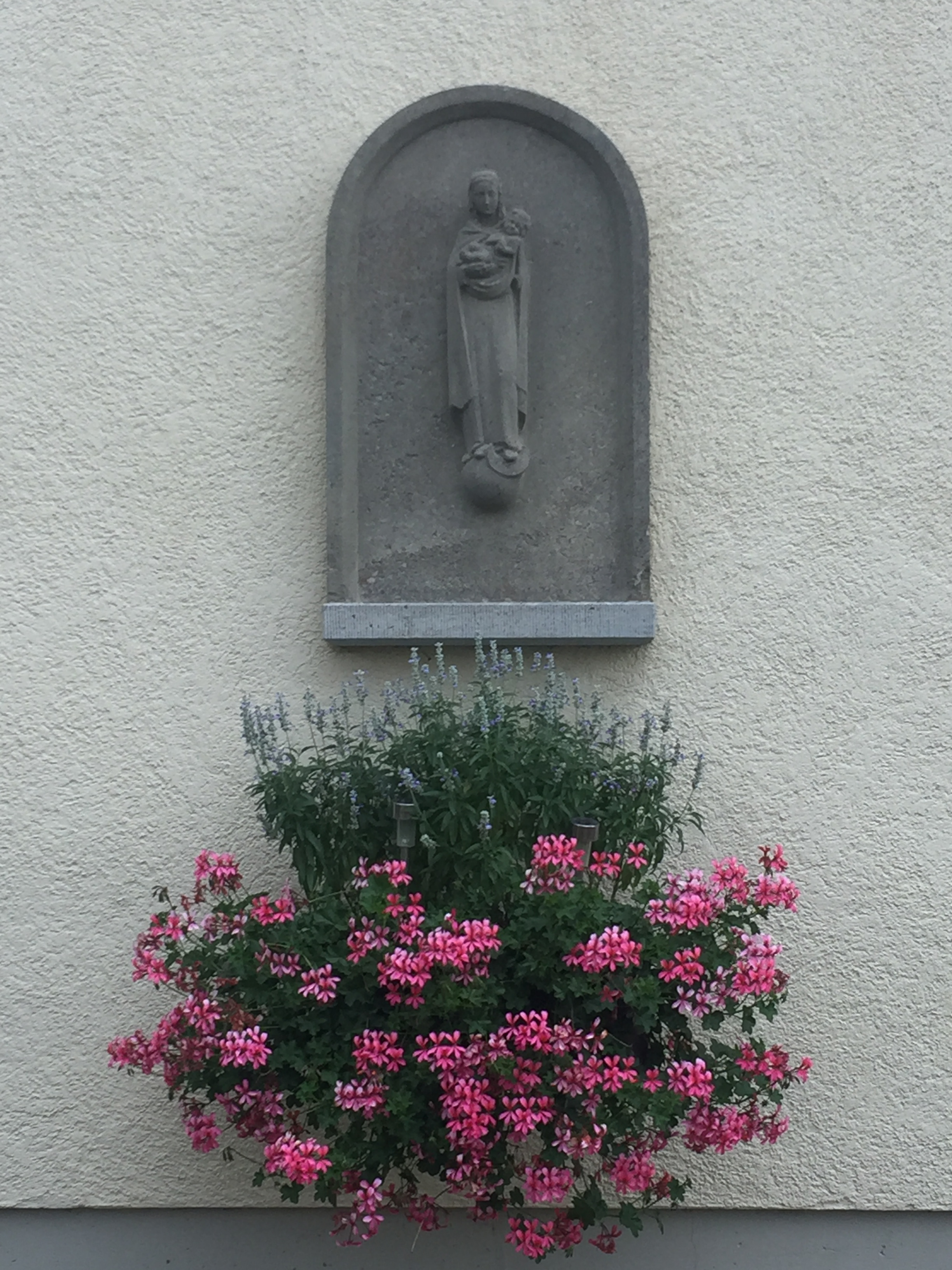
Marienrelief am Pfarrhaus, errichtet 2016

### Ensemble Kriegerdenkmal
Neben dem Altbau der Oskar-Popp-Schule wurde im Jahre 1937 das durch den Würzburger Bildhauer Friedrich geschaffene Kriegerdenkmal zu Ehren der im Ersten Weltkrieg gefallenen Soldaten eingeweiht. Es stellt in der Mitte die Figur eines überlebensgroßen Soldaten dar, der seinen gefallenen Kameraden stützt, die links und rechts von kreisförmig angeordneten Gedenktafeln flankiert wird. Diese umgrenzen zusammen mit einem schmiedeeisernen Tor eine runde aus Bruchsteinen gepflasterte Fläche, in deren Mitte vor der Soldatenfigur ein steinerner Pflanzentrog platziert ist. Ursprünglich war die Zahl der Gedenktafeln kleiner, und diese standen auch weiter auseinander. Nach dem Zweiten Weltkrieg wurden weitere ergänzt, sodass sich dort heute 18 Gedenktafeln mit den eingemeißelten Namen der im Ersten Weltkrieg gefallenen bzw. im Zweiten Weltkrieg gefallenen und vermissten Kister Soldaten befinden. Darüber hinaus sind dort auch die Namen dreier im Deutschen und im Deutsch-Französischen Krieg gefallenen Kister Soldaten verewigt. Das Tor wurde erst nach 1945 angebracht, ebenso wie der Steintrog, der in den 2000er Jahren vom örtlichen Obst- und Gartenbauverein gestiftet wurde.
Zu dem Ensemble gehören auch der im Jahr 1935 errichtete und 1937/1938 erweiterte Altbau der Oskar-Popp-Schule, die anfangs den Namen Ludwig-Siebert-Schule trug, sowie das als HJ-Heim errichtete heutige Forscherhaus der Grundschule, dessen Grundstein am 20. März 1939 gelegt wurde.

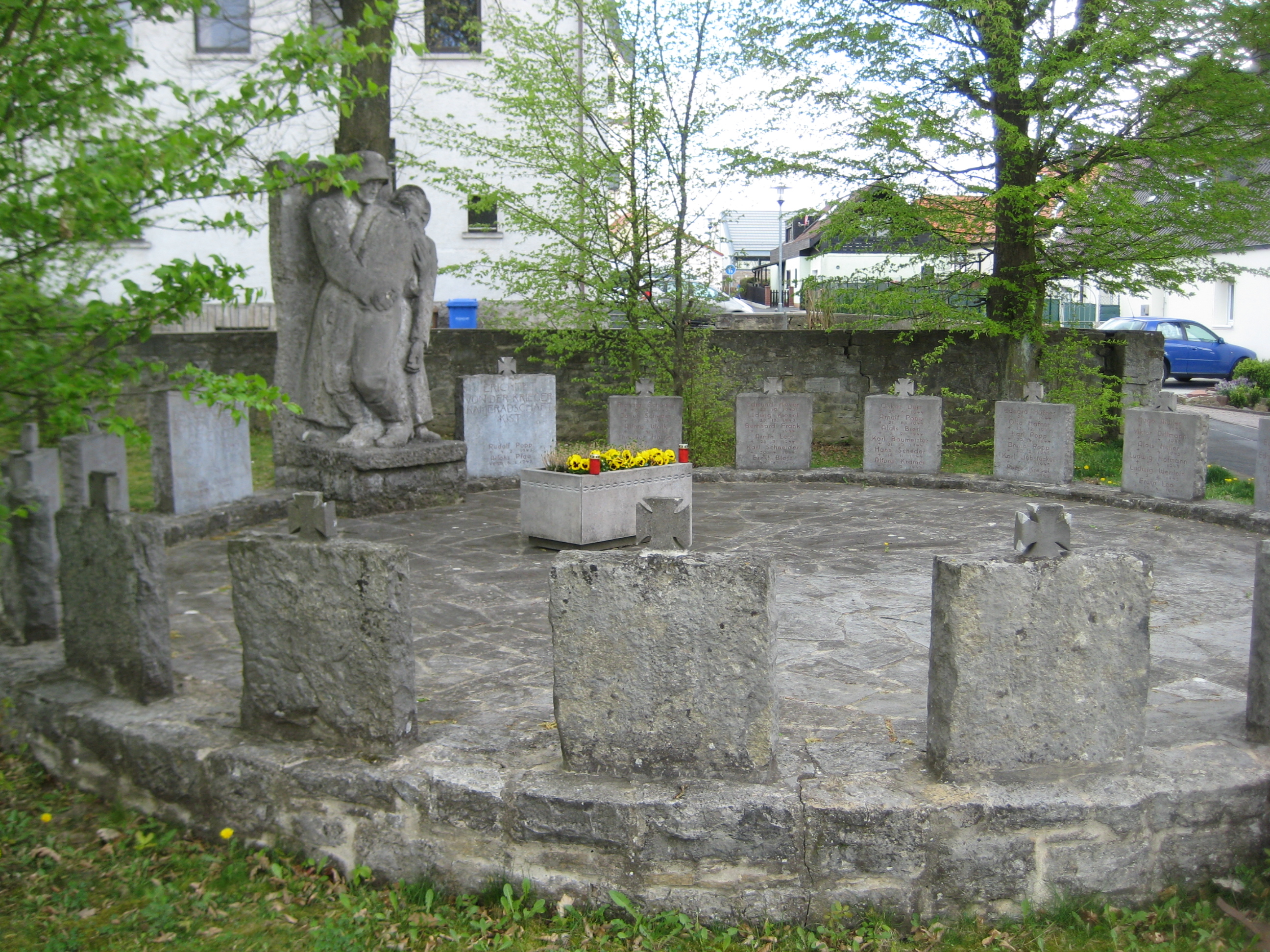
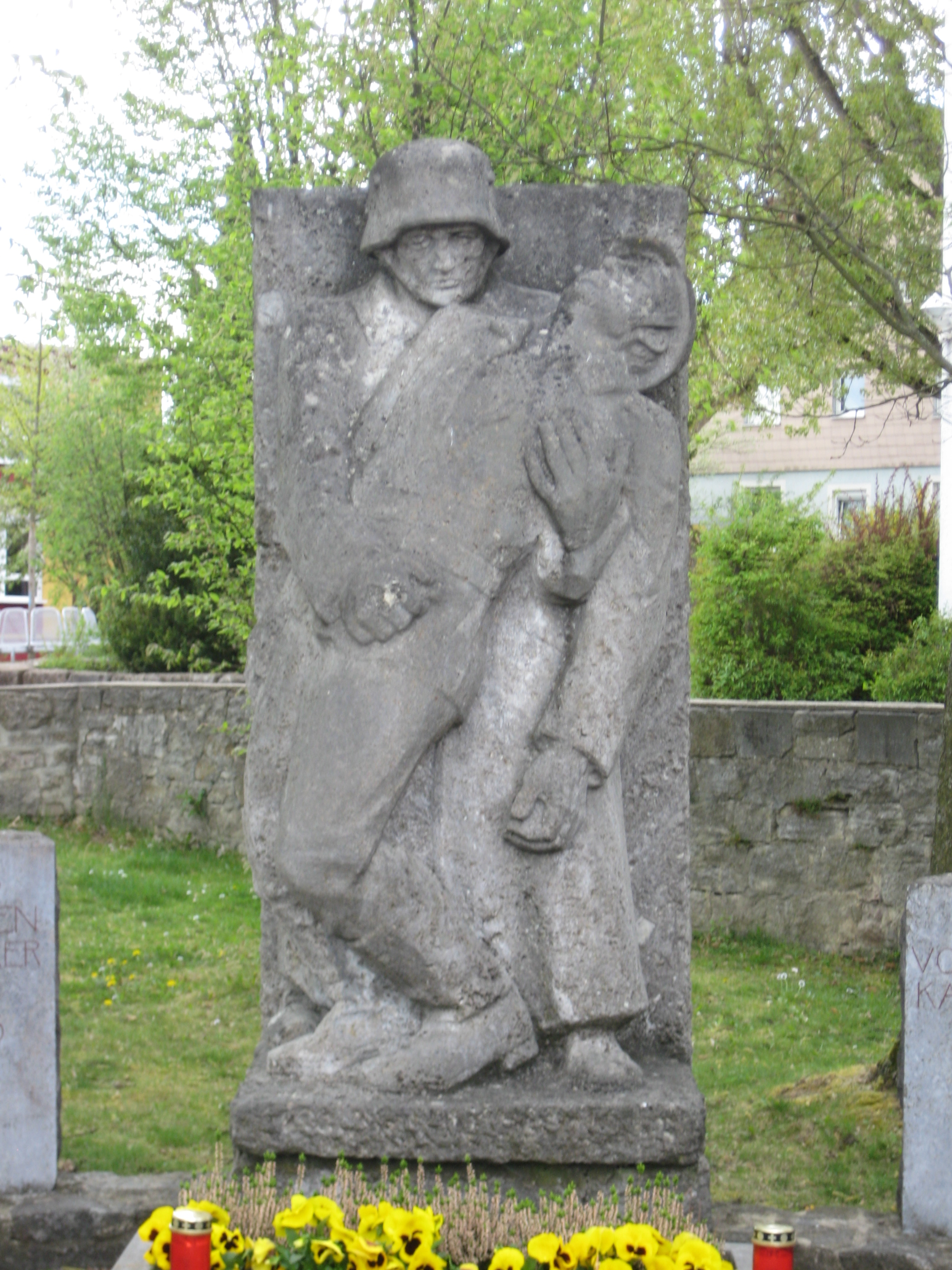
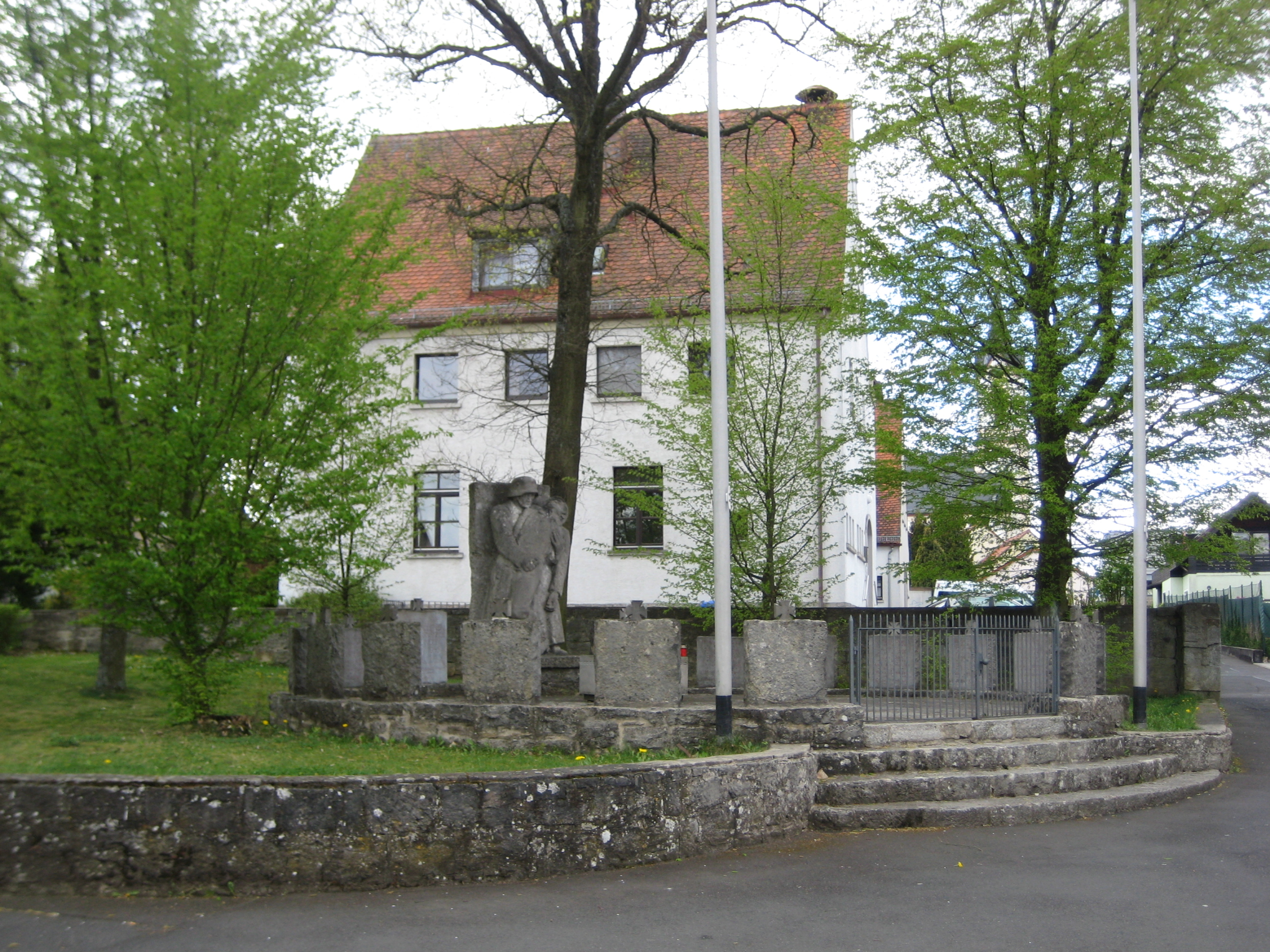
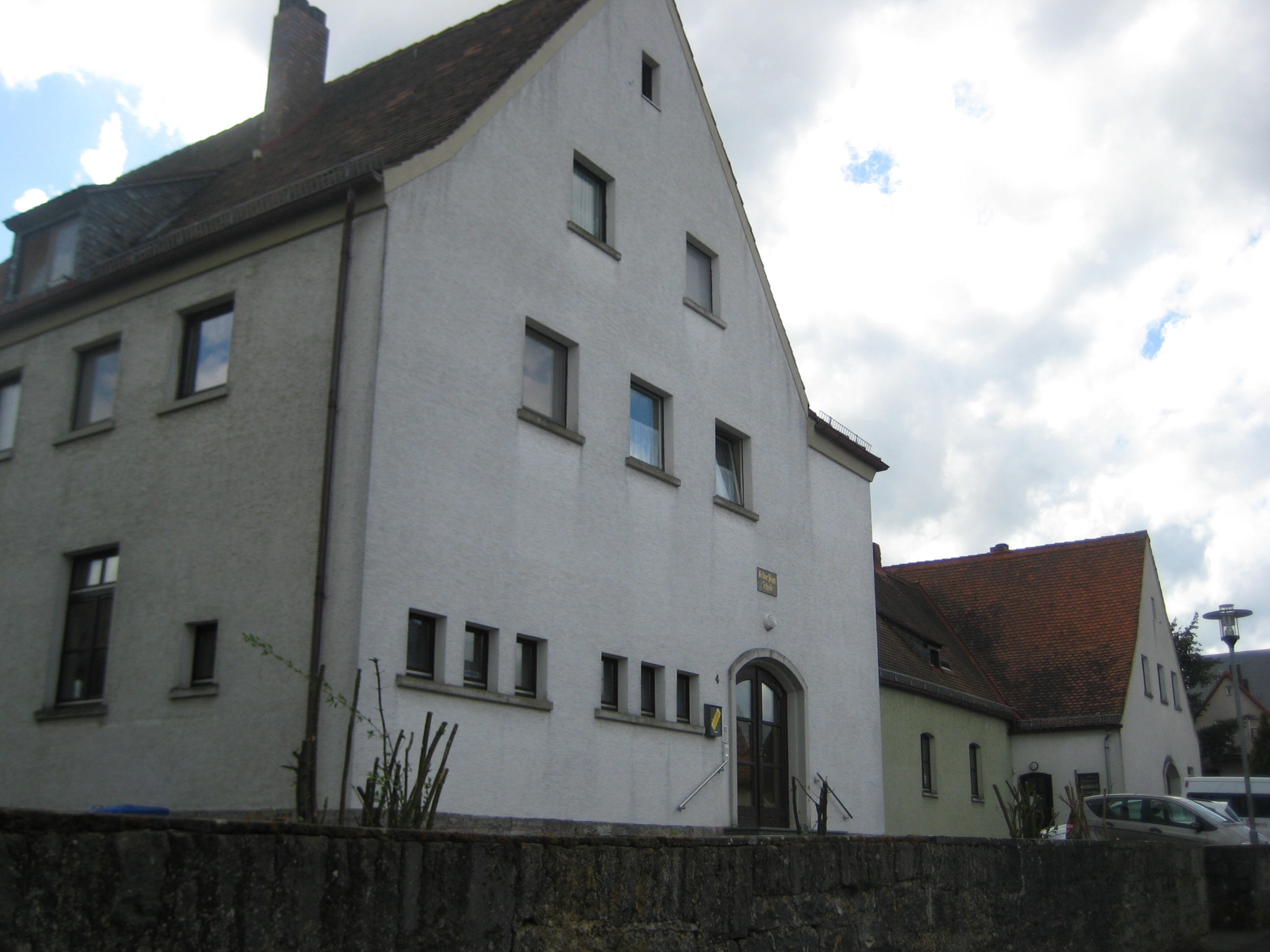
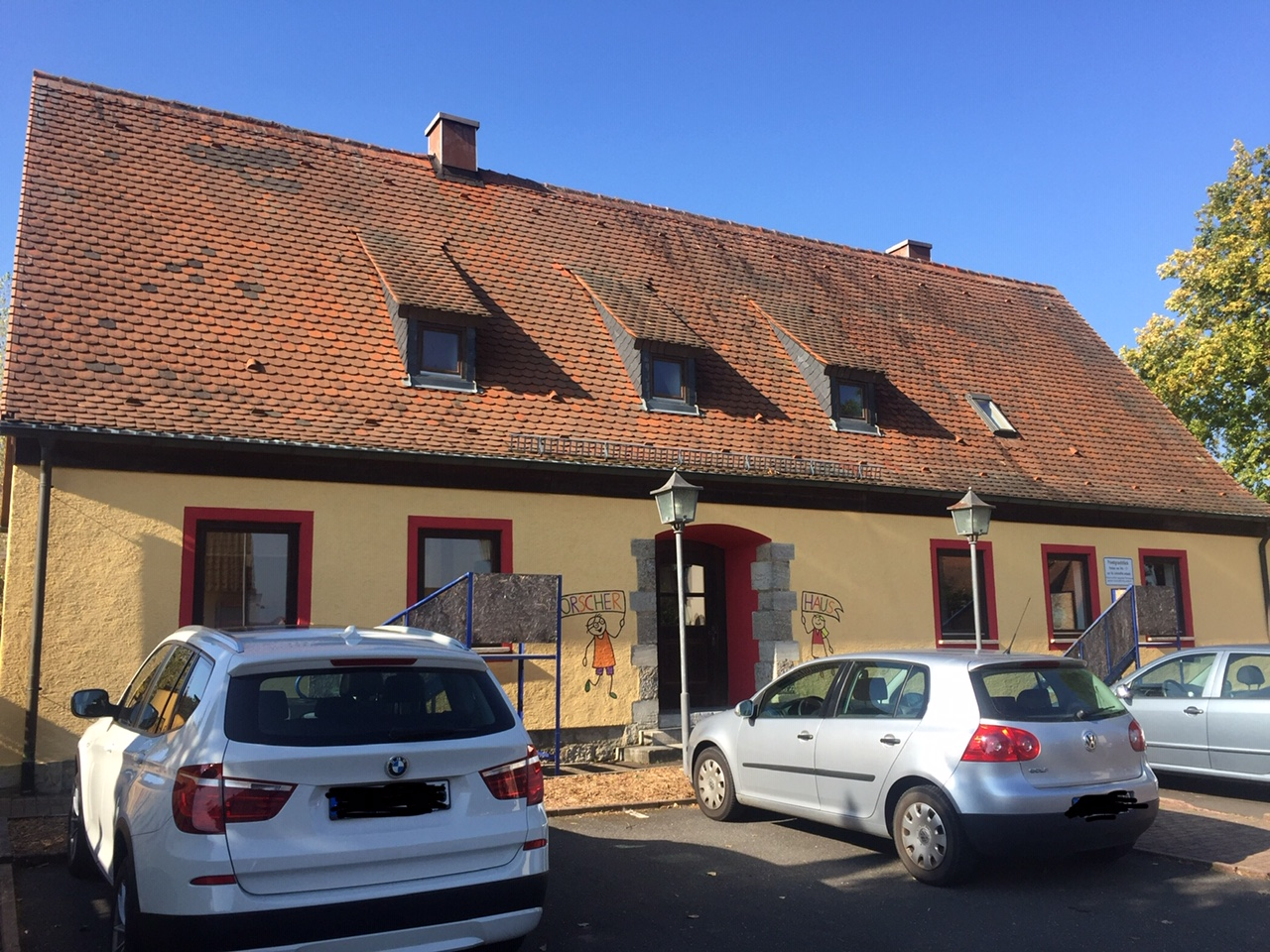
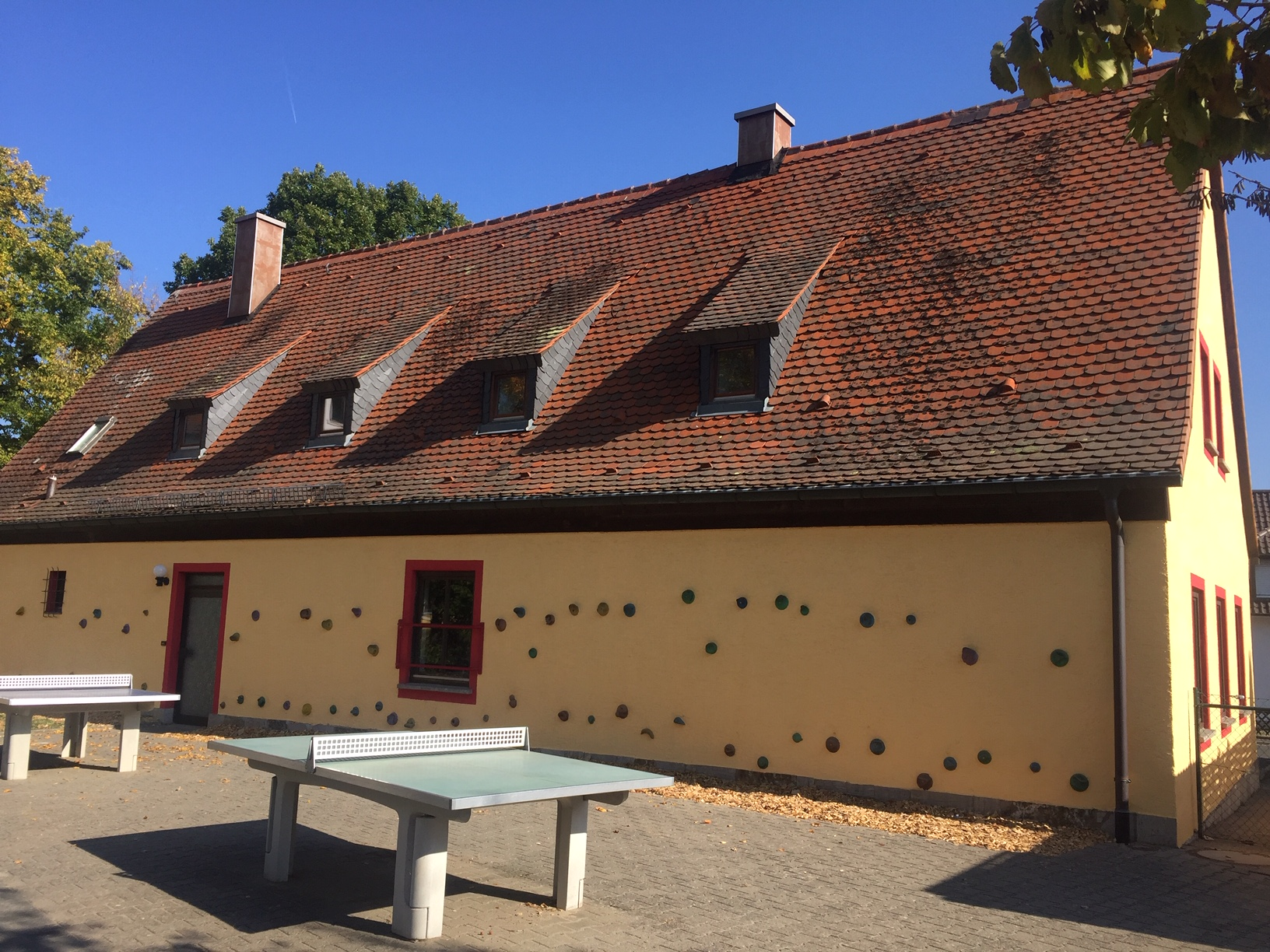

### Wasserturm
Als zweites Wahrzeichen thront seit 1960 der 30,40 m hohe Wasserturm über den Dächern der Gemeinde.

### Hügelgräber
In der Nähe des Waldsportplatzes nordöstlich von Kist befindet sich im Gemarkungsgebiet Kaltes Loch ein Grabhügelfeld mit vier Grabhügeln aus der Bronze- und der Hallstattzeit, die 1941 und 1960 mit Blick auf den jeweils geplanten Autobahnbau Gegenstand von archäologischen Ausgrabungen waren. Der dortige Bereich ist als Bodendenkmal in die Bayerische Denkmalliste eingetragen (Bezeichnung: Grabhügel der Hallstattzeit, Denkmalnummer: D-6-6225-0185) und erstreckt sich auf ein Gebiet, das das Areal nördlich und nordöstlich des Waldsportplatzes bis hin zur Autobahn, das von der Autobahn selbst überbaute Areal und das davon nördlich gelegene Areal umfasst. Drei der Grabhügel verschwanden im Zuge des Baus unter dem Autobahndamm, einer ist heute (Stand: 1979, vgl. Fußnote) noch sichtbar, wenn auch im Unterholz versteckt, da ein Weg dorthin nicht existiert. Die Grabhügel enthielten bzw. enthalten jeweils mehrere, in der Regel drei Gräber. Insgesamt wurden auf der Schulzenwiese und im Kalten Loch 30 Grabhügel, im Stöckach drei und im Einsprung-West ein Grabhügel gefunden. Während die 1941 gemachten und dann in Würzburg aufbewahrten Funde, bestehend aus Schalen, Gefäßen, Tonscherben usw. beim Bombenangriff auf Würzburg 1945 zerstört wurden, können die bei den im Jahr 1960 durchgeführten Grabungen gemachten Funde heute im Museum für Franken in Würzburg besichtigt werden. Näheres bei Friedrich Ebert: Chistesbrunno – Kist. 779–1979. 1979, S. 9 ff.
Wie Ausgrabungen belegen, könnten in und in der Umgebung von Kist noch weitere Funde, auch aus dem Mittelalter gemacht werden. Da aber keine Ausgrabungen geplant sind, ist man auf Zufallsfunde bei Bauarbeiten oder Feld- und Ackerarbeiten angewiesen (siehe hierzu die Darstellung im Artikel Depotfund), wie sie etwa in Röttingen im 20. Jahrhundert vermehrt gemacht wurden. Dies gilt insbesondere für den gesamten Altortbereich, weshalb eine erhöhte Sensibilität diesbezüglich wünschenswert ist.

### Siedlung der Linearbandkeramik
Auf der Anhöhe zwischen Kist und der Abzweigung nach Eisingen wurden im Bereich westlich der Bundesstraße gegenüber dem Eingang zum Guttenberger Wald bei archäologischen Untersuchungen Spuren einer Siedlung der Linearbandkeramik gefunden. Dieser Bereich ist als Bodendenkmal in die Bayerische Denkmalliste eingetragen. Auf dieser Anhöhe befand sich einst auch das sogenannte Ruhesesselchen, eine aus drei Steinblöcken zusammengefügte Bank, das nach einer langen Zwischenlagerung beim Straßenbauamt des Landkreises in Waldbüttelbrunn nun zusammen mit einem historischen Wegweiser zum Forsthaus Irtenberg (Bezeichnung: Irtenberg Kgl.baÿr.Forsthaus → 4 Km, Ende 19./Anfang 20. Jahrhundert) seinen Platz an der südöstlichen Ecke der Kreuzung Hauptstraße zu Guttenberger Straße/Rinderfelder Straße gefunden hat.

### Sonstiges
In der Nähe des Waldsportplatzes in der Flurlage Kaltes Loch befindet sich im Wald ein ursprünglich aus der Echterzeit stammender Grenzstein, der wohl im 19. Jahrhundert an gleicher oder ähnlicher Stelle wiederverwendet wurde. Auf seiner Vorderseite ist deutlich das Wappen des damaligen Würzburger Fürstbischofs Julius Echter von Mespelbrunn zu erkennen, zu dessen Regierungszeit der Grenzort Kist Teil des zwischen dem Hochstift Würzburg und dem Erzstift Mainz strittigen Gebietes war (vgl. Abschnitt Geschichte).
Im Außenbereich des Friedhofs wurde im Jahr 1979 ein Gedenkstein anlässlich des 1200-jährigen Jubiläums der Gemeinde errichtet. Der Stein diente ursprünglich als Abdeckplatte eines etwa sechs bis sieben Meter tiefen Brunnens in der Unteren Dorfstraße, der sich im Kreuzungsbereich zur Straße Winterleiten vor dem dortigen Gebäude mit der Steinfassade befindet. Bis zur Sanierung der Unteren Dorfstraße 2013 war von diesem lediglich der gemauerte Schacht erhalten geblieben, der allerdings mit einem Kanaldeckel abgedeckt war. Im Zuge der Straßensanierung wurde der Brunnen wiederbelebt und mit den alten Steinen eines weiteren Brunnens aufgemauert, der beim Abbruch des in früherer Zeit als Schmiede genutzten Wirtschaftsgebäudes mit dem Relief der Dreifaltigkeit (siehe Abschnitt Bildstöcke), unter dessen Boden entdeckt wurde. Das Quellwasser des so wieder erstandenen Brunnens wird bislang noch zu dem auf der gegenüberliegenden Straßenseite unterhalb des Fachwerkhauses befindlichen (dritten) Brunnen geleitet. Die gleiche Situation stellt sich auch weiter westlich unweit des heutigen Dorfbrunnens (der vierte Brunnen in diesem Bereich) im oberen Parkplatzbereich des ehemaligen Gasthauses Zur Linde dar.

### Weitere ortsbildprägende Gebäude

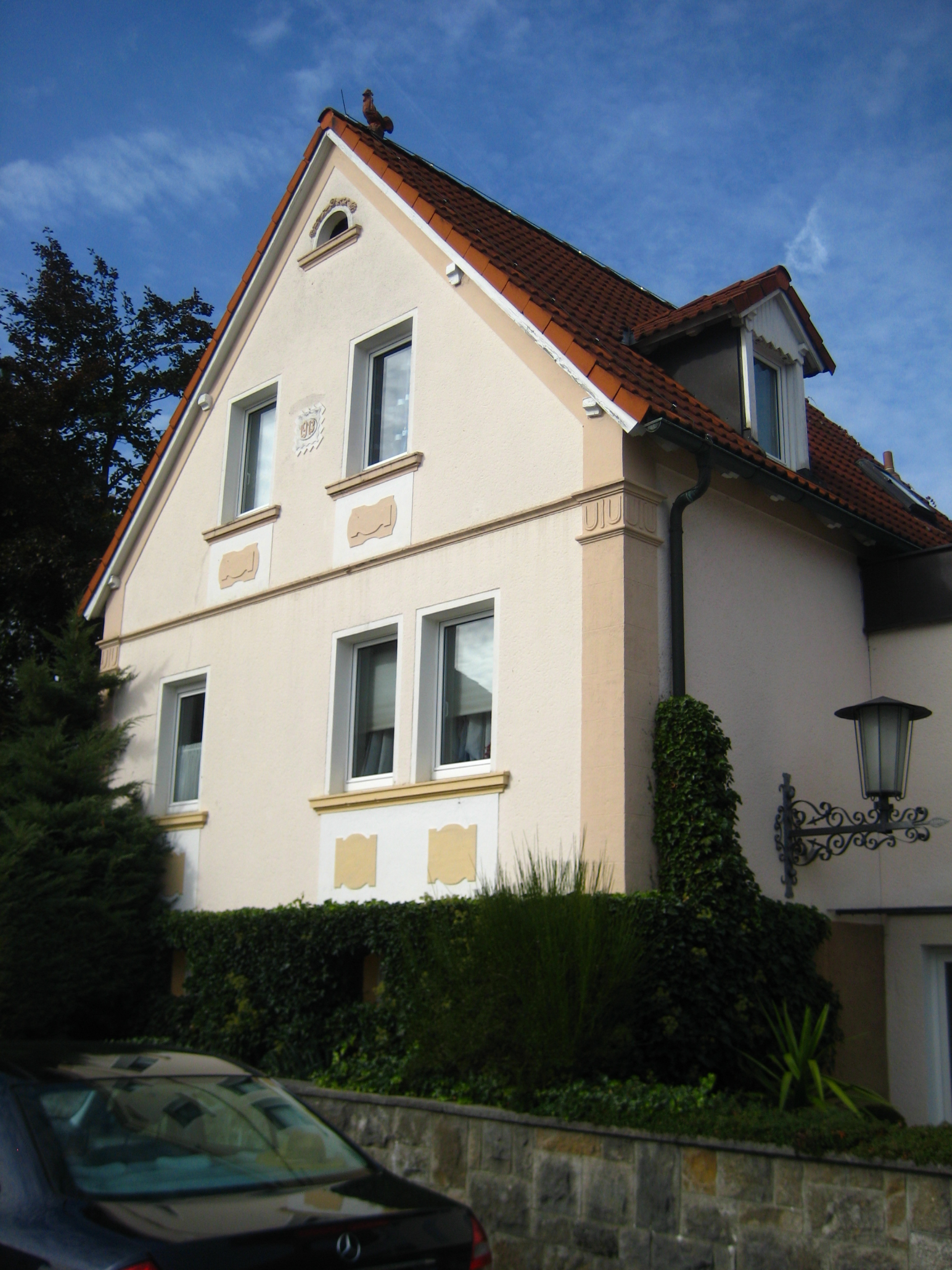
Am Rathaus 9, stuckierte Fassade, bez. 1913
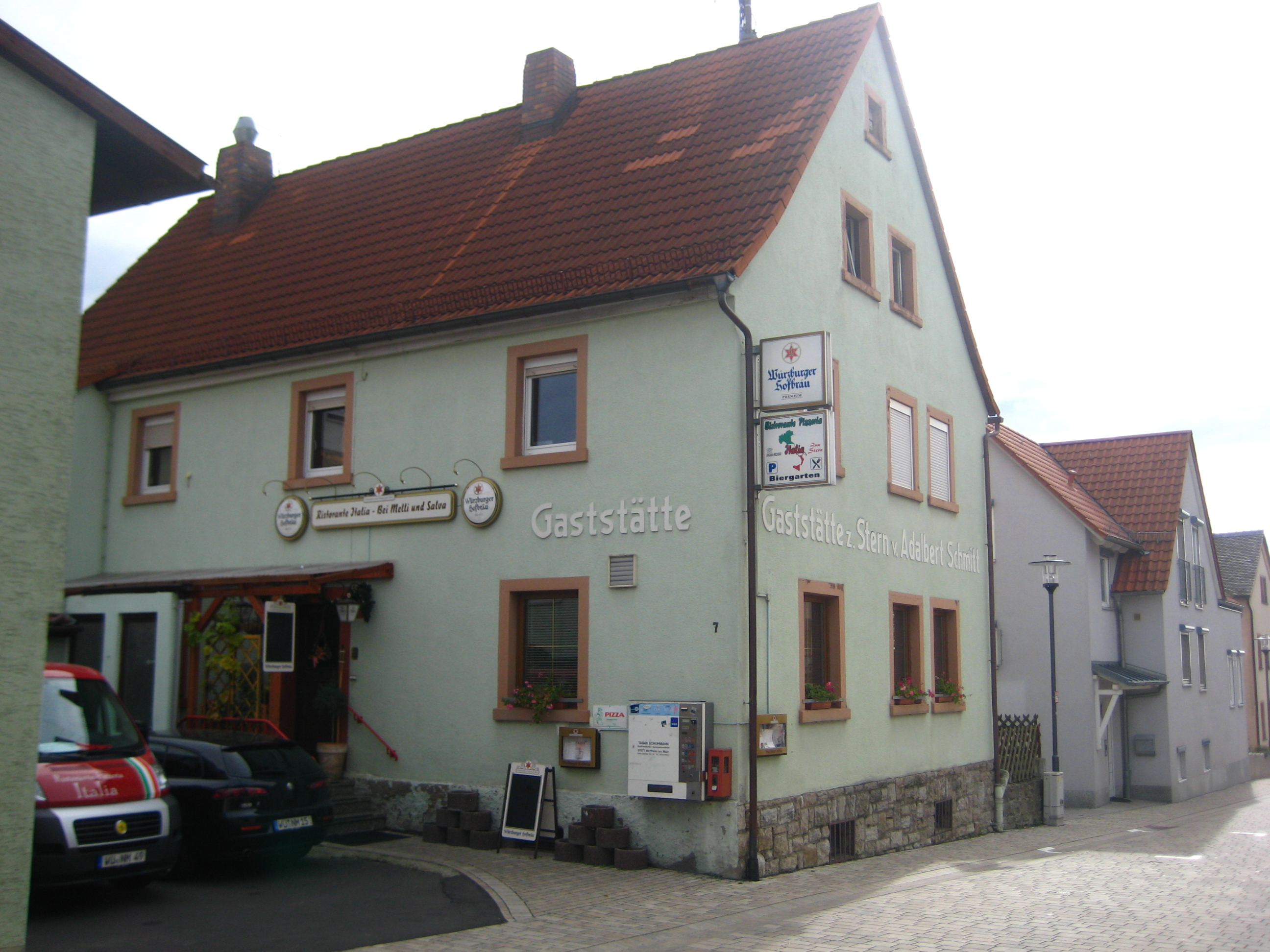
Obere Dorfstraße 7, ehemaliges Gasthaus Zum Stern (erbaut vor 1833; erstmalige Erwähnung einer dortigen Schankstätte im 16. Jahrhundert)
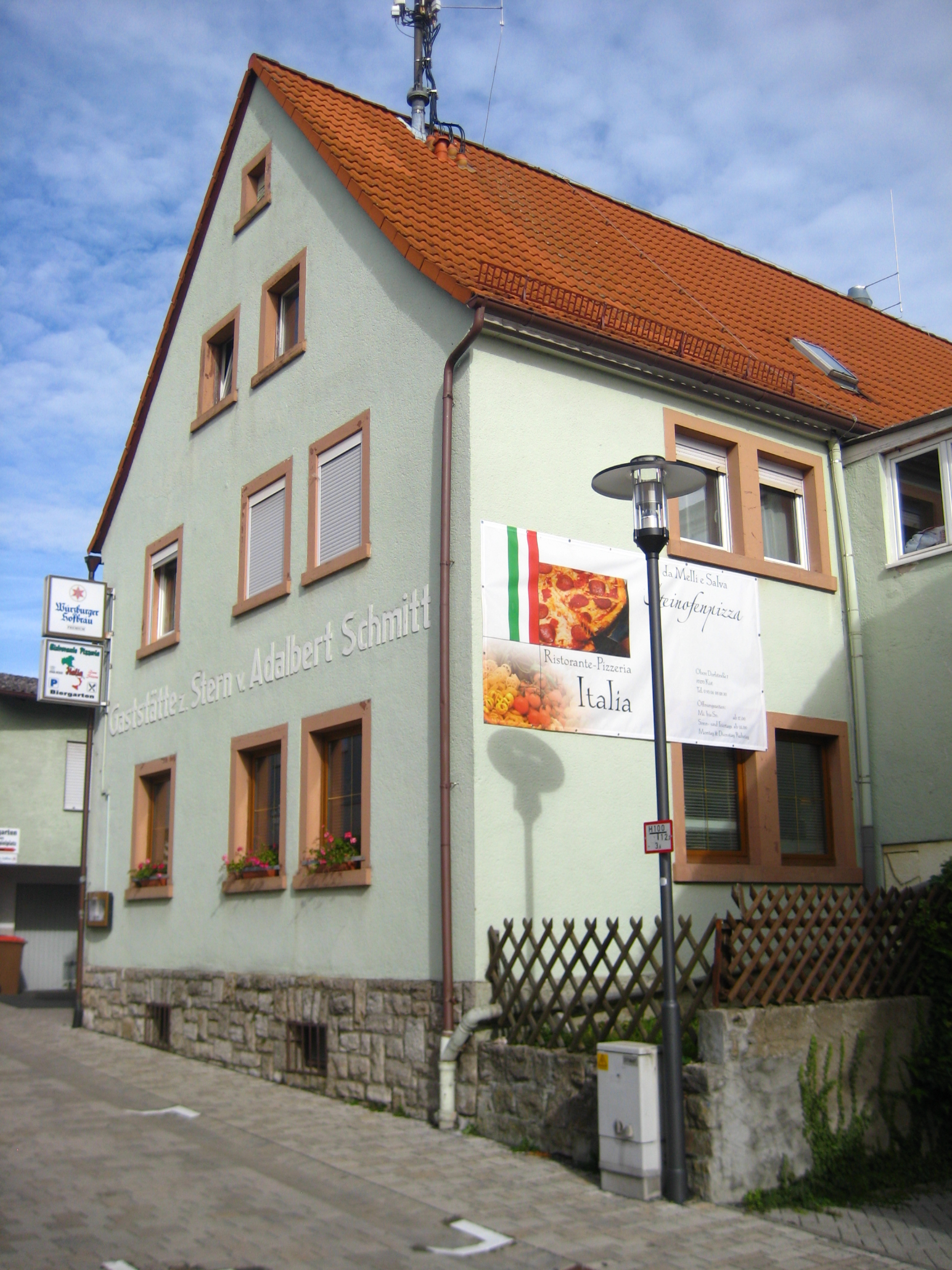
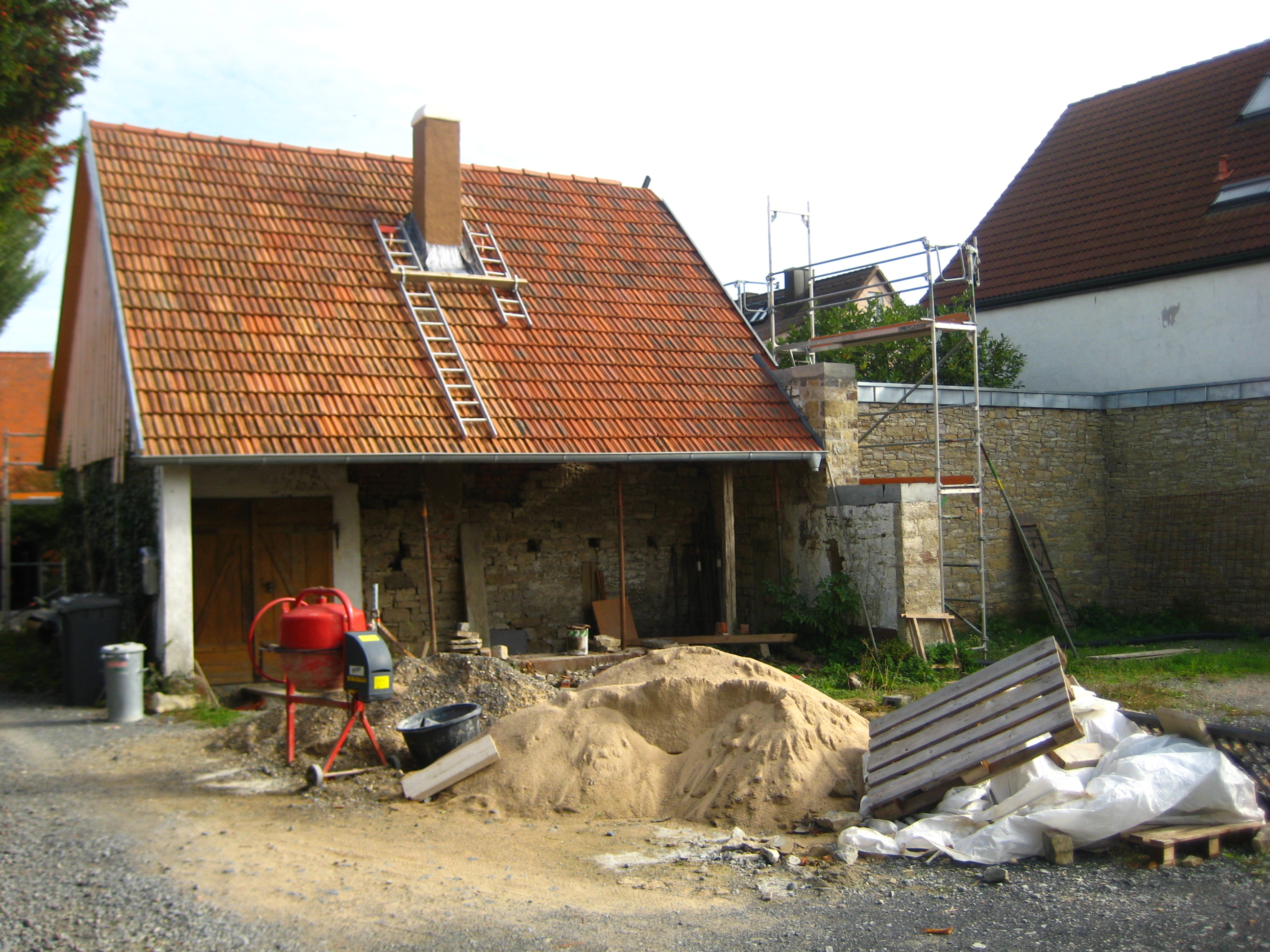
Obere Dorfstraße ohne Nummer, sog. Alte Schmiede, 19. Jahrhundert (nach 1833)
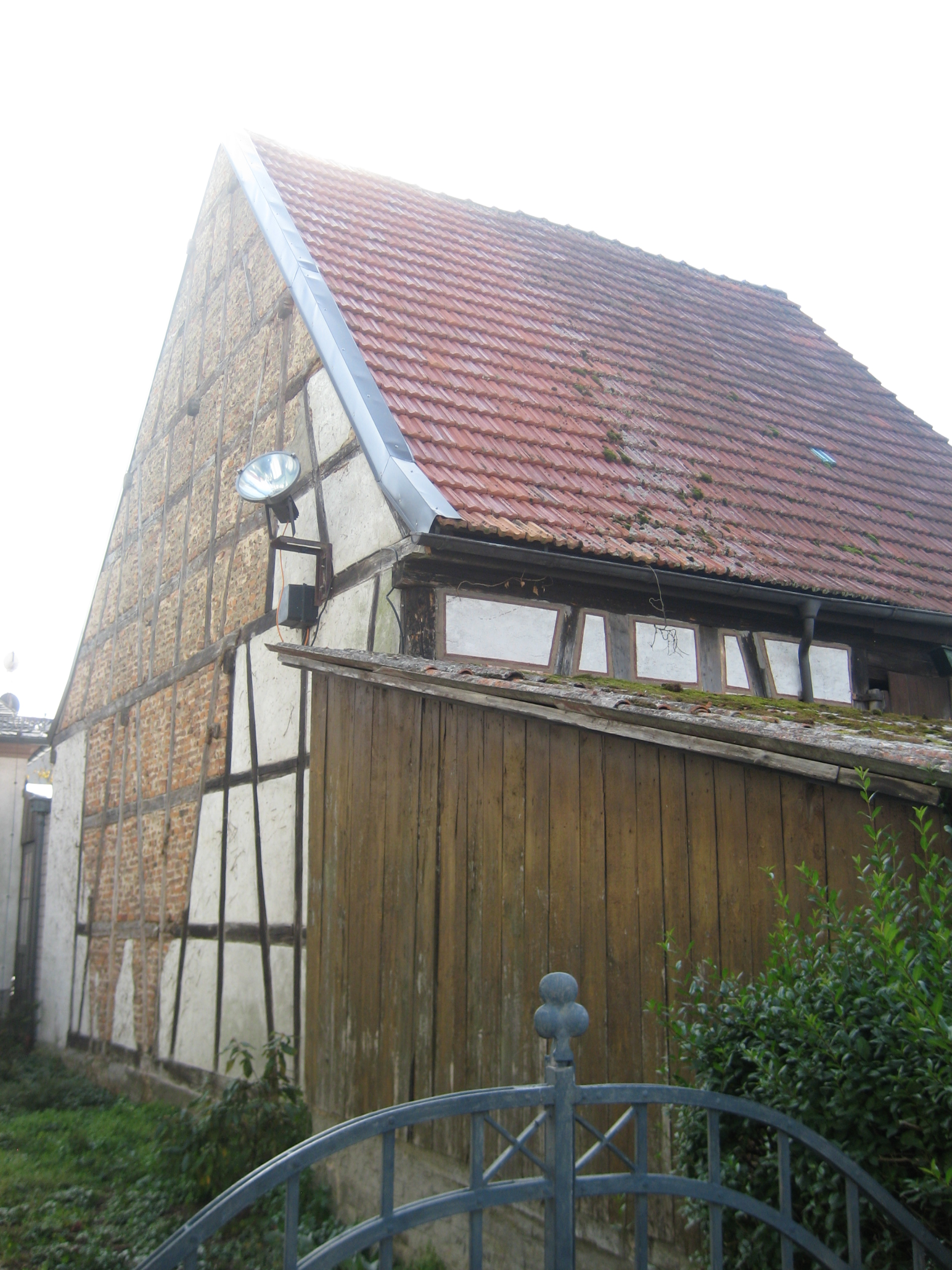
Obere Dorfstraße 17, Fachwerkscheune, wohl 18./19. Jahrhundert (vor 1833)
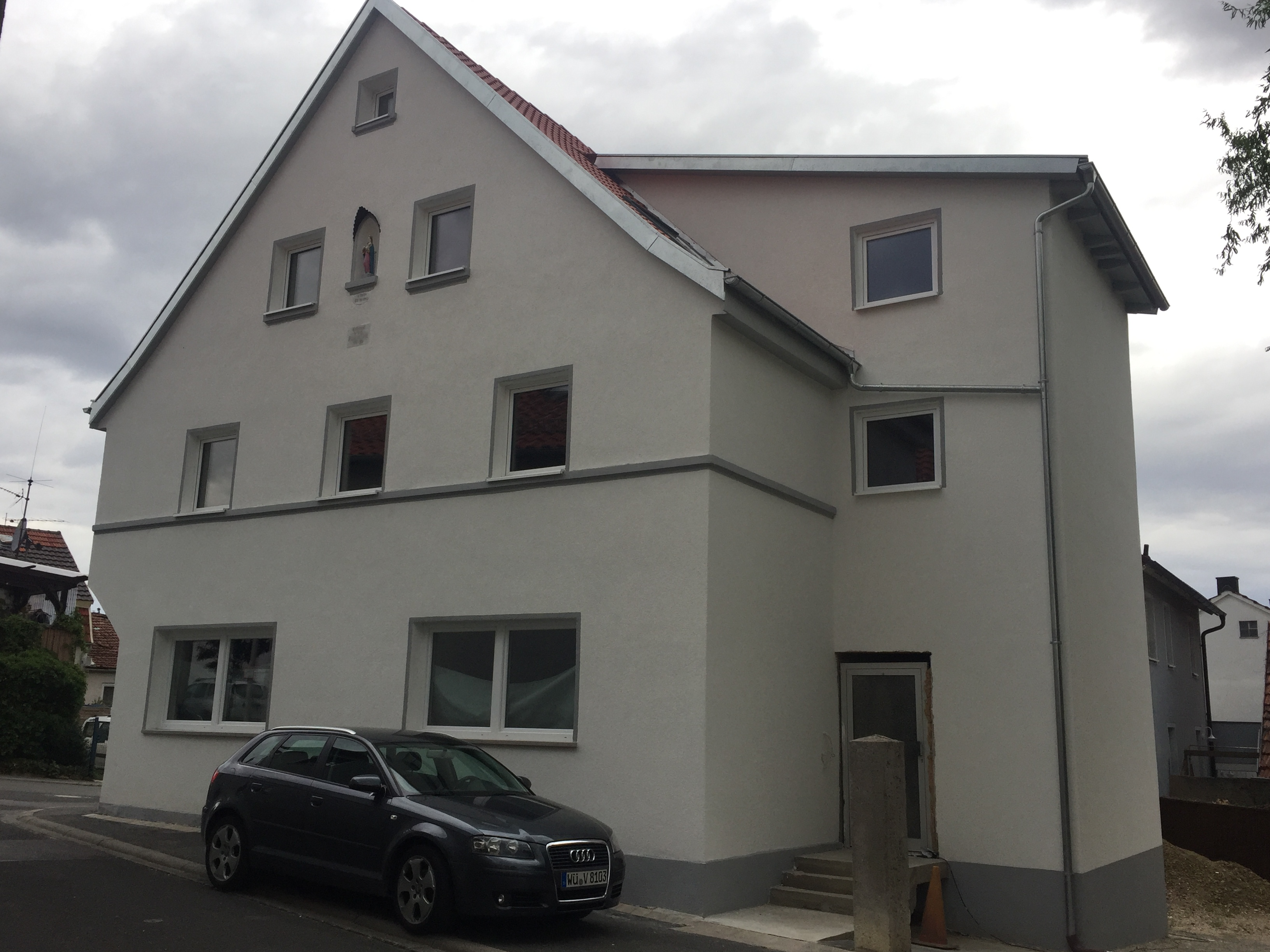
Obere Dorfstraße 18, ehemalige Bäckerei Dürr, im Kern 18./19. Jahrhundert (vor 1833), Umbau 1. Hälfte 20. Jahrhundert, saniert 2019
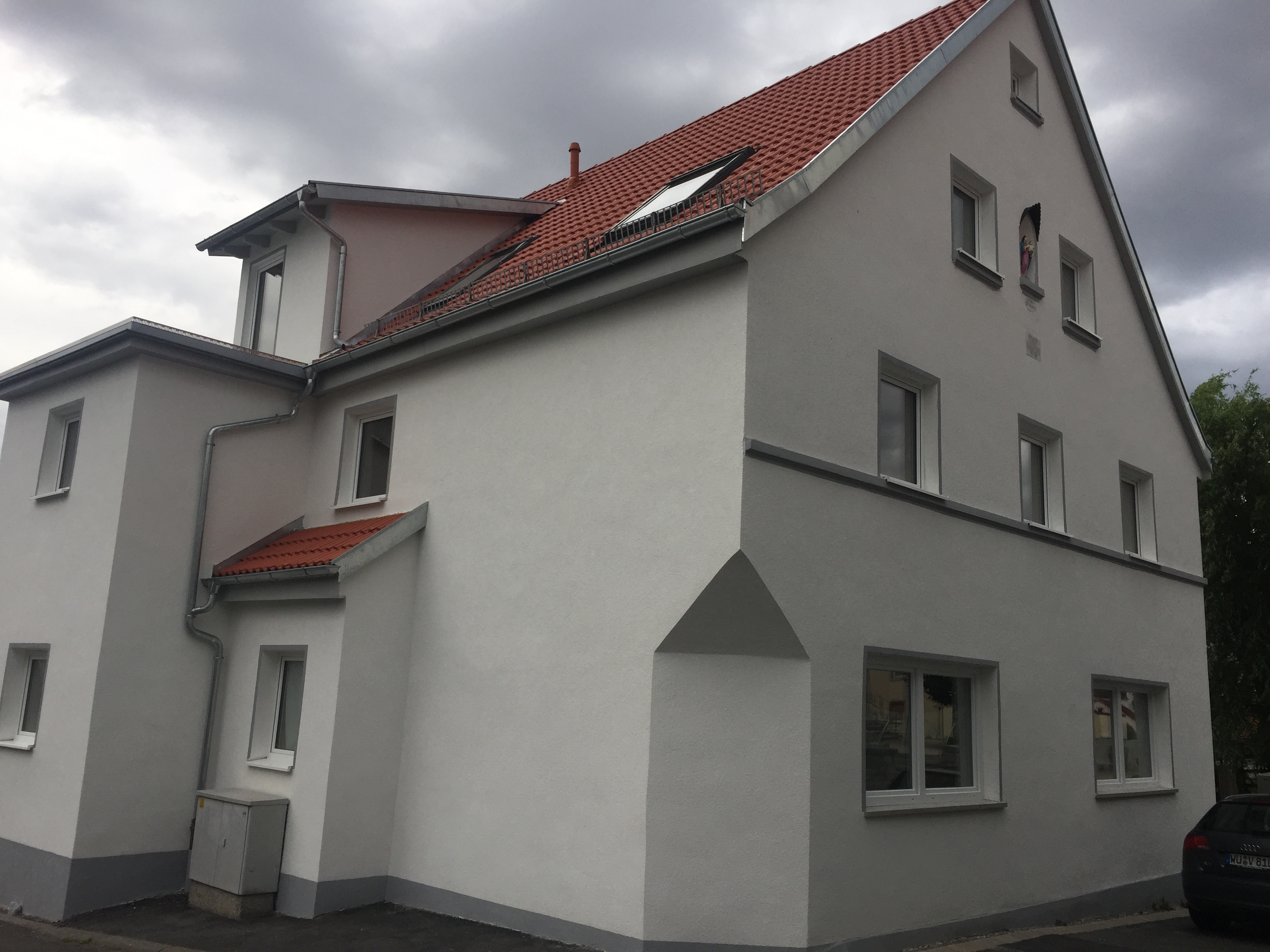
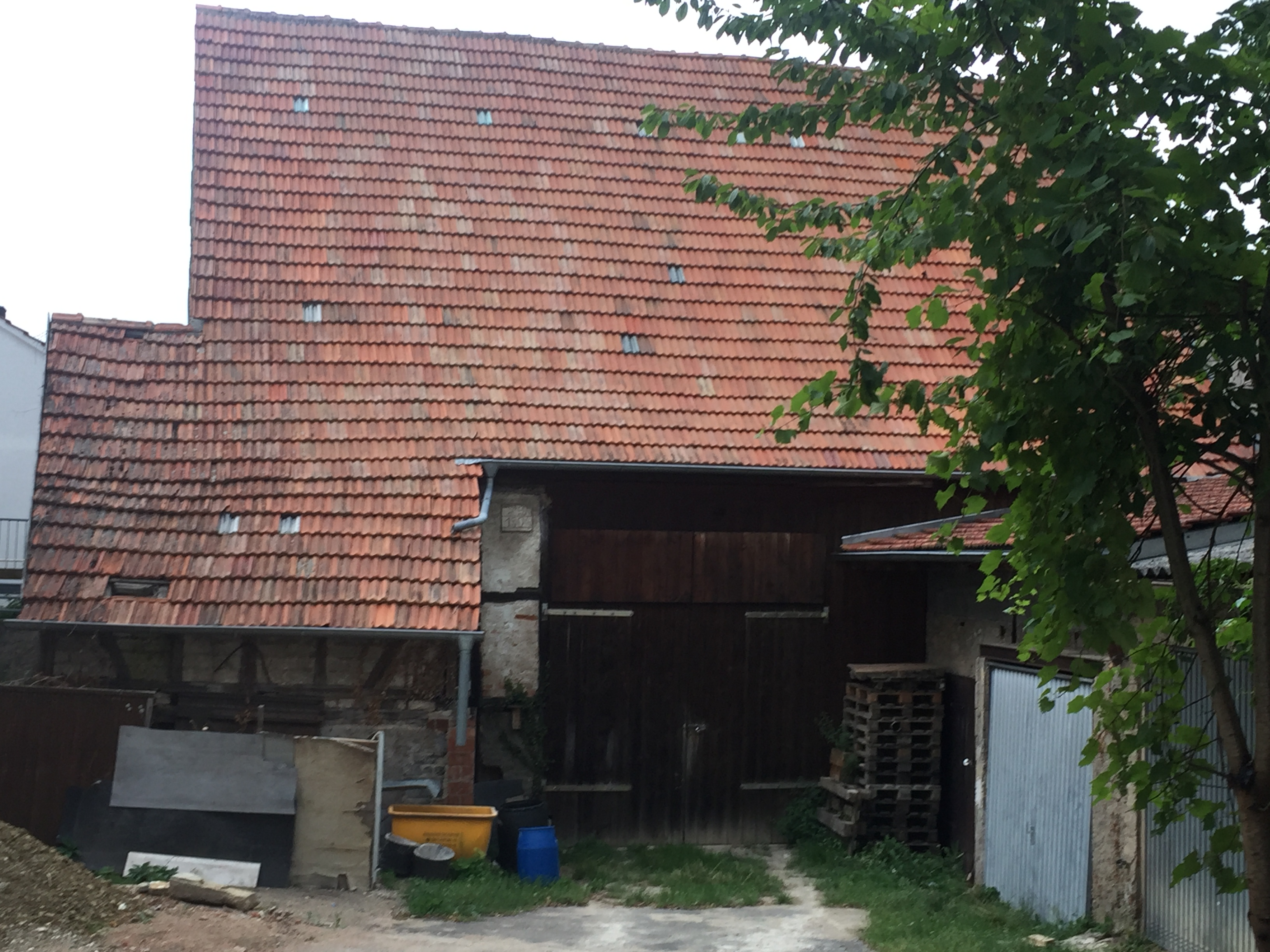
Obere Dorfstraße 18, Fachwerkscheune, Anfang 20. Jahrhundert, bez. 1904 (?)
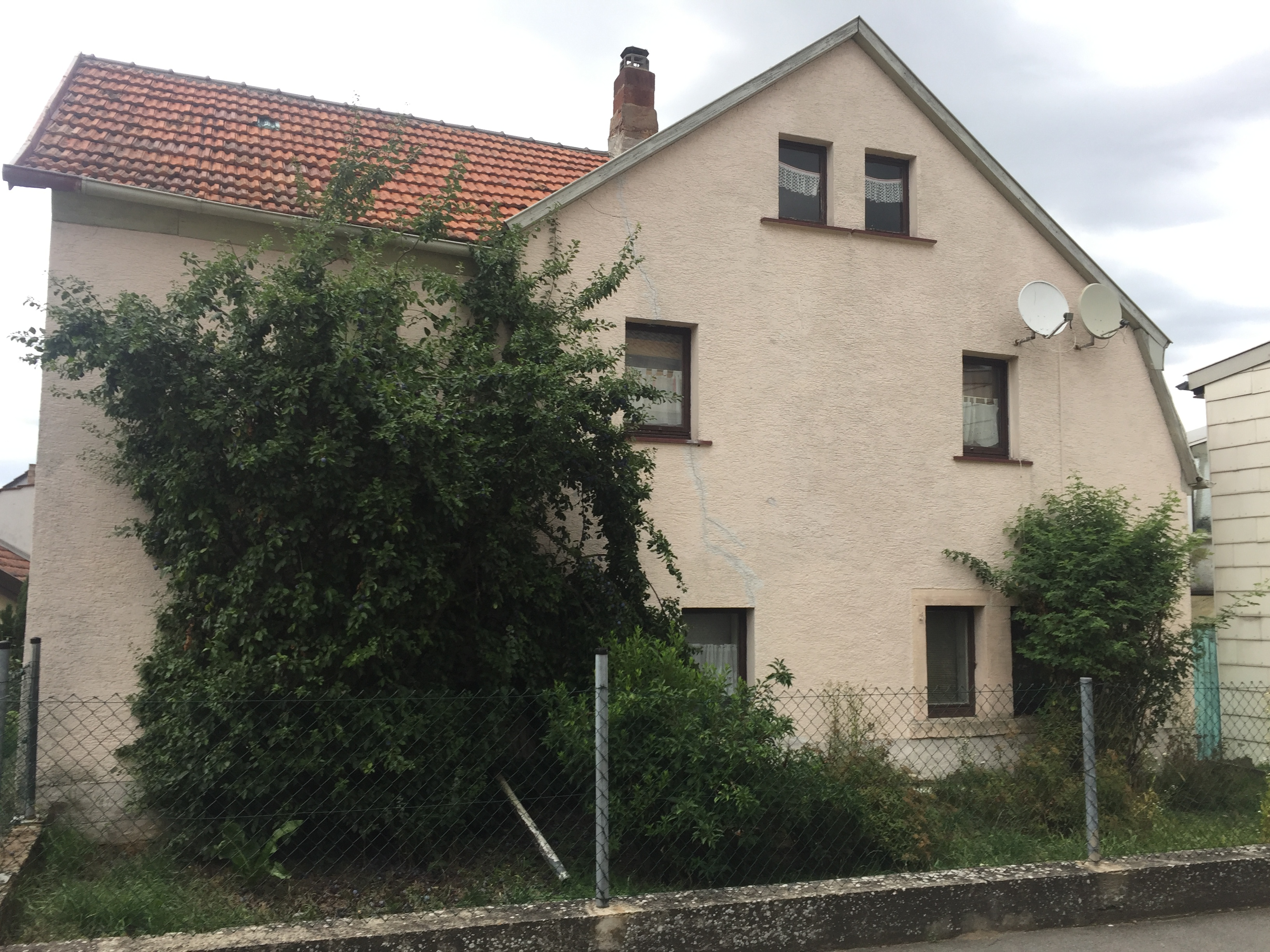
Hintere Bergstraße 2, Gebäude mit Mansardgiebeldach, 18./19. Jahrhundert (vor 1833)
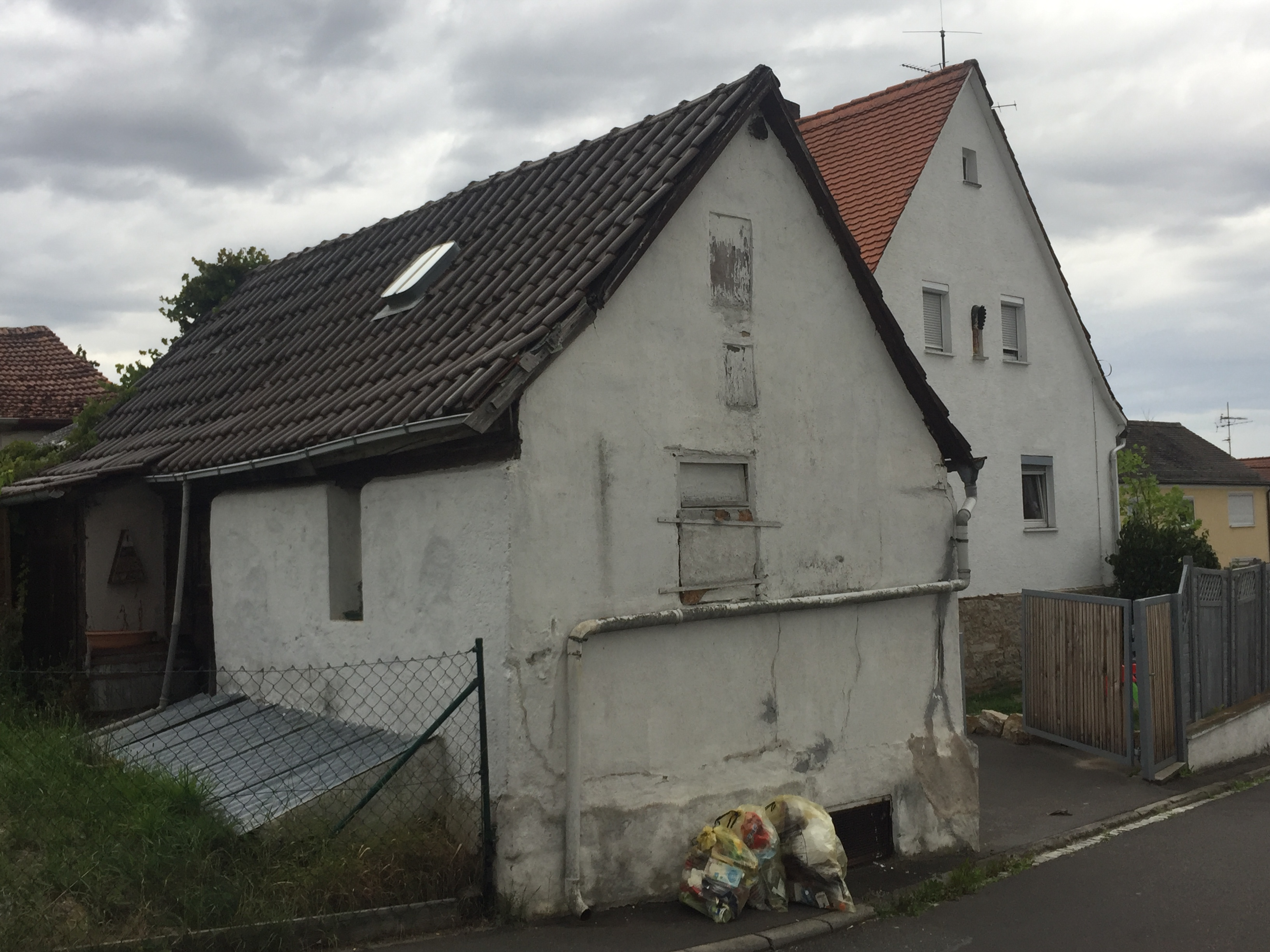
Hintere Bergstraße 2, Wirtschaftsgebäude, vormals Wohngebäude (Haus-Nr. Kist 18), 18./19. Jahrhundert (vor 1833)
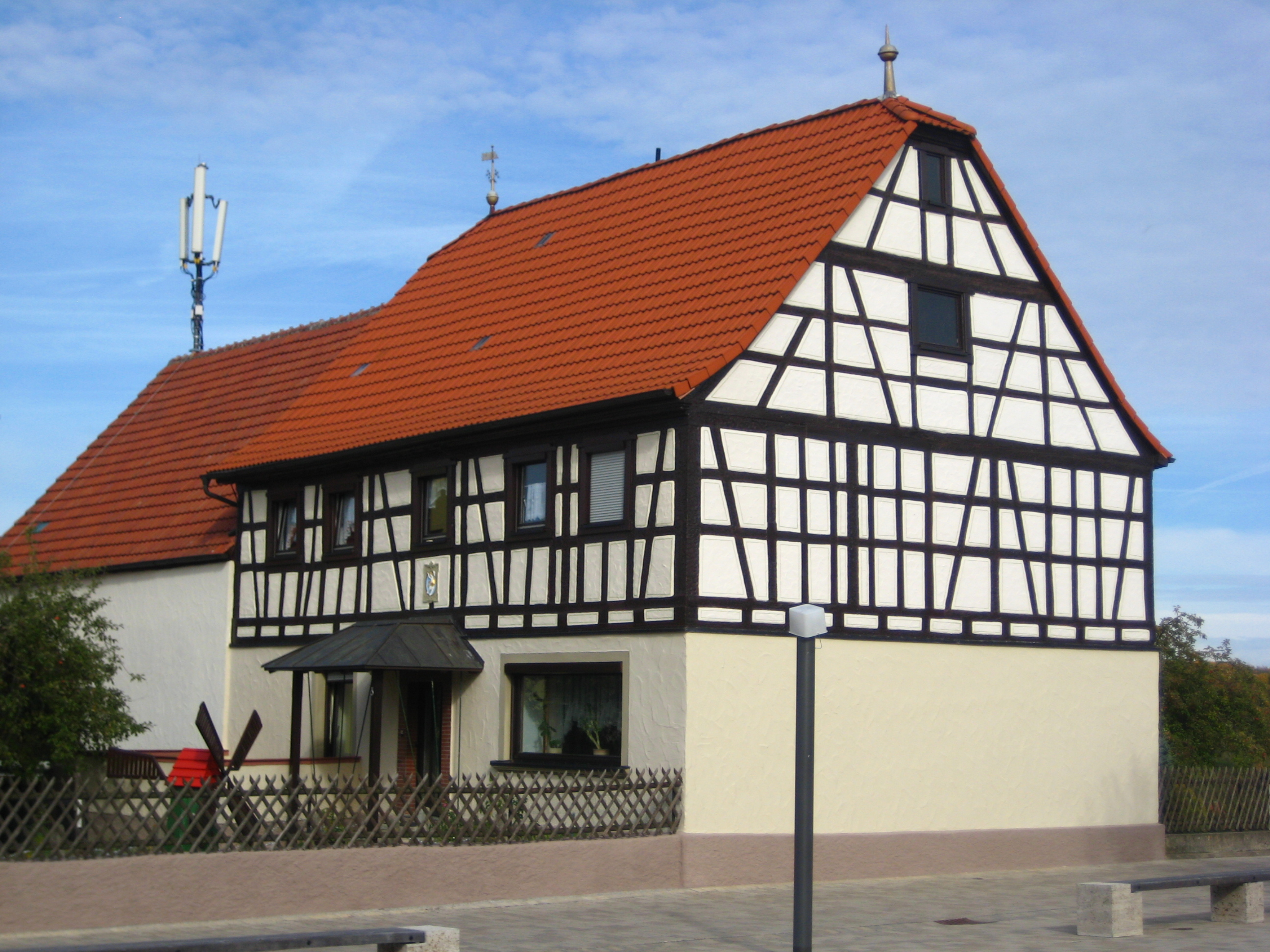
Stadtweg 3, Fachwerkhaus am Dorfplatz, wohl 17./18. Jahrhundert (vor 1833), einstige Nutzung als Schulhaus vermutet
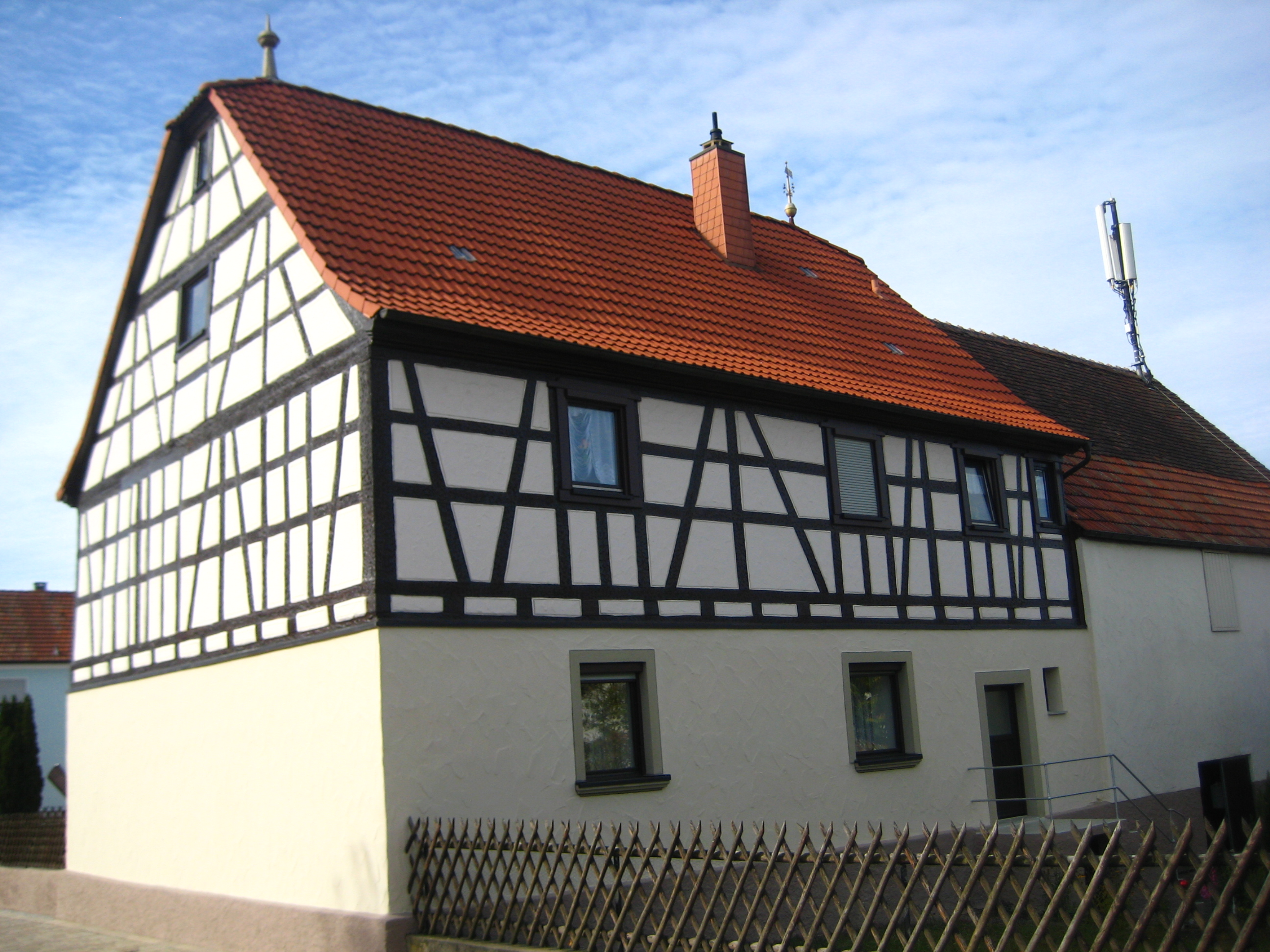
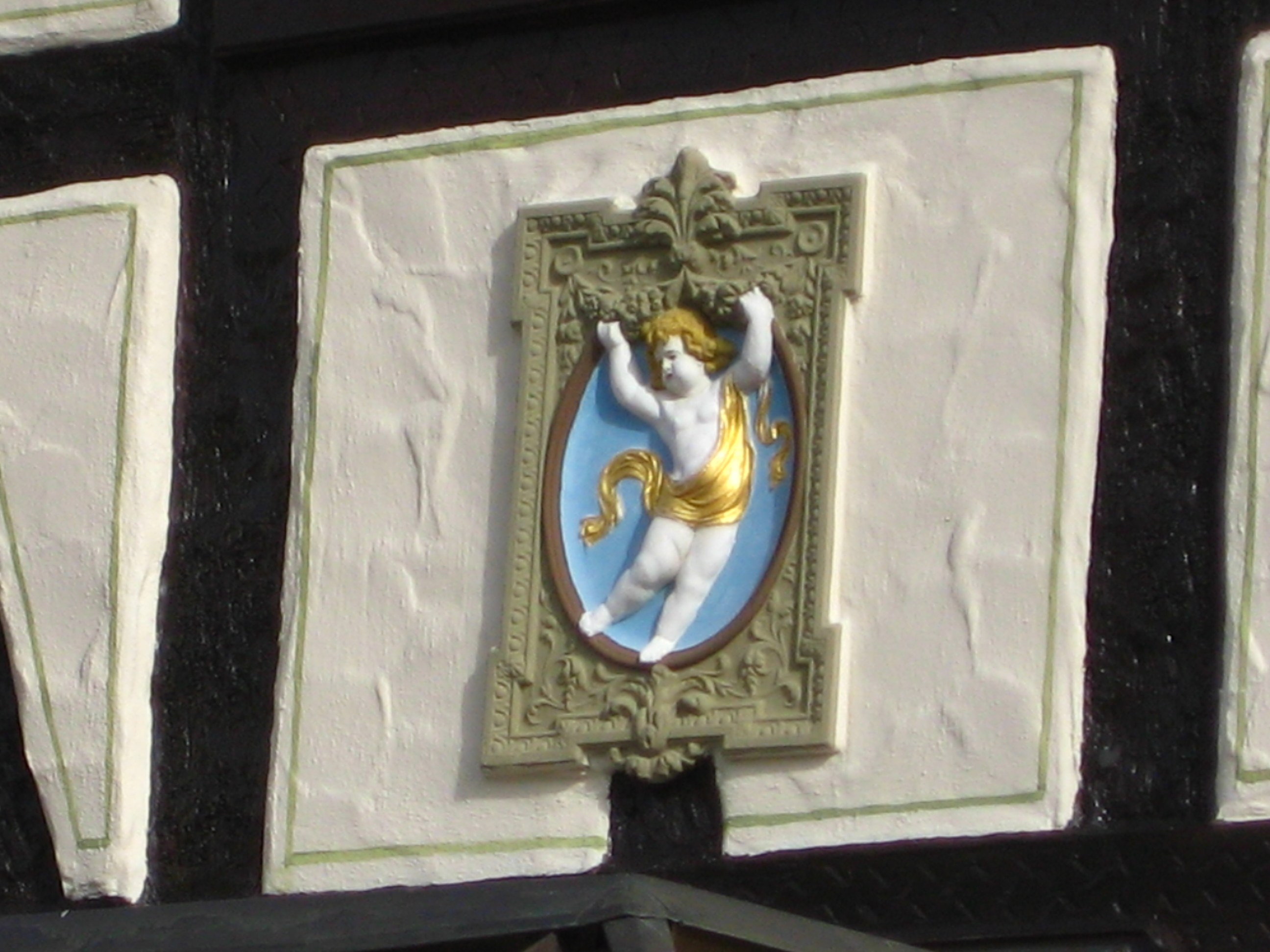
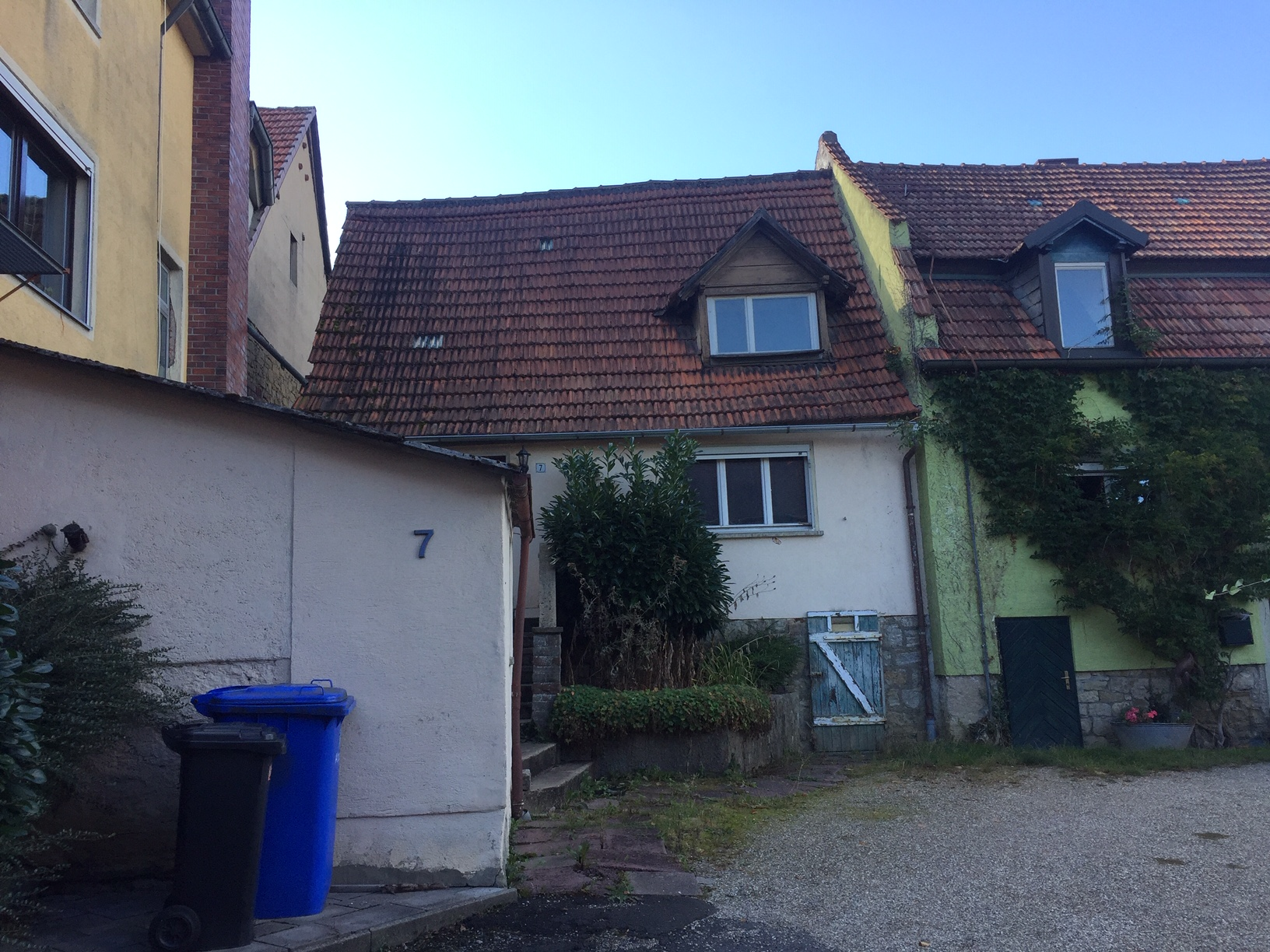
Vordere Bergstraße 7, Wohngebäude mit Fachwerkobergeschoss (verputzt), wohl 18./19. Jahrhundert (vor 1833)
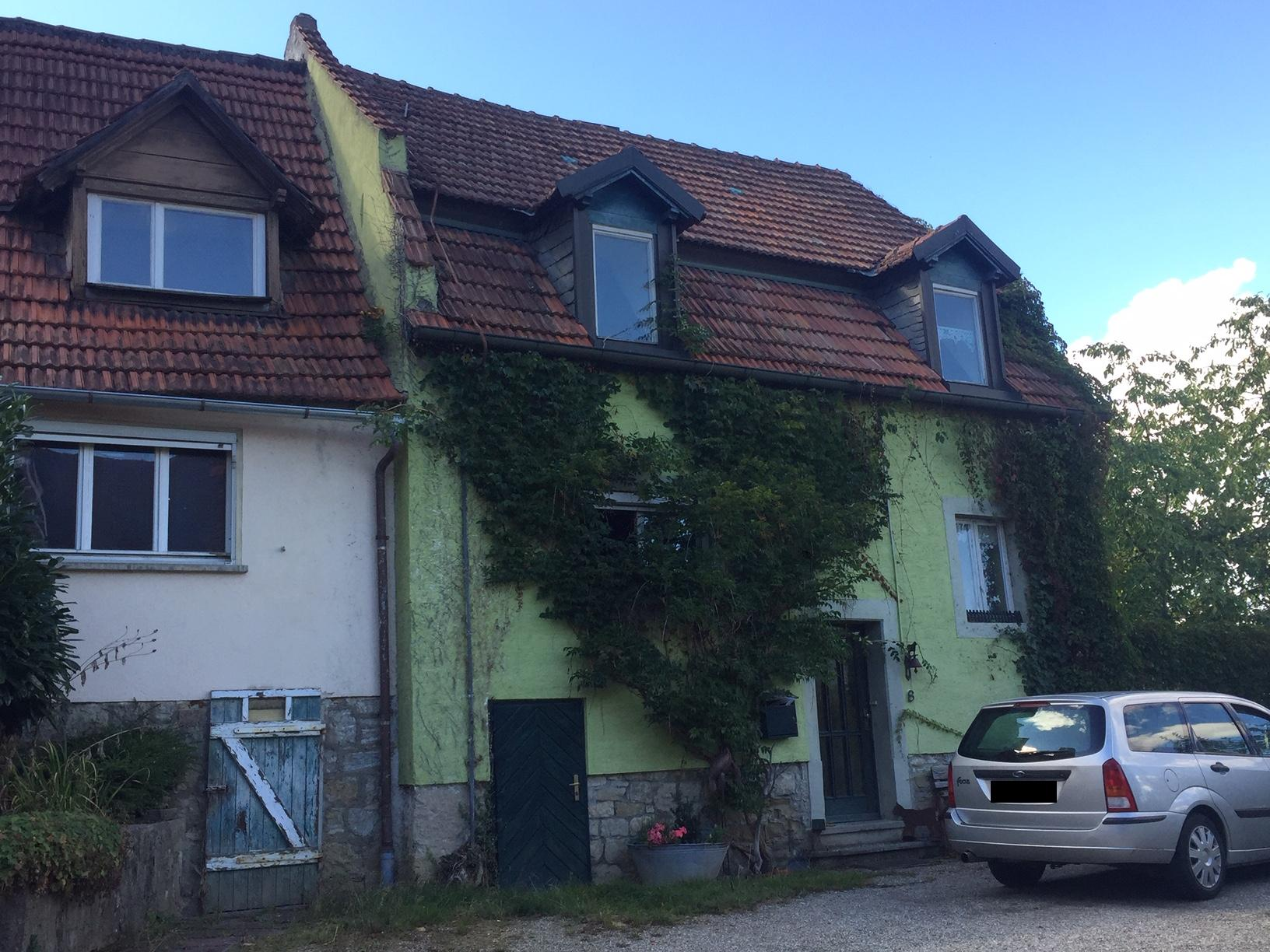
Vordere Bergstraße 8, Wohngebäude mit Fachwerkobergeschoss (verputzt) und Mansardgiebeldach, im Kern wohl 18./19. Jahrhundert (vor 1833), Umbau zum Wohnhaus wohl 19. Jahrhundert (nach 1833)
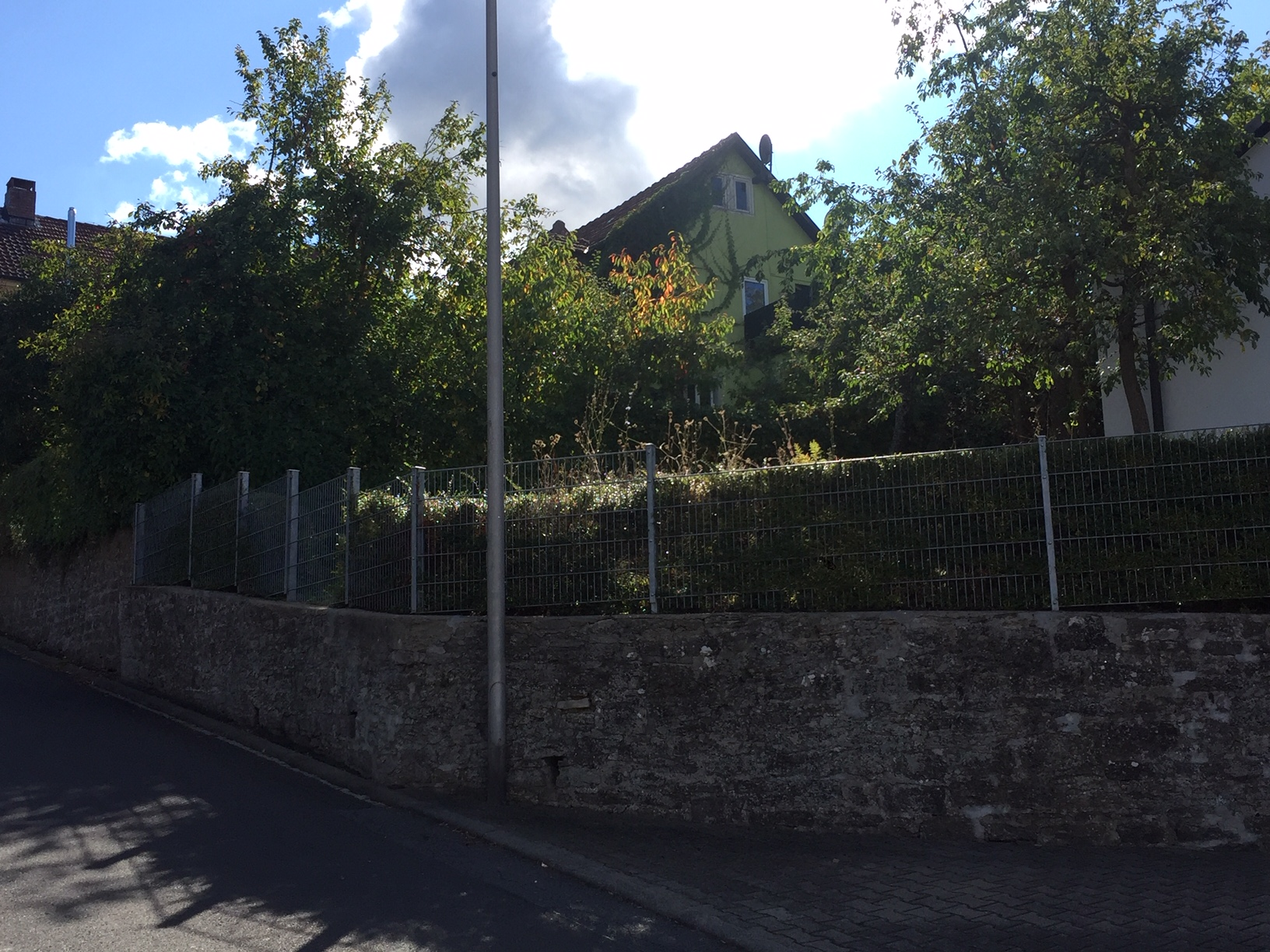
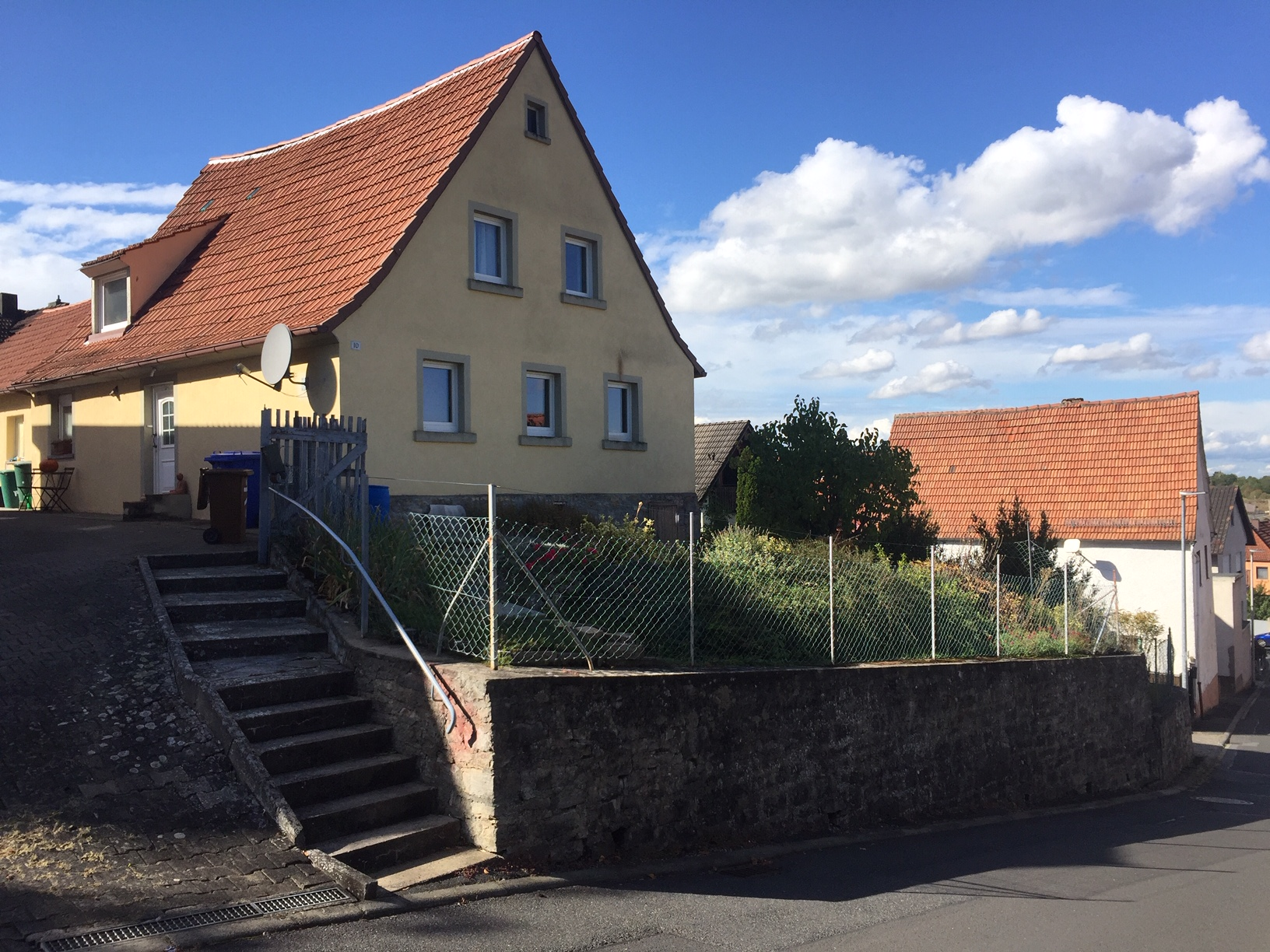
Vordere Bergstraße 10, Wohngebäude, wohl frühes 19. Jahrhundert (vor 1833)
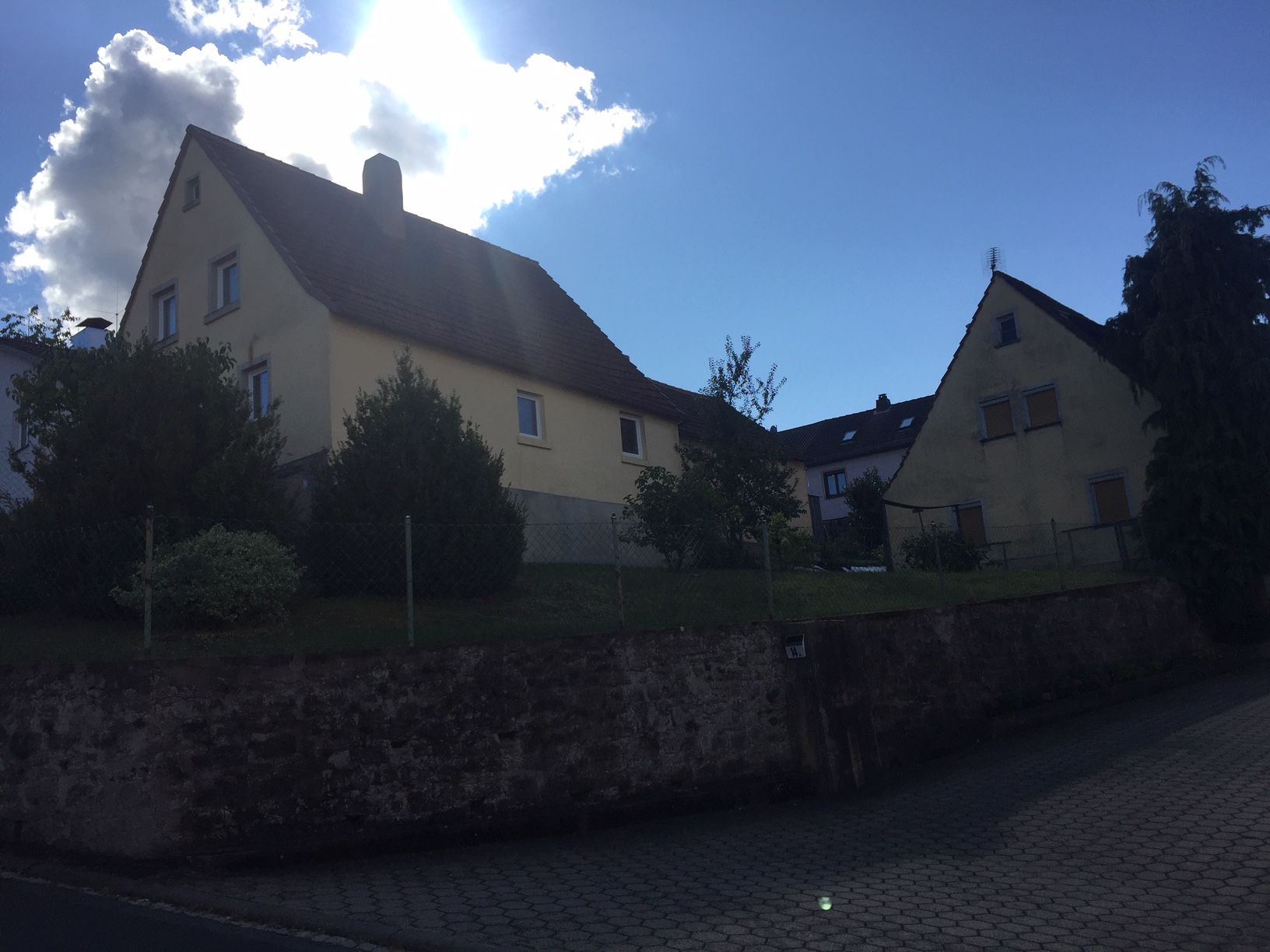
Rechts (neben Vordere Bergstraße 10): Vordere Bergstraße 14, Wohngebäude, frühes 19. Jahrhundert (vor 1833)
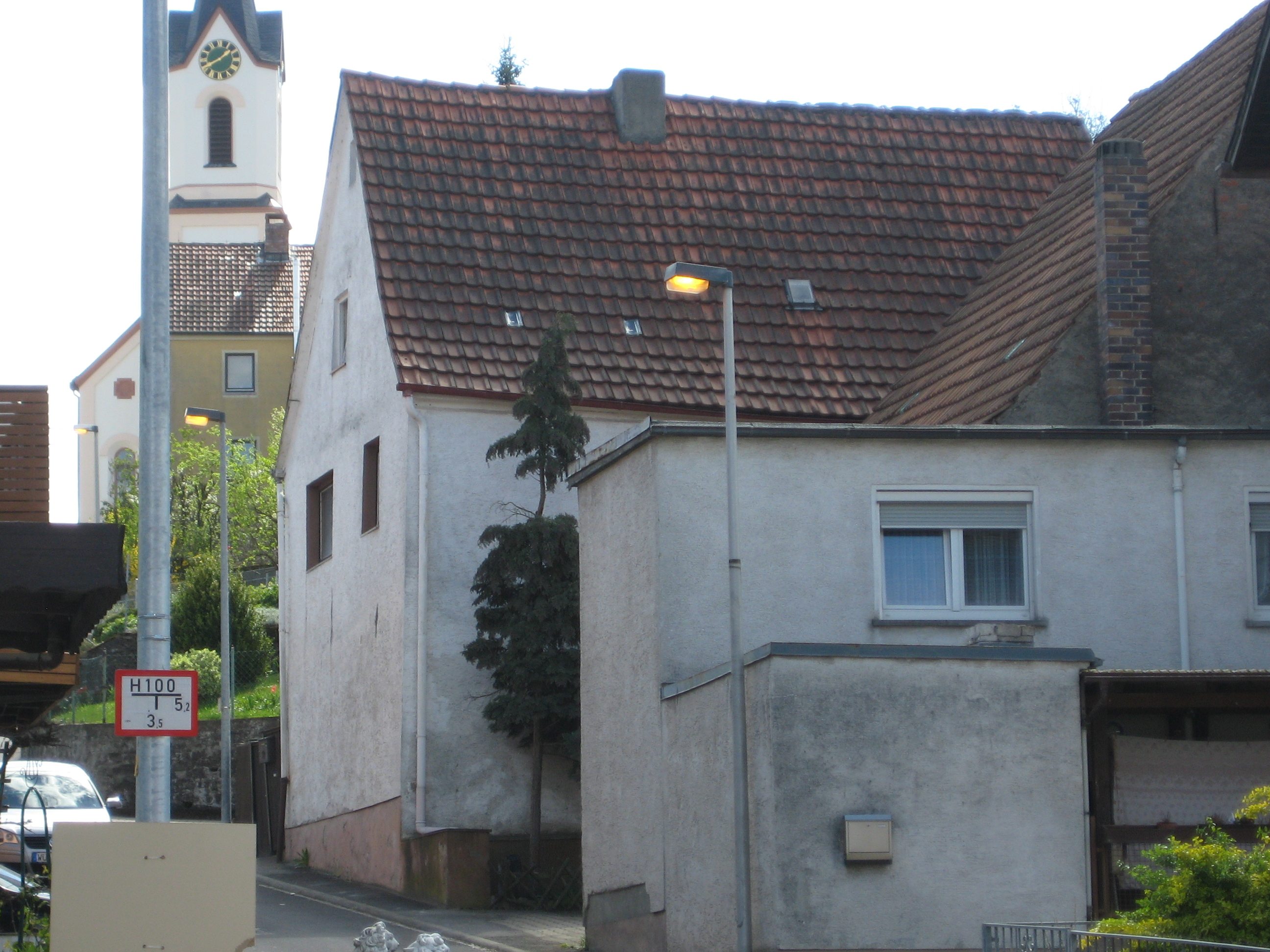
Vordere Bergstraße 16, Gebäude mit Fachwerkobergeschoss (verputzt), 19. Jahrhundert (nach 1833)
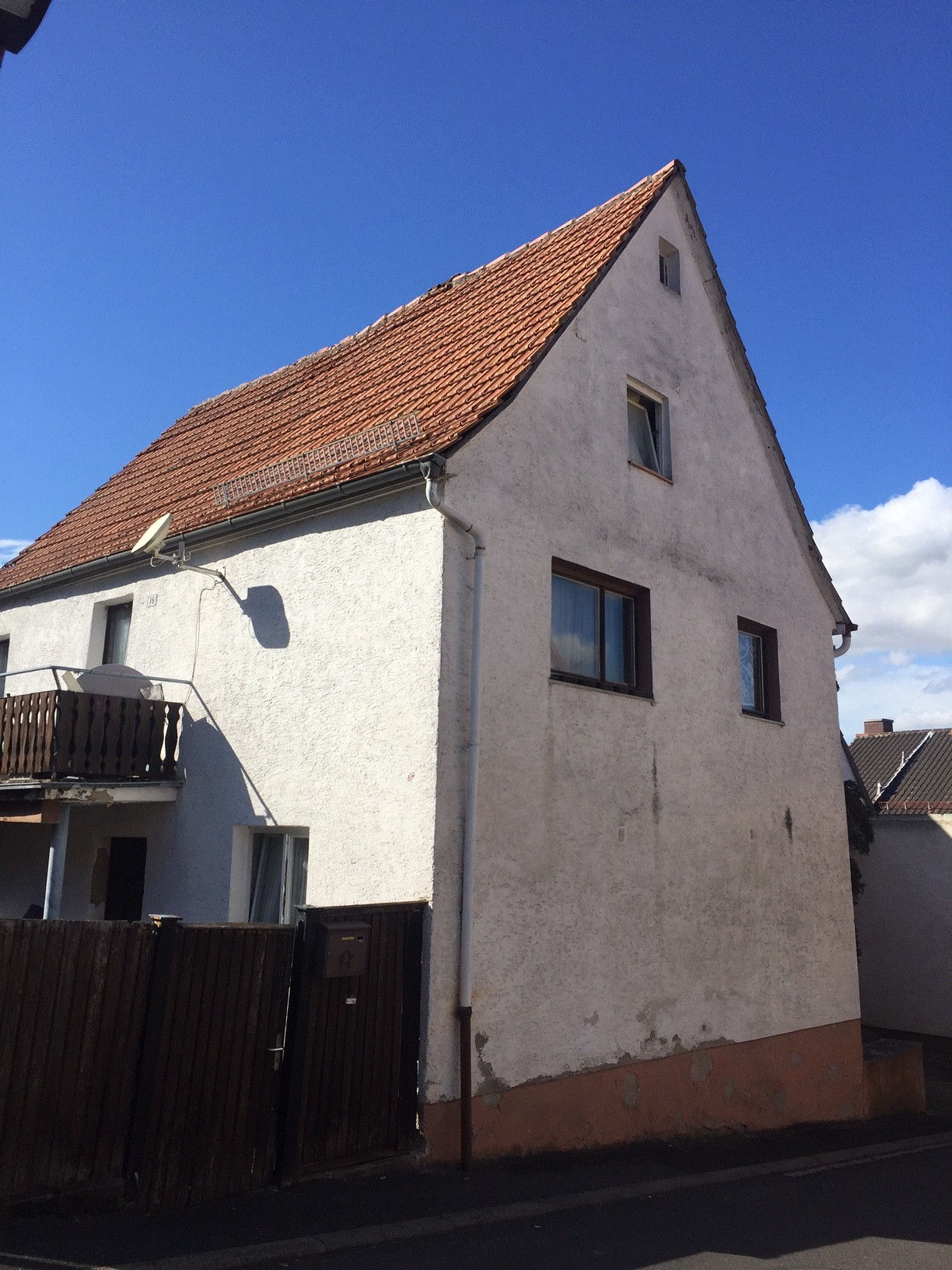
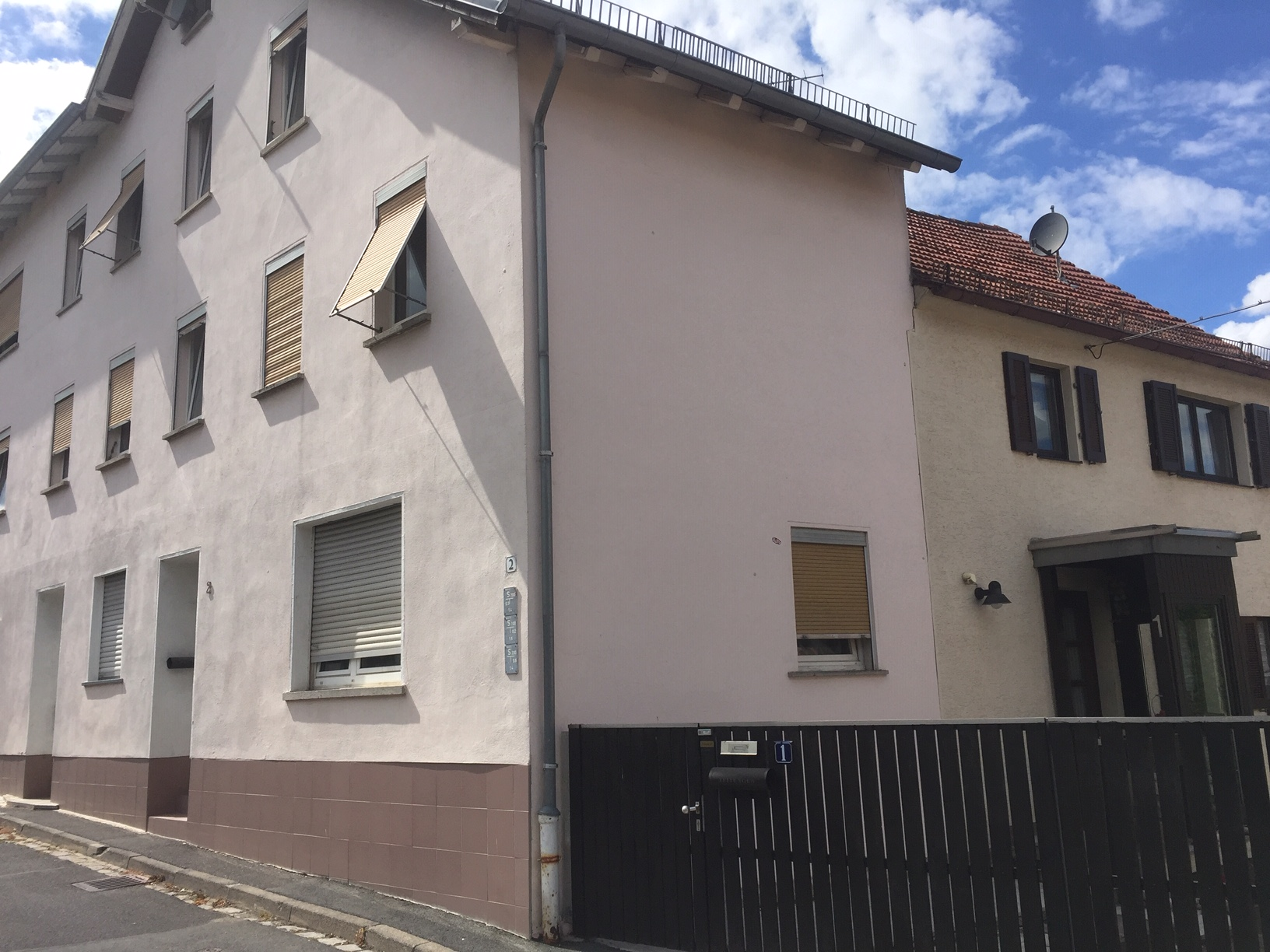
Waldbrunner Straße 2 (ehemalige Bäckerei Dürr) und Waldbrunner Straße 1, beide 18./19. Jahrhundert (vor 1833)
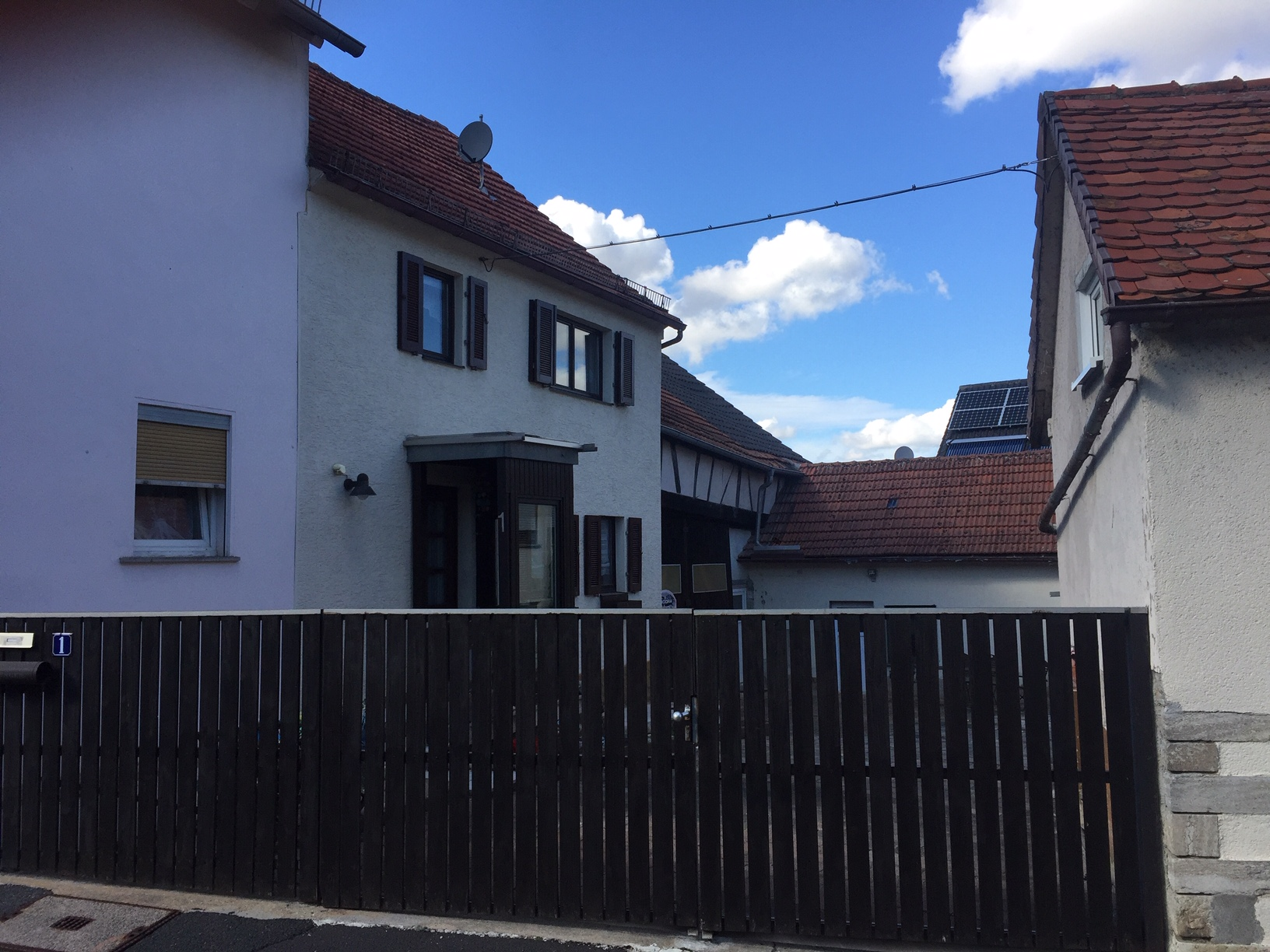
Waldbrunner Straße 1 mit Nebengebäuden, Fachwerk (verputzt), 18./19. Jahrhundert (vor 1833)
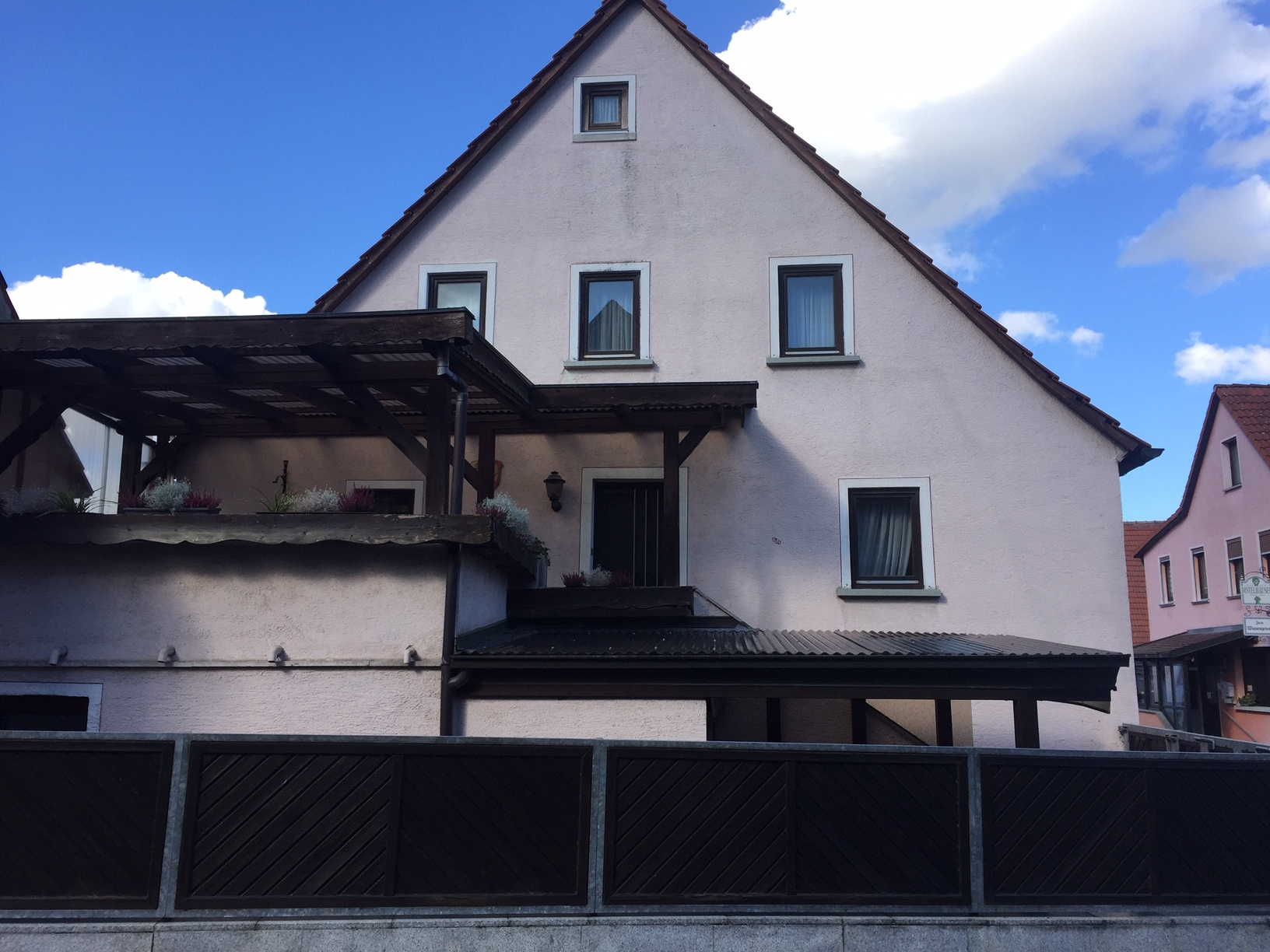
Eisinger Straße 1 bzw. 2, Fachwerkhaus (verputzt), 18./19. Jahrhundert (vor 1833)
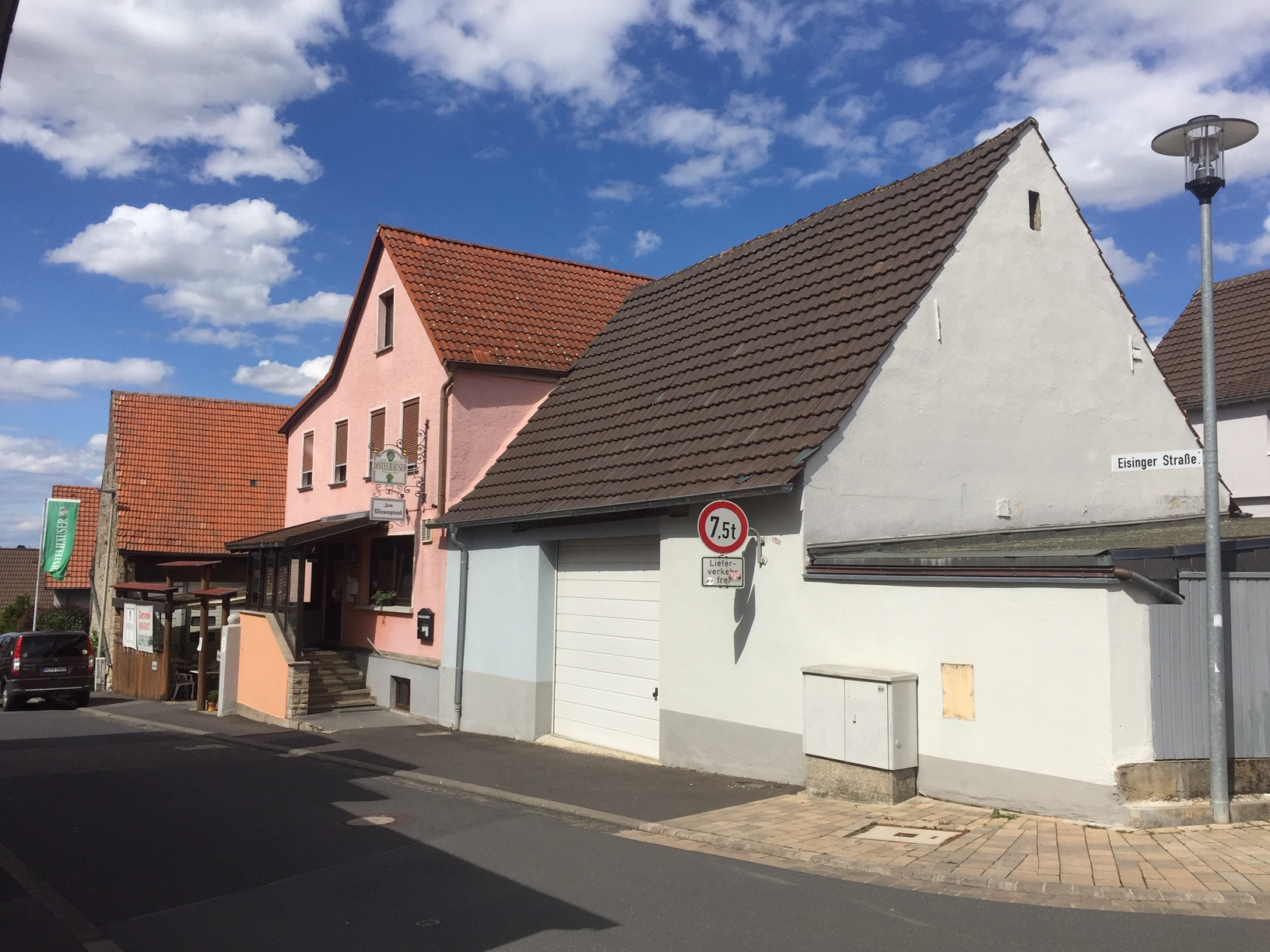
Untere Dorfstraße 1, Nebengebäude aus Fachwerk (verputzt) 18./19. Jahrhundert (vor 1833)
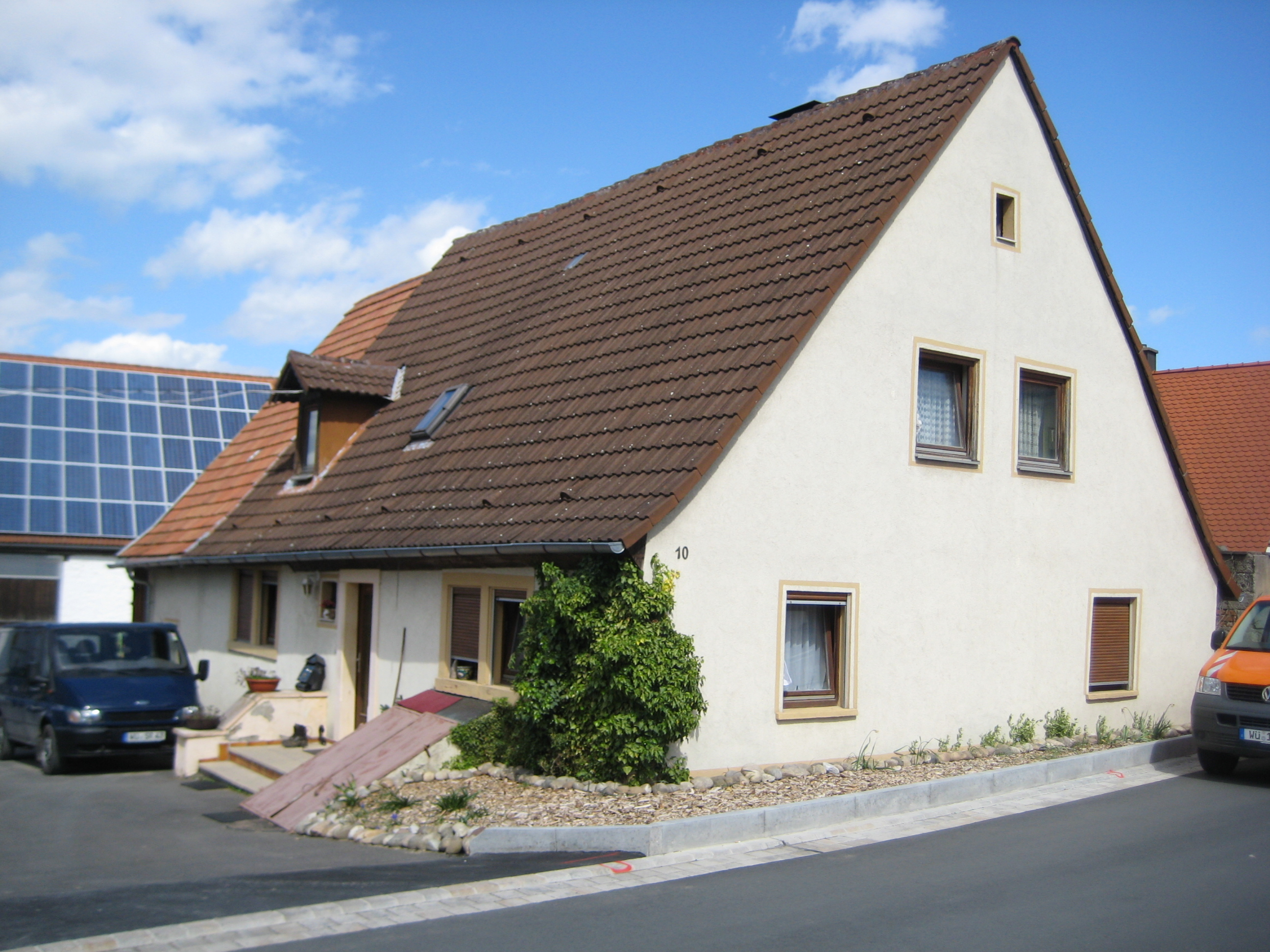
Untere Dorfstraße 10, Bauernhaus mit Fachwerkobergeschoss (verputzt), wohl 18./19. Jahrhundert (vor 1833)
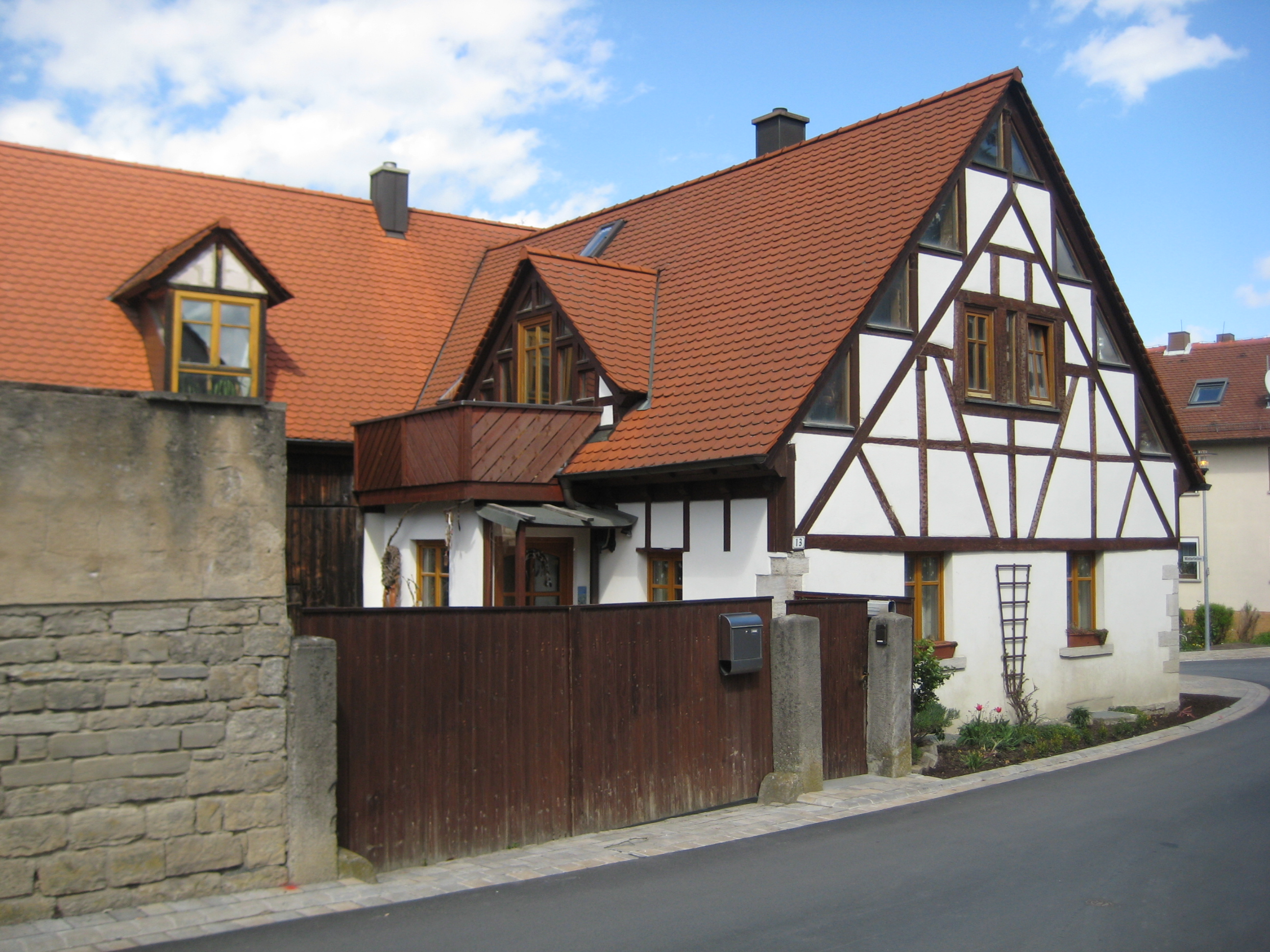
Untere Dorfstraße 13, Bauernhaus mit Fachwerkobergeschoss, wohl 18./19. Jahrhundert (vor 1833)
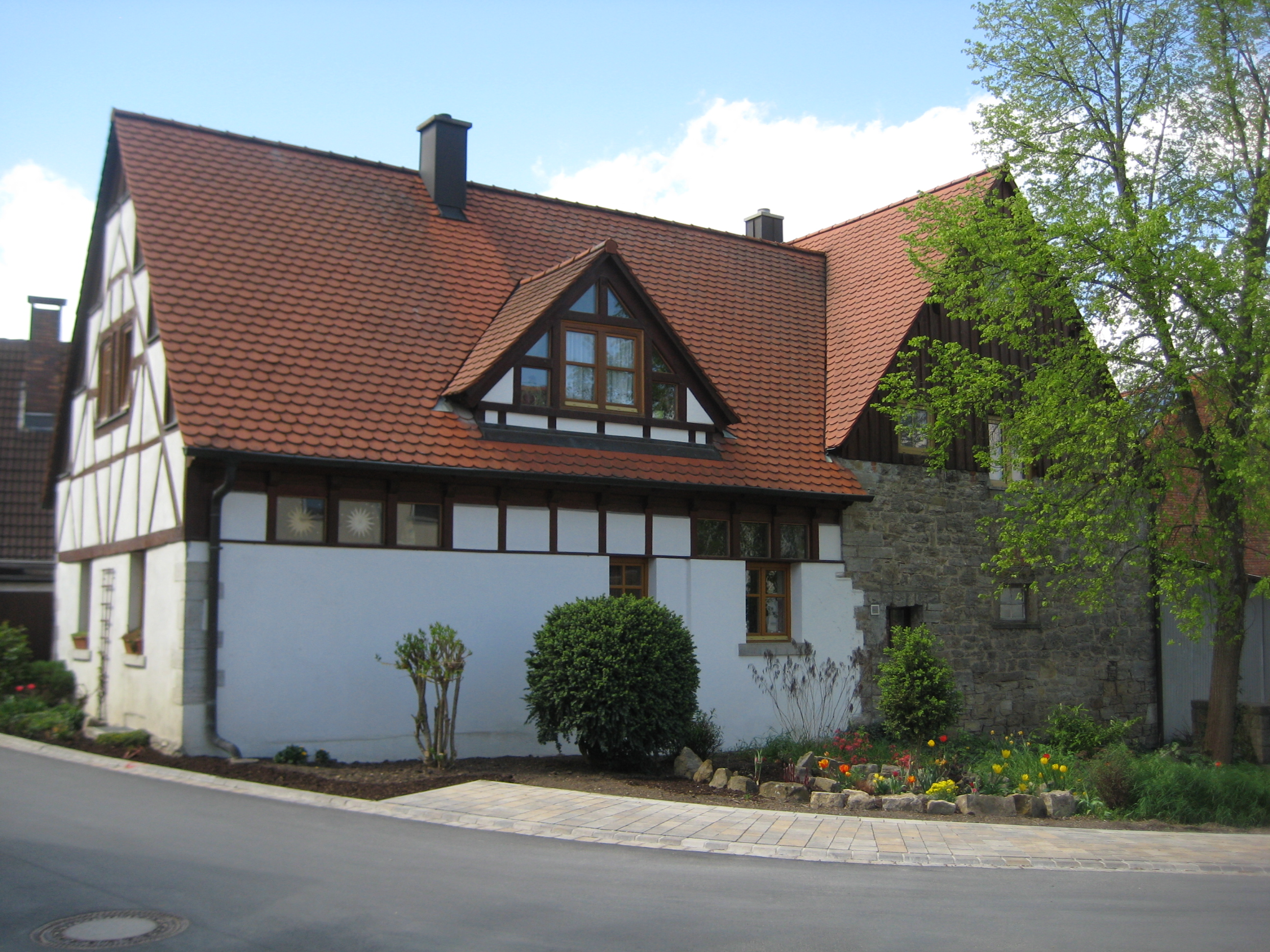
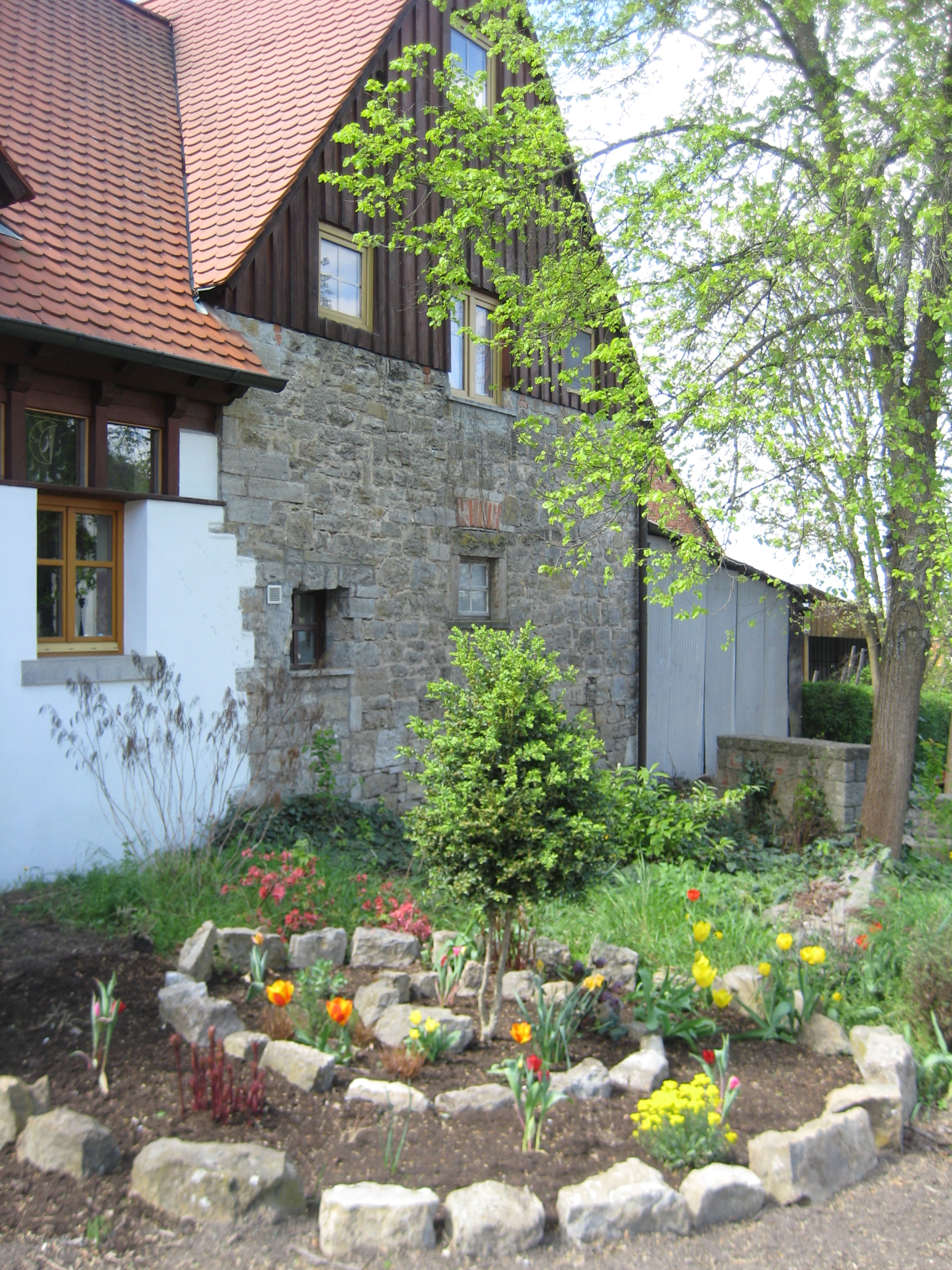
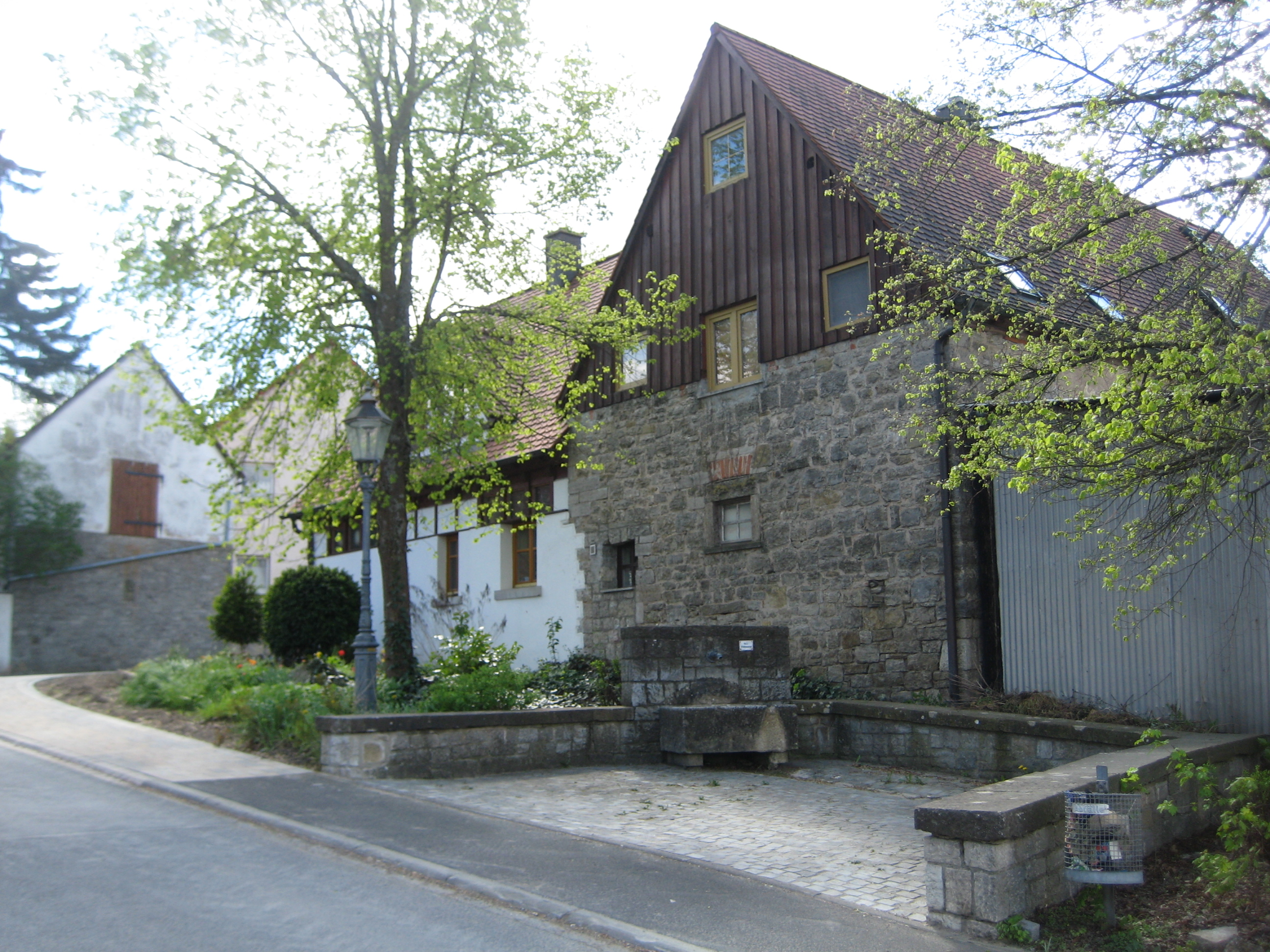
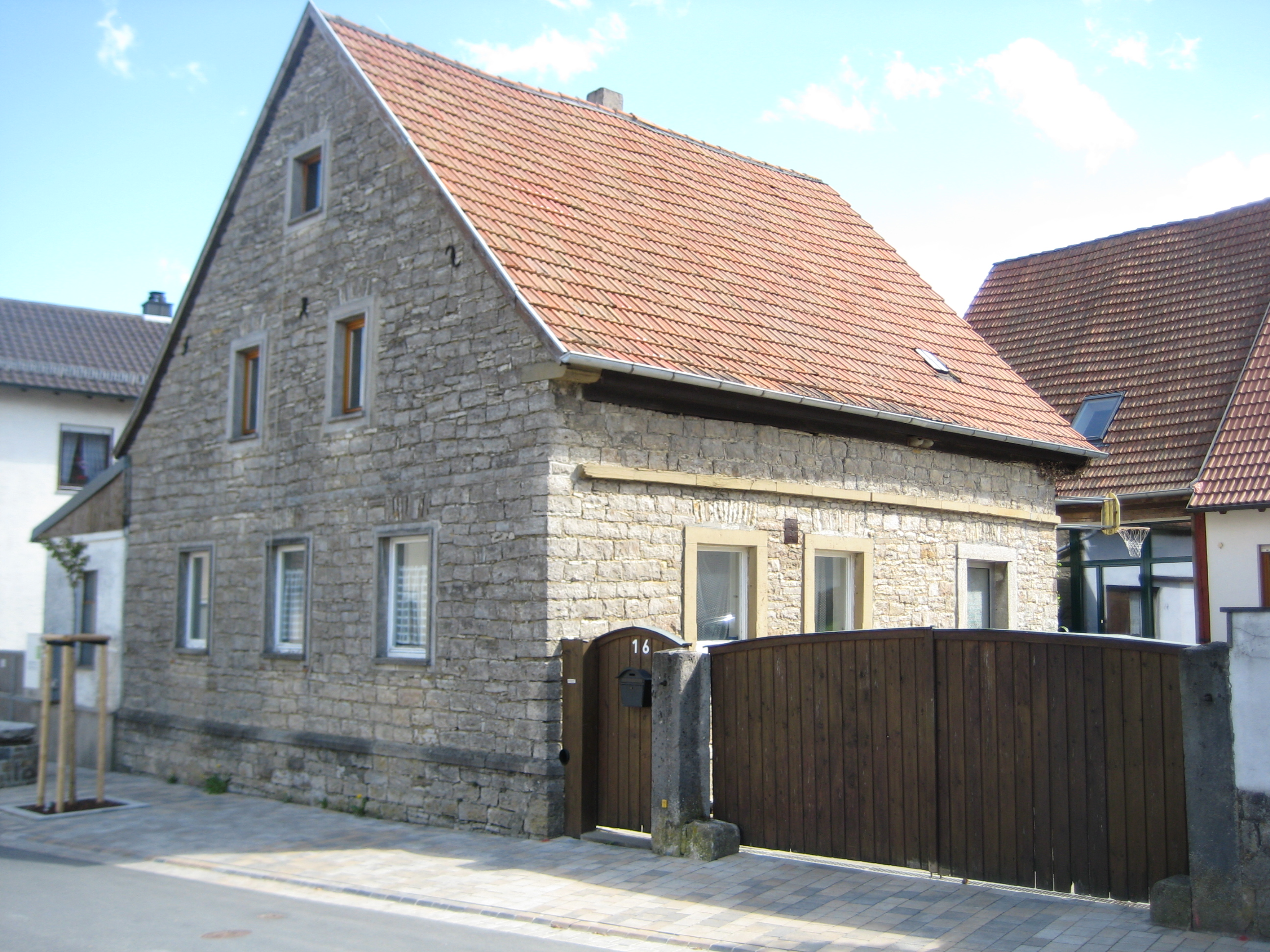
Untere Dorfstraße 16, Bauernhaus mit Bruchsteinfassade, wohl 18./19. Jahrhundert (vor 1833)
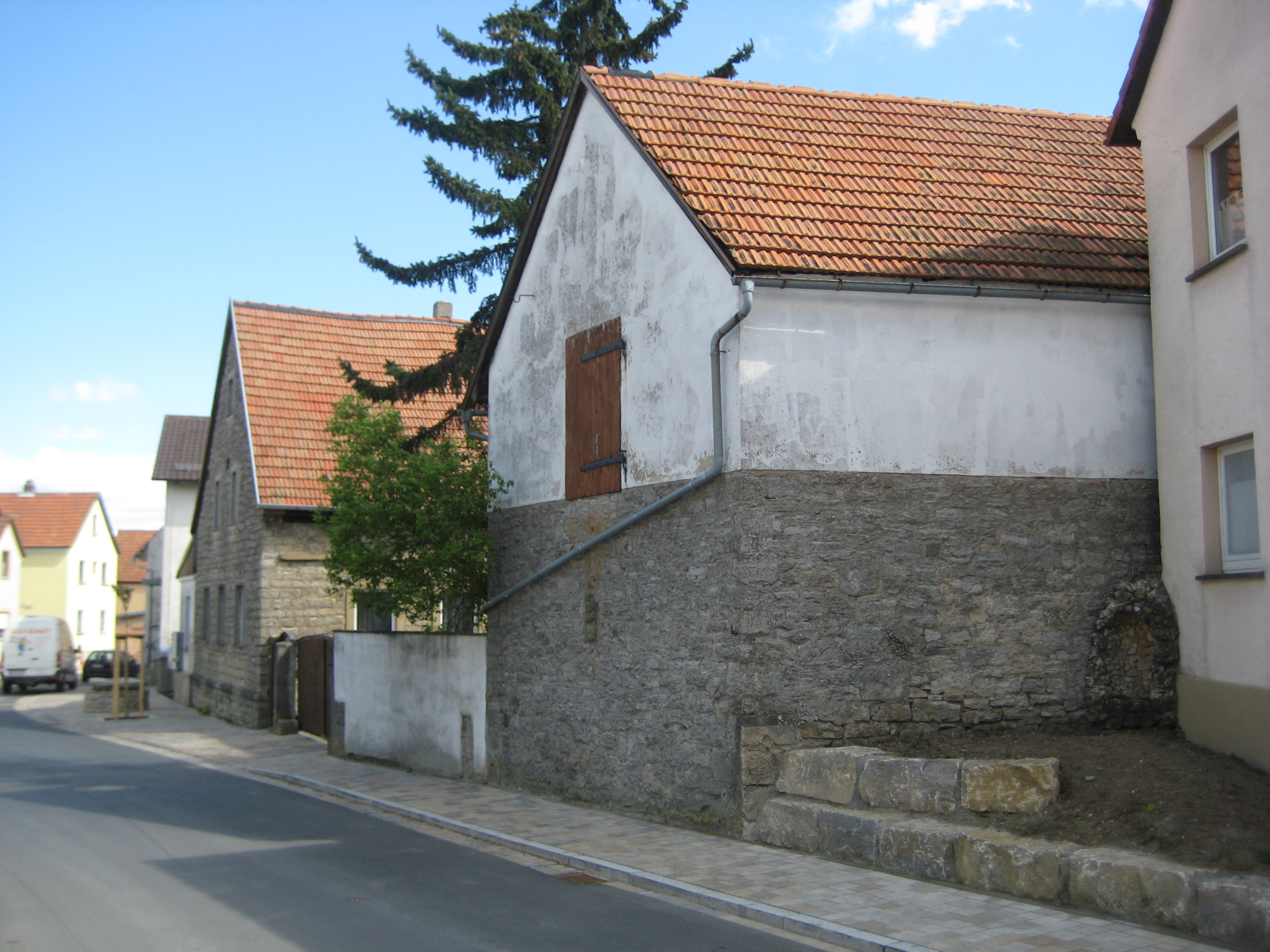
Untere Dorfstraße 16, Wirtschaftsgebäude, wohl 18./19. Jahrhundert (vor 1833)
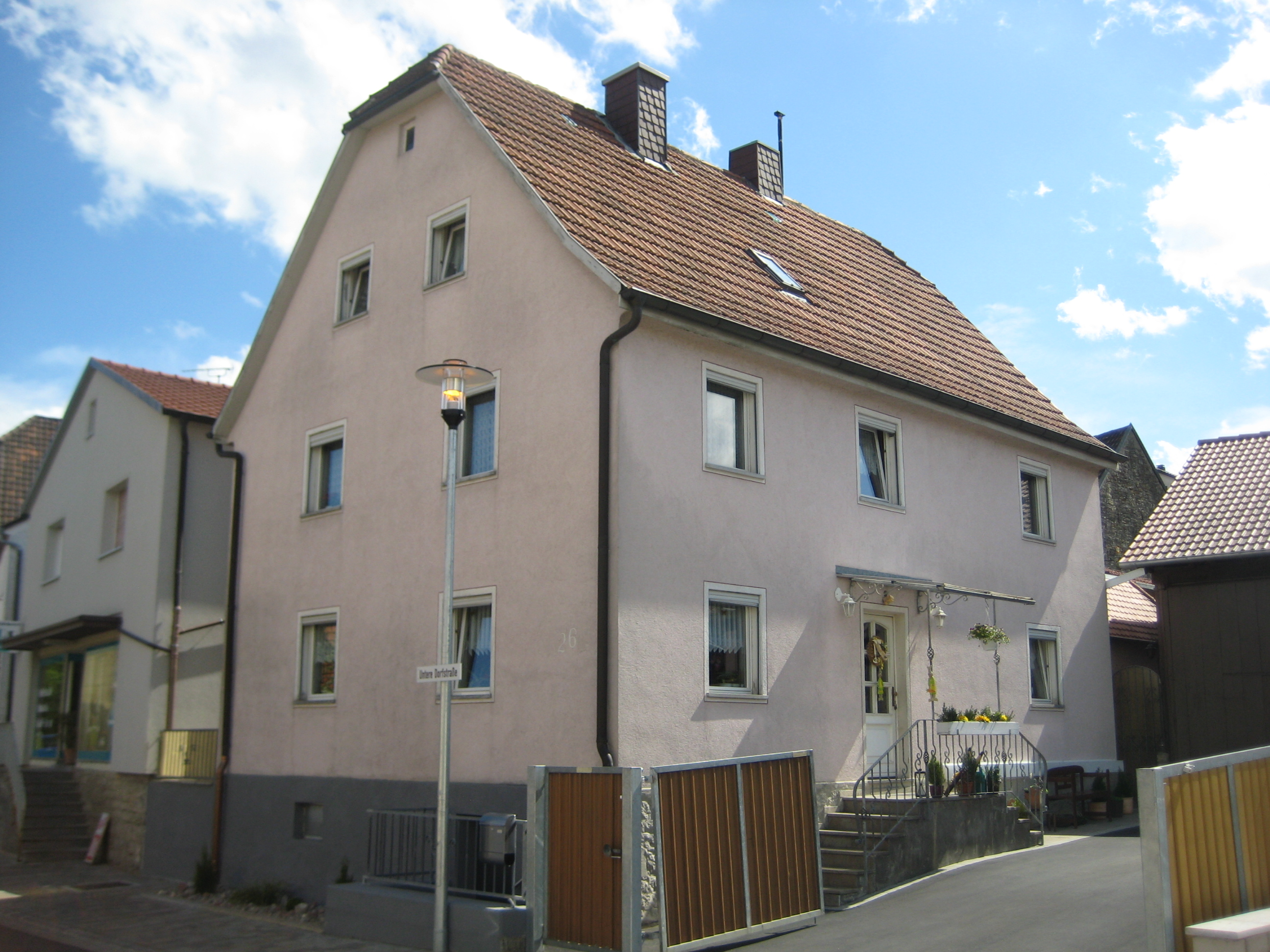
Untere Dorfstraße 26, im Kern wohl 17./18. Jahrhundert (vor 1833)
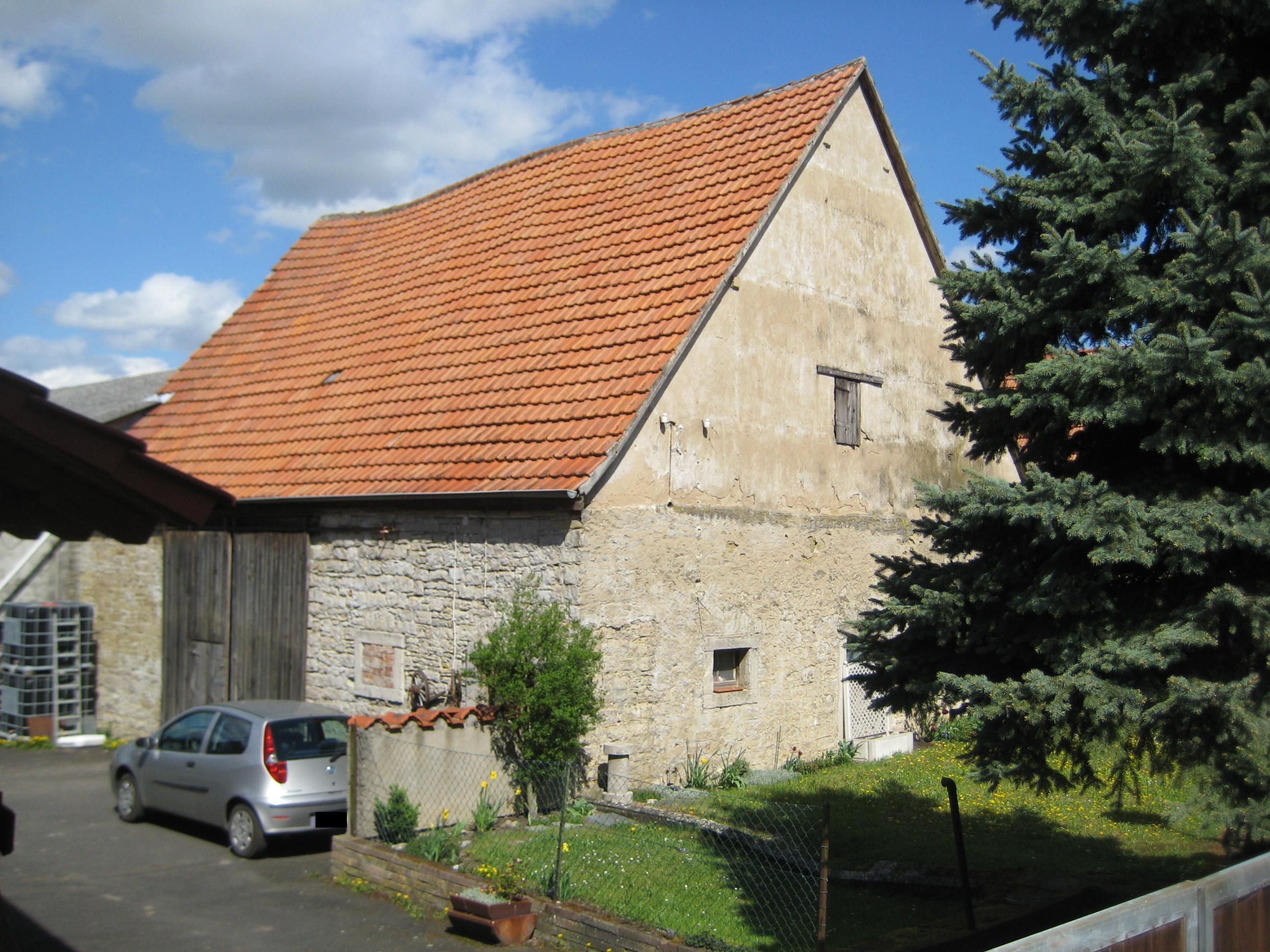
Untere Dorfstraße 28, Scheune mit doppeltem Fachwerkobergeschoss, wohl 18. Jahrhundert (vor 1833), saniert 2019
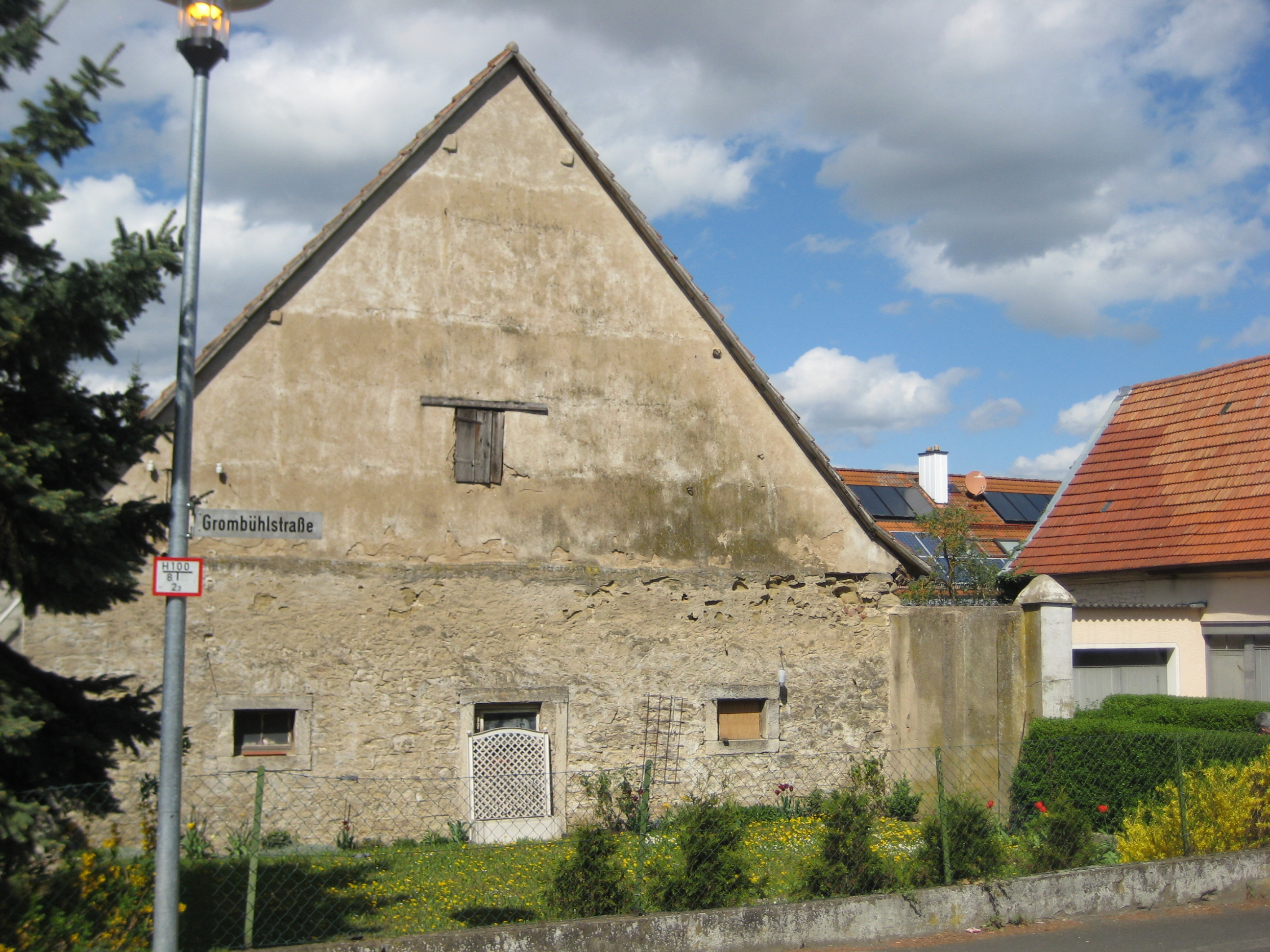
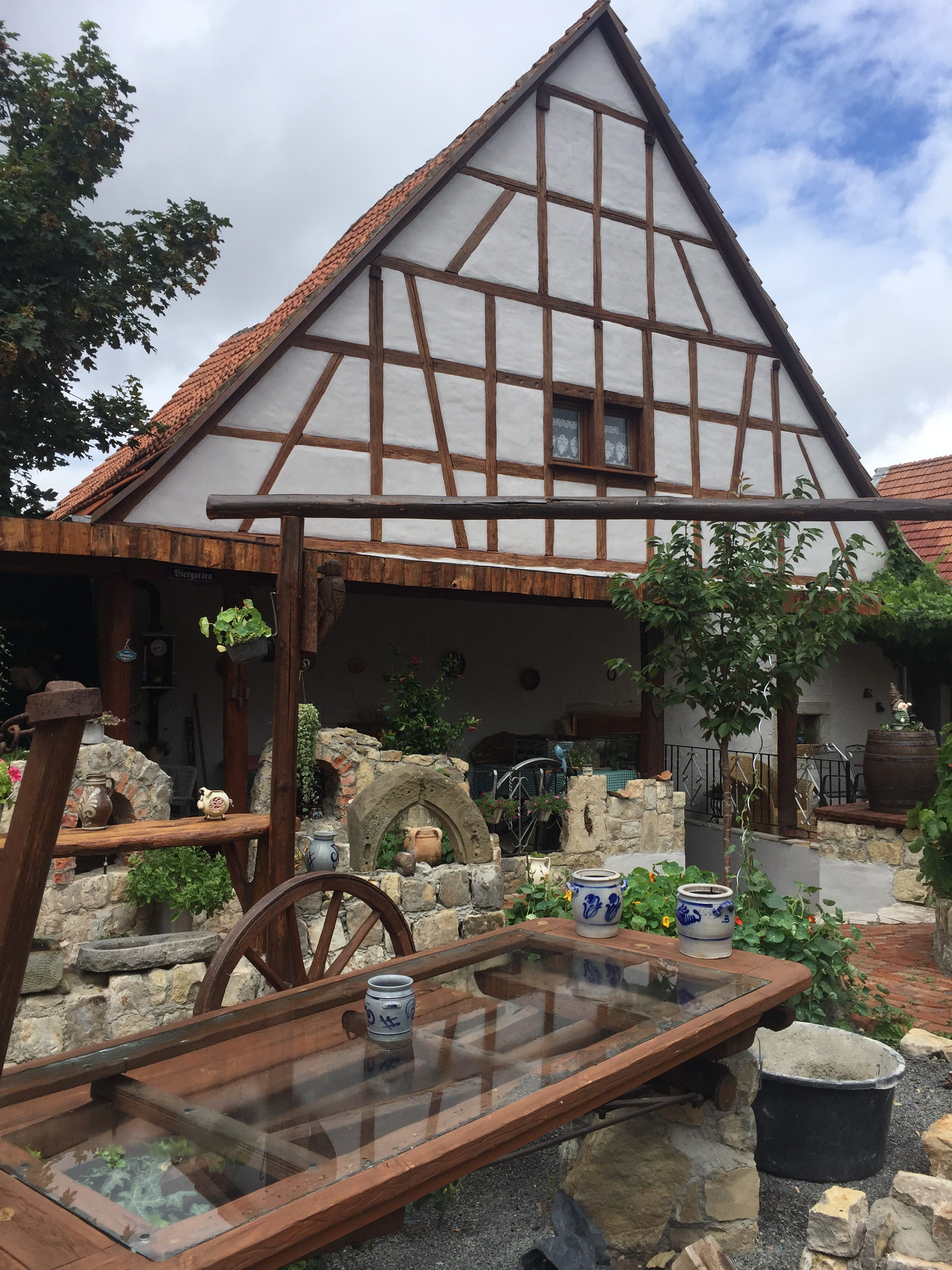
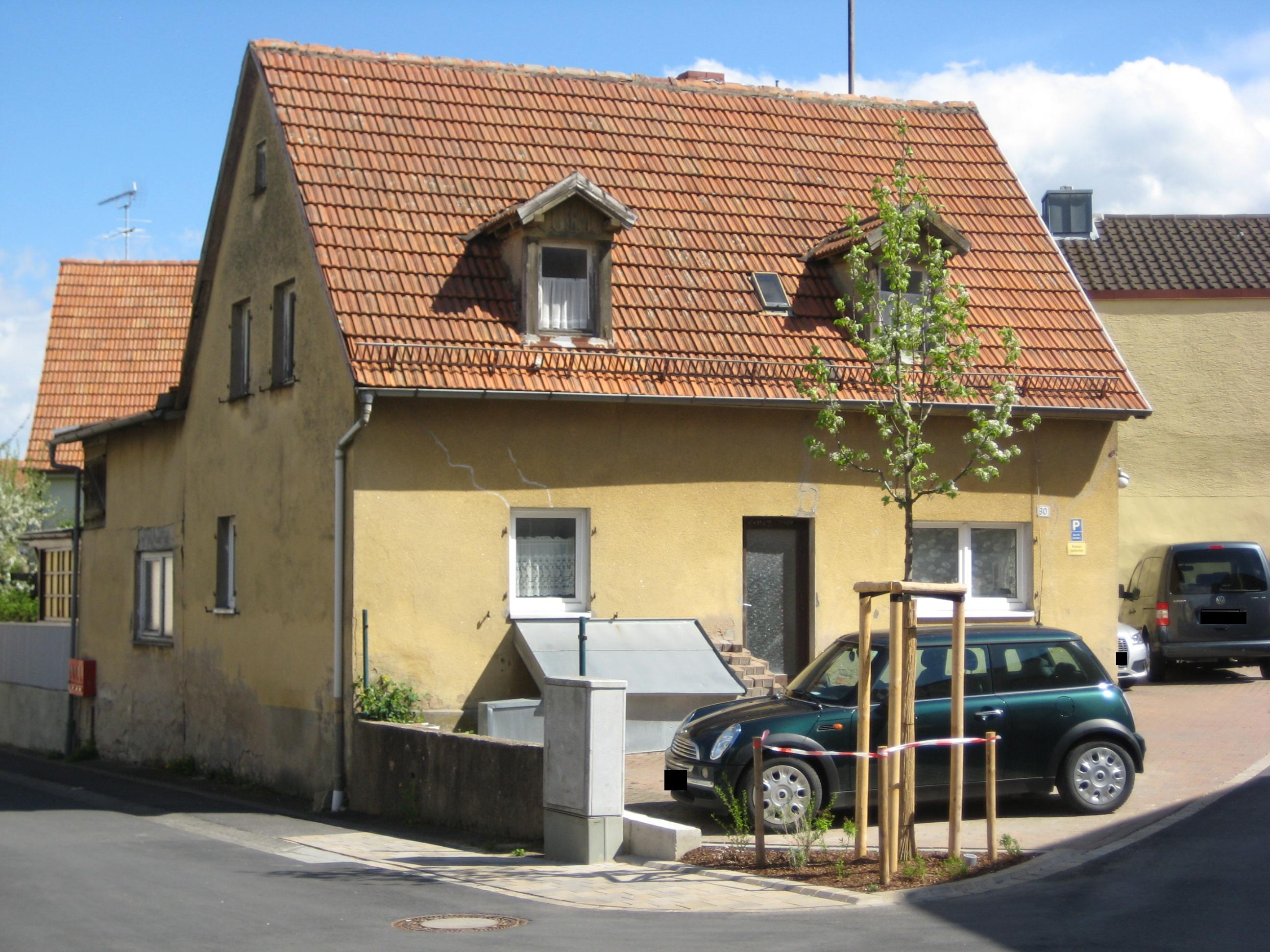
Untere Dorfstraße 30, im Kern wohl 17./18. Jahrhundert (vor 1833)
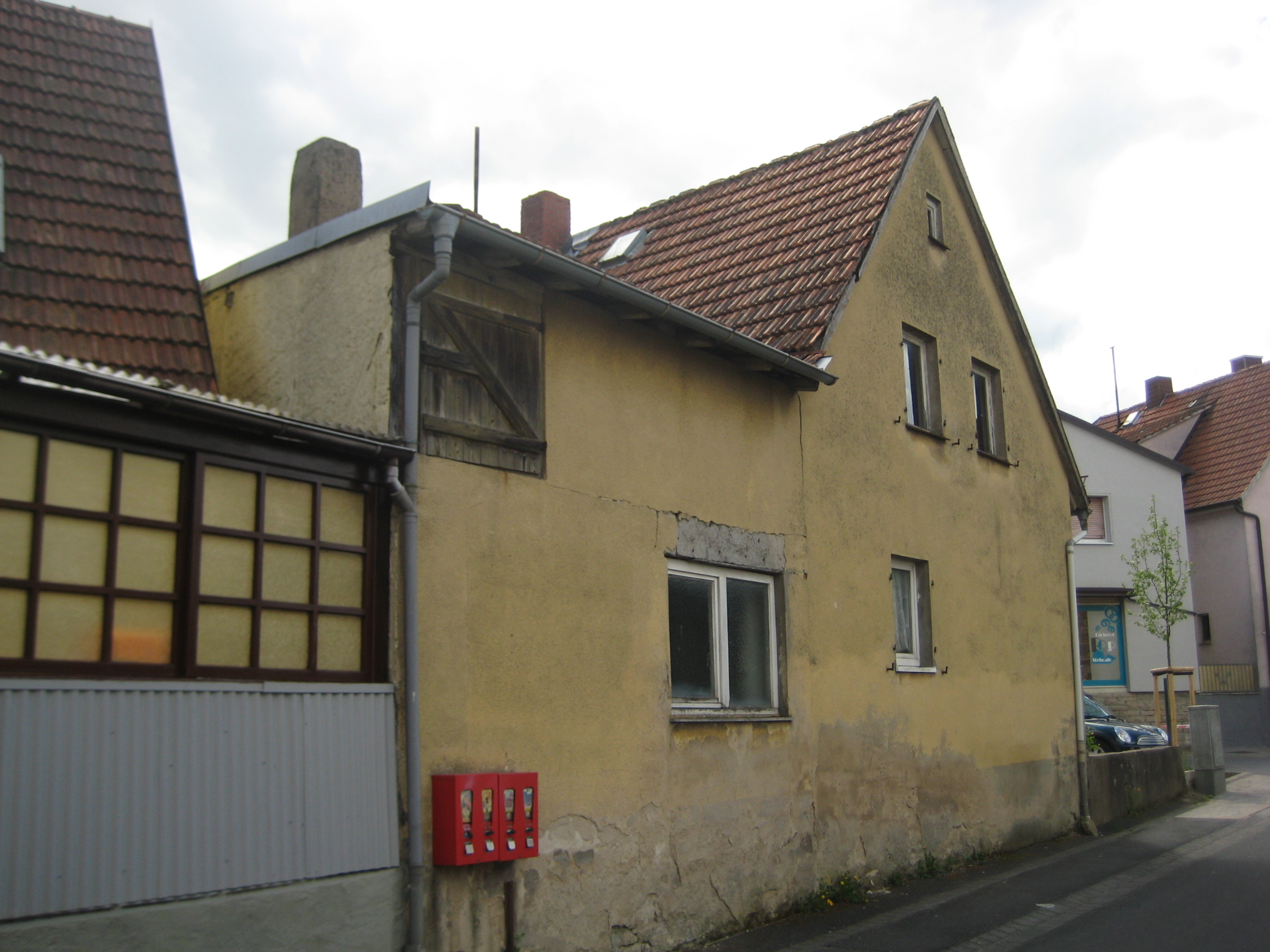
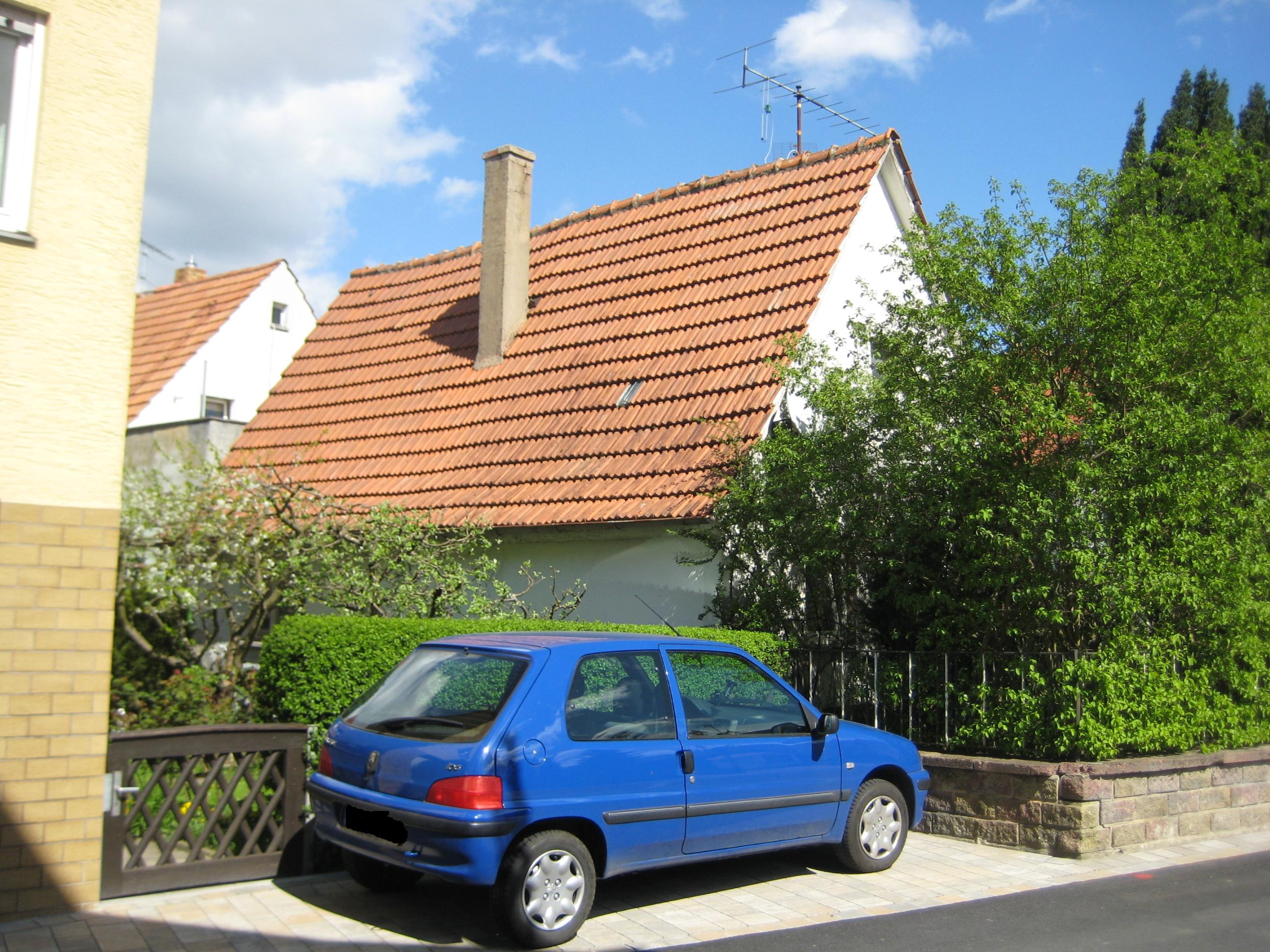
Untere Dorfstraße 33, Bauernhäuschen, wohl 17./18. Jahrhundert (vor 1833)
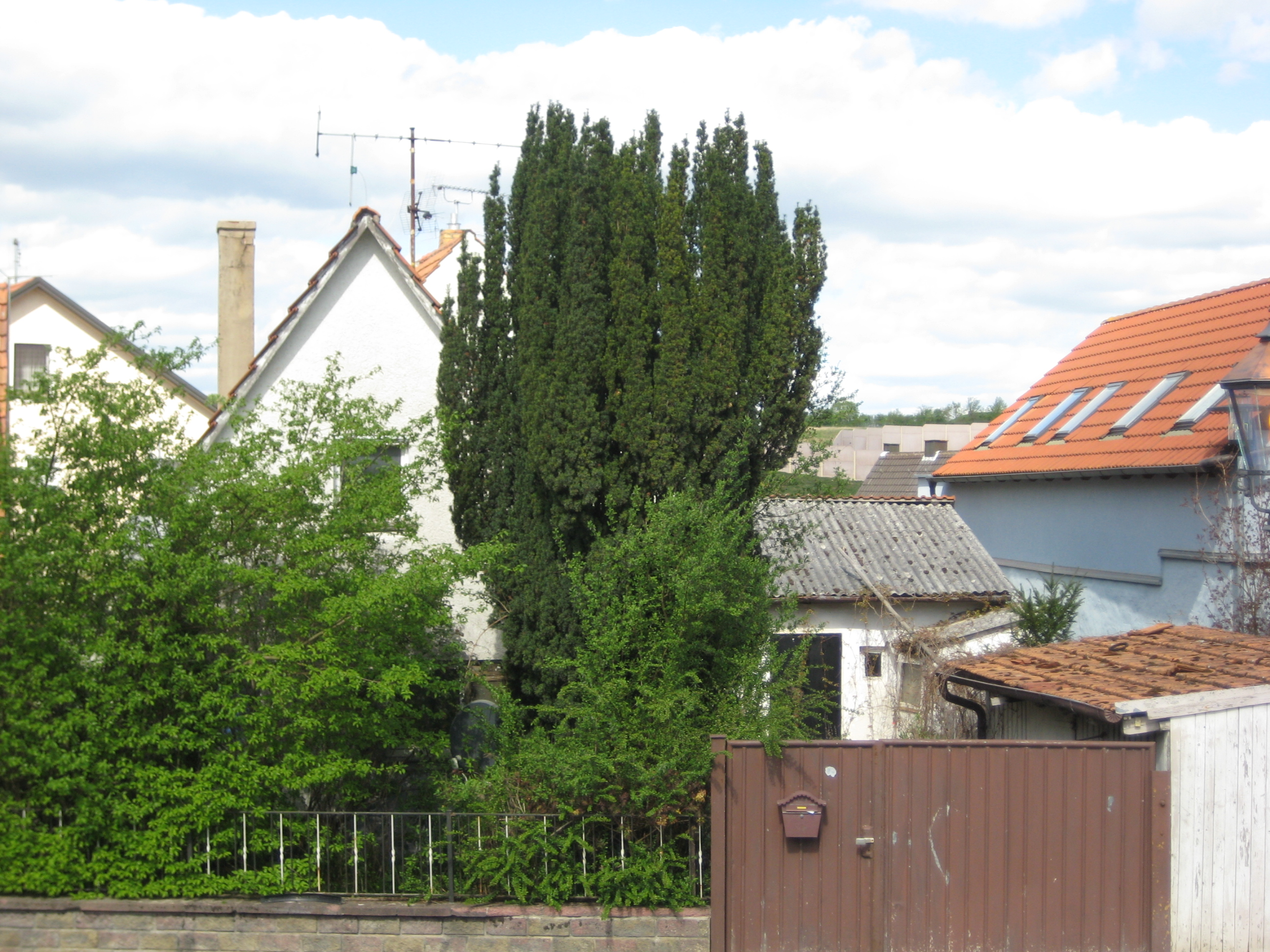
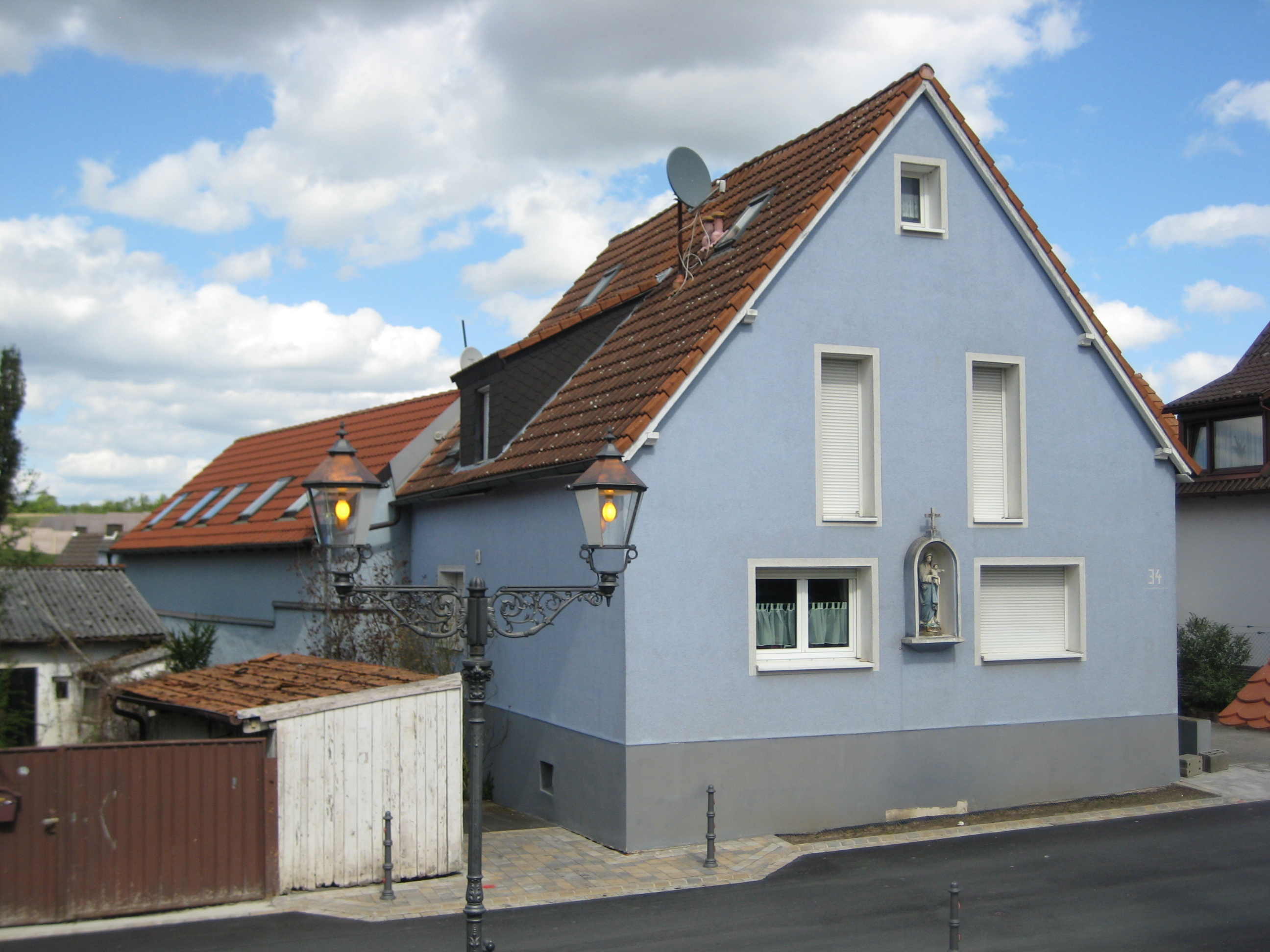
Untere Dorfstraße 34, Gebäude mit Hausmadonna, 19. Jahrhundert (nach 1833)
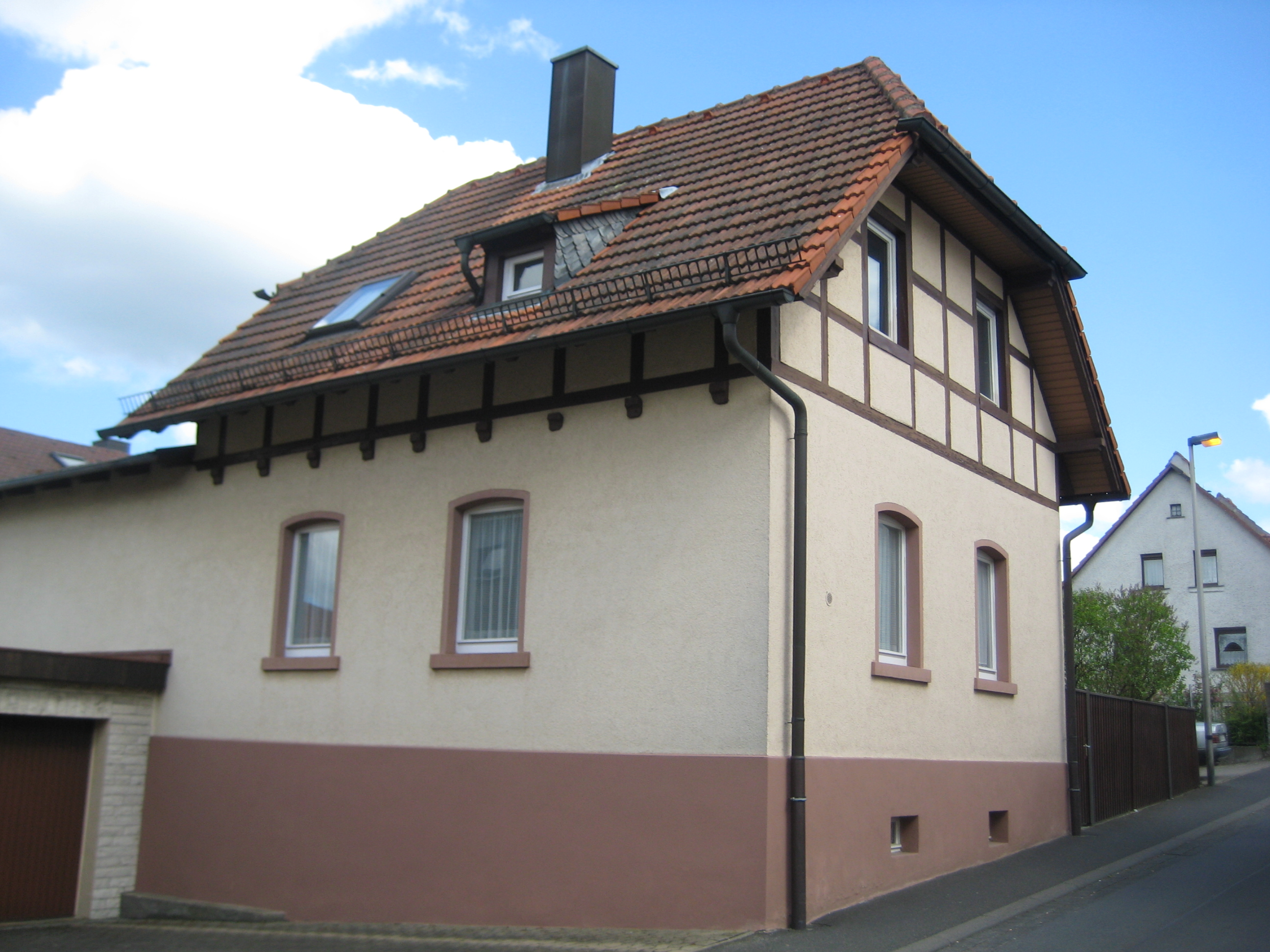
Grombühlstraße 15, Gebäude mit Fachwerkobergeschoss, 19. Jahrhundert (nach 1833)
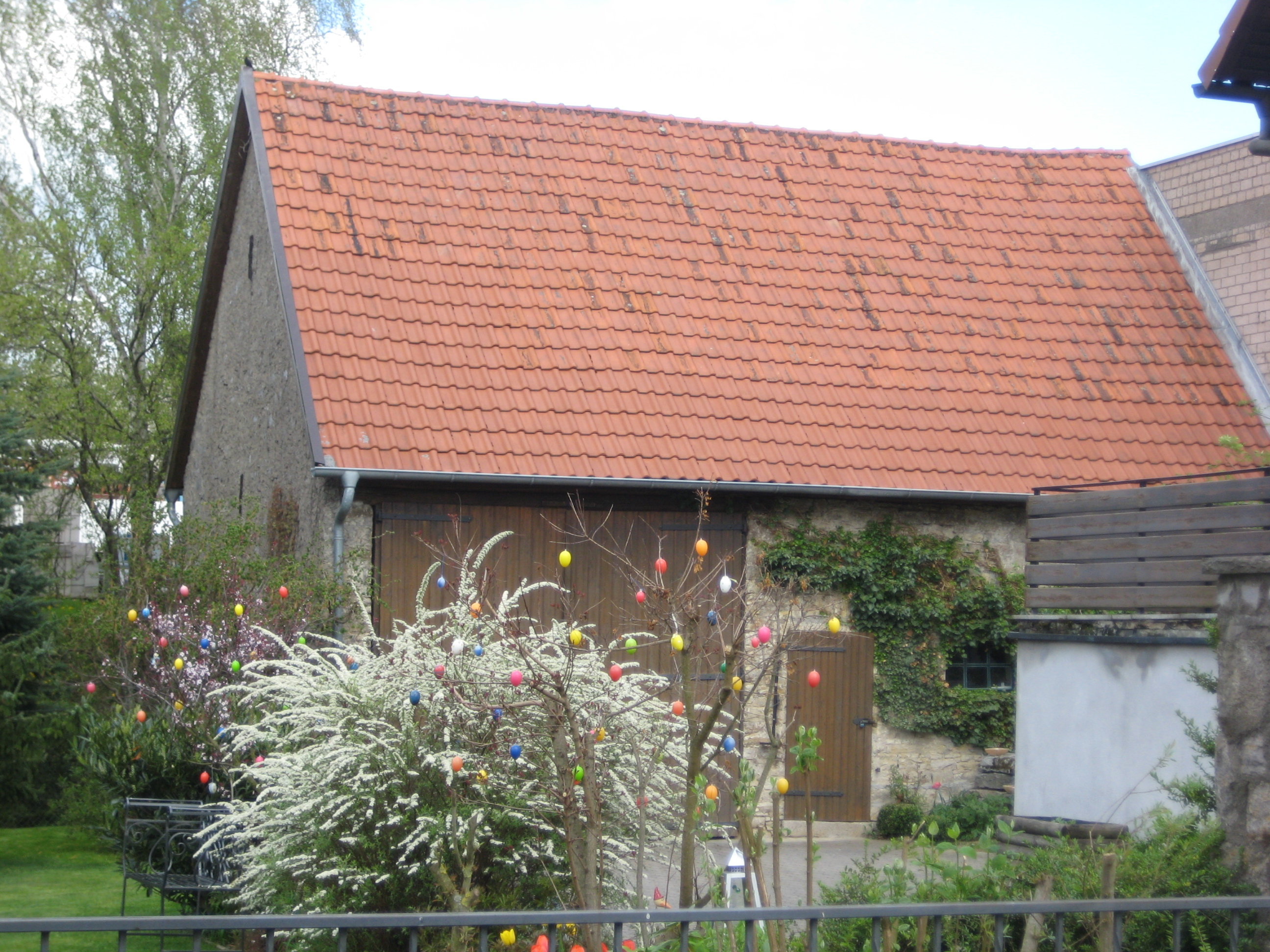
Grombühlstraße 17, Scheune aus Bruchstein, 19. Jahrhundert (nach 1833)
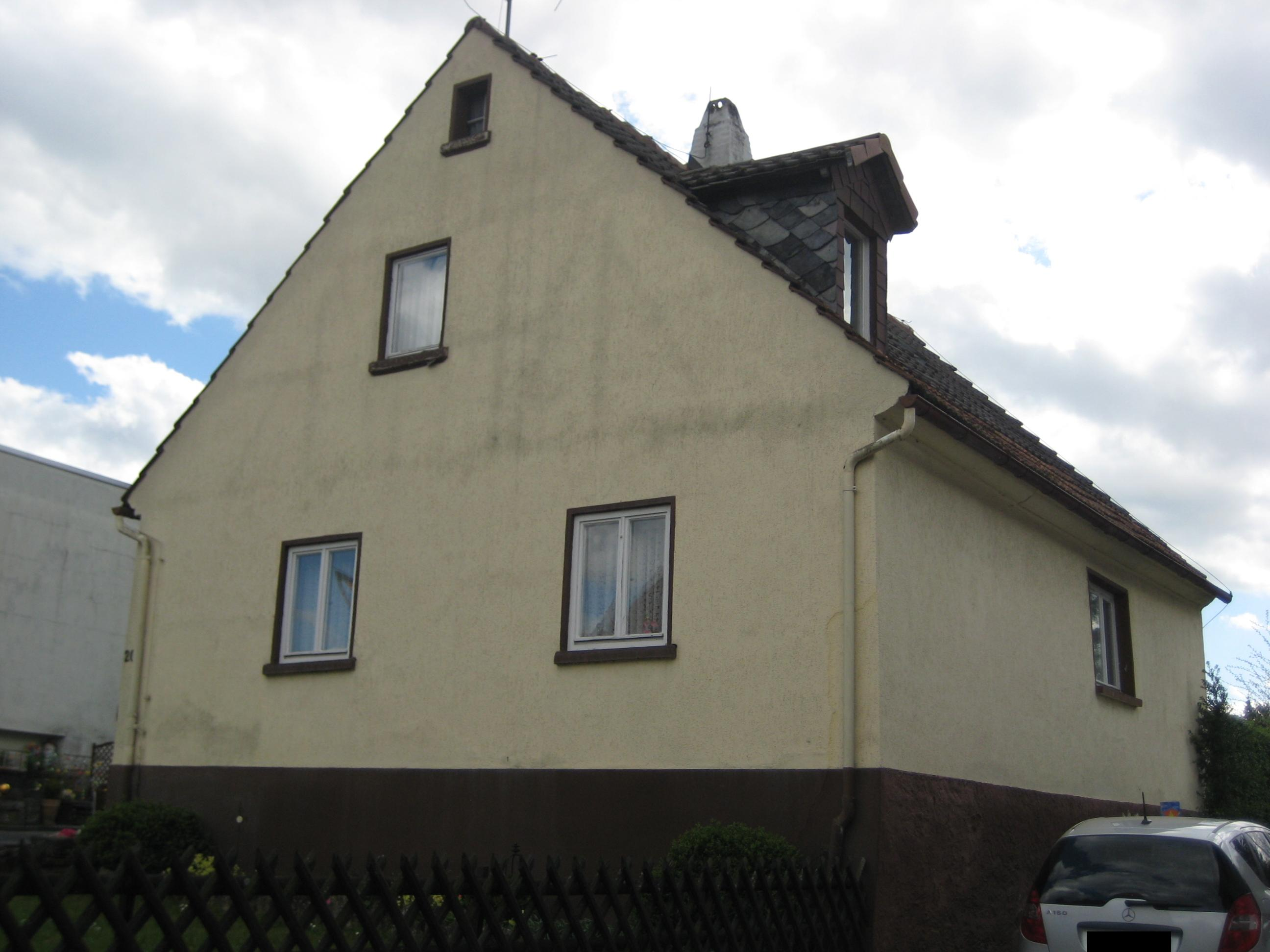
Grombühlstraße 20, Gebäude mit Fachwerkobergeschoss (verputzt), 19. Jahrhundert (nach 1833), abgebrochen 2019
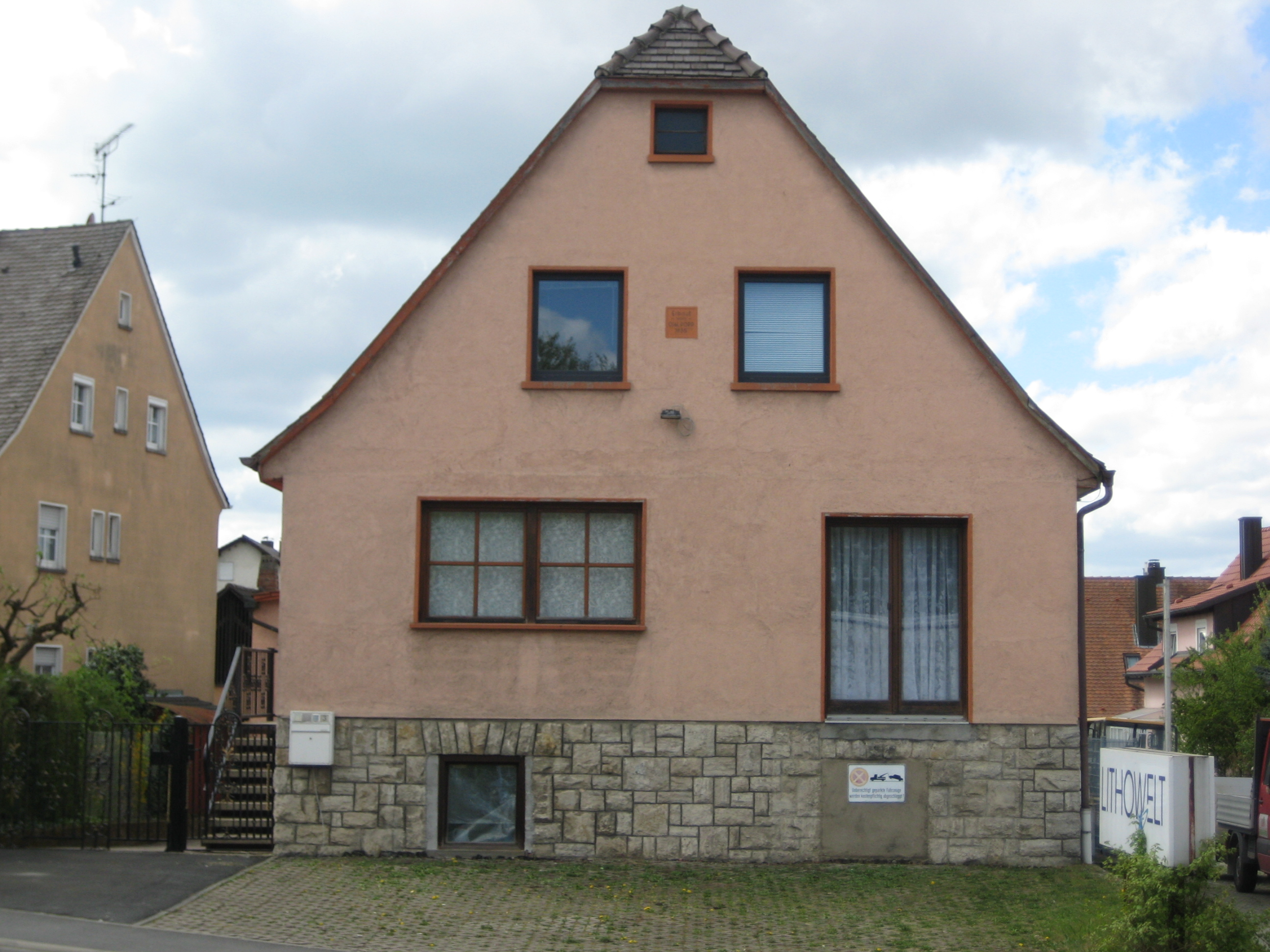
Hauptstraße 3, bez. 1935
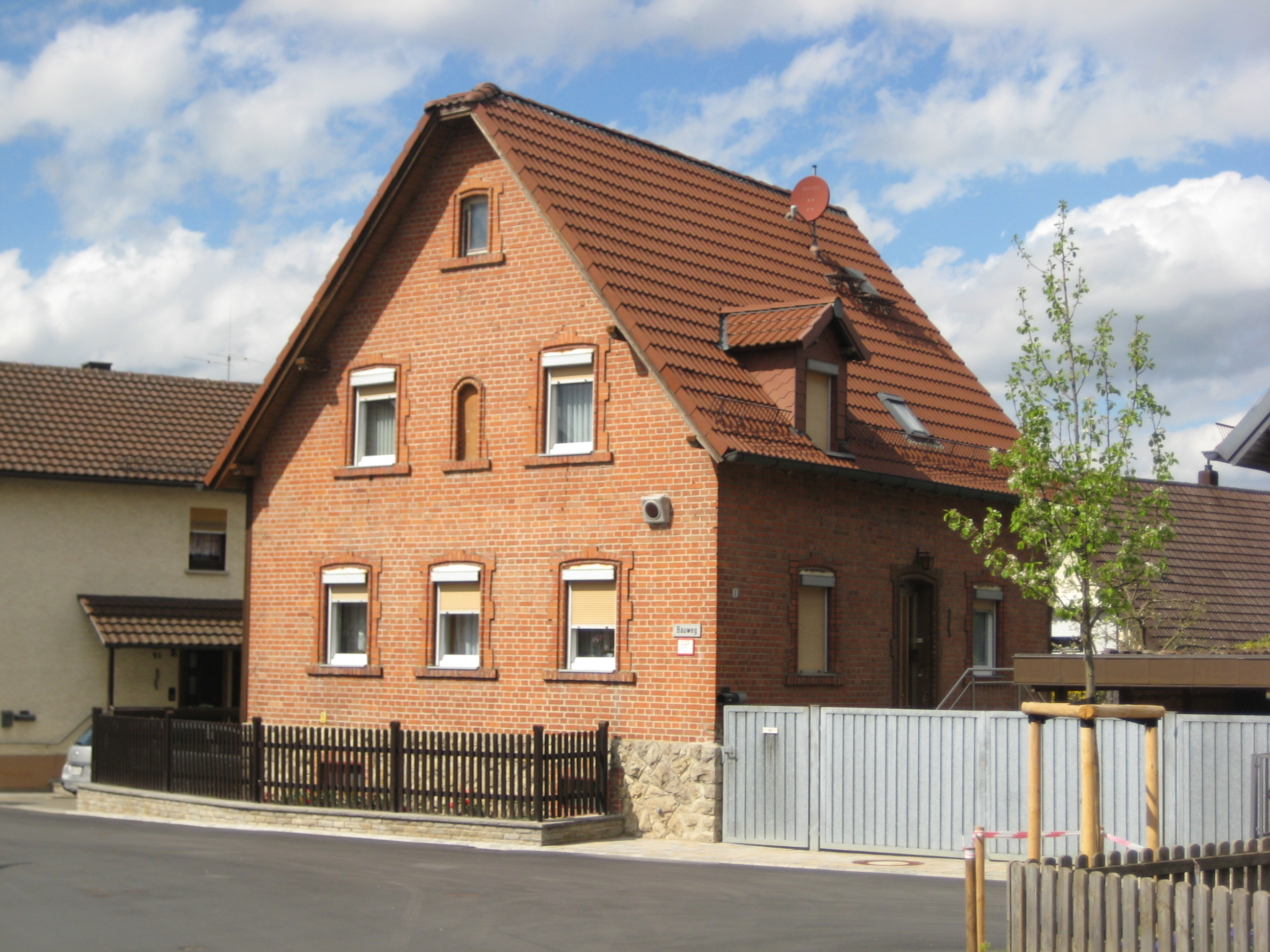
Bauweg 1, Gebäude mit Ziegelsteinfassade, 19. Jahrhundert (nach 1833)

## Wirtschaft und Infrastruktur

### Wirtschaft
Es gab 2023 nach der amtlichen Statistik insgesamt 522 sozialversicherungspflichtig Beschäftigte am Arbeitsort. Sozialversicherungspflichtig Beschäftigte am Wohnort gab es insgesamt 1149. Im verarbeitenden Gewerbe und im Bauhauptgewerbe gab es je einen Betrieb. Im Jahr 2020 bestanden keine landwirtschaftlichen Betriebe in Kist.

### Verkehr
Kist liegt in unmittelbarer Nähe zur Bundesautobahn 3 (Anschlussstelle 69 – Würzburg/Kist) und wenige Kilometer entfernt von der Bundesautobahn 81 (Anschlussstelle 2 – Gerchsheim). Durch Kist führen zudem die Staatsstraße St 578 bzw. Bundesstraße 27 (bis 31. Dezember 2015 als Teil der Romantischen Straße) sowie die Kreisstraße WÜ 29.

### Bildung und Soziales
Es gibt folgende öffentliche Bildungs- und Sozialeinrichtungen:
- Krabbelstube
- Katholische Kindertagesstätte St. Bartholomäus
- Grundschule Oskar-Popp-Schule mit Mittagsbetreuung
- Jugendzentrum
- Gemeindebücherei
- Außenstelle der Volkshochschule Würzburg

Private Sozialeinrichtungen:
- Ambulanter Pflegedienst
- Seniorenresidenz

### Freizeitgestaltung
In der Gemeinde Kist bestehen folgende Freizeiteinrichtungen:

#### Sportzentrum
- Sport- und Veranstaltungshalle Otto-Seubert-Halle
- Tennishalle mit Außenplätzen
- Gemeindesportplatz mit Tartanbahn und Tribüne
- Hartplatz
- Beachvolleyball-Platz
- Boccia-Bahn
- Skateranlage
- Spielplatz

#### Weitere Sportstätten
- Waldsportplatz
- Tischtennisplatten (im Schulhof der Oskar-Popp-Schule)
- Private Sportschützenanlage (im Vereinsheim der Schützengilde St. Sebastian Kist e. V. 1966)

#### Spielplätze
- Abenteuerspielplatz Winterleiten
- Sportzentrum
- Spitzwiese/Herrleinsäcker
- Turmstraße (am Wasserturm)

#### Sonstiges
- Anschluss am lokalen Radwegenetz
- Waldwanderwege
- Langlauf-Loipe im Winter entlang des Guttenberger Waldes nach Limbachshof und Kleinrinderfeld
- Saunagarten
- Vereinsangebote

## Persönlichkeiten

### Ehrenbürger
- wohl 1922: Viktor Uehlein, Hauptlehrer (1911), Oberlehrer (1921), verliehen nach 25-jähriger Dienstzeit in Kist als Lehrer (1897–1922)[128]
- Otto Seubert, 1. Bürgermeister (1953–1972)[129]
- 2006: Wilhelm Scheder (1926–2017), 1. Bürgermeister, verliehen zur Anerkennung seiner Verdienste als Gemeinderat (1952–1990), 2. Bürgermeister (1956–1972), 1. Bürgermeister (1972–1990) und Mitglied des Kreistags (1960–1966 und 1979–1984), Träger des Verdienstkreuzes am Bande des Verdienstordens der Bundesrepublik Deutschland (1984), der kommunalen Verdienstmedaille in Bronze (1990) und der Landkreisplakette in Silber (1990)[130]

### Personen mit Bezug zur Gemeinde
- Julius Echter von Mespelbrunn (1545–1617), Fürstbischof von Würzburg, ließ 1576 eine wohl hölzerne Brücke am Kalten Loch[131] (das Waldgebiet nordöstlich des Ortes) sowie 1584 die Hoheitssäulen im Irtenberger Wald und um 1592 einen Vorgängerbau des Forsthauses Irtenberg errichten, und stiftete 1598 die heute nicht mehr existierende Kister Margarethenkirche
- Johann Philipp von Greiffenclau zu Vollraths (1652–1719), Fürstbischof von Würzburg, ist wohl Bauherr des Gasthauses Grüner Baum, das ihm als Jagdsitz gedient haben soll
- Johann Valentin von Reißmann (1807–1875), Bischof von Würzburg, weihte 1872 die Kirche St. Bartholomäus
- Sabine Demel (* 1962), Theologin und Hochschullehrerin, lebte einige Jahre in Kist
- Pia Viola Buchert (* 1990), Mezzosopranistin, wuchs in Kist auf